# 津軽丸 (2代)
津軽丸（つがるまる、Tsugaru Maru）とは、日本国有鉄道（国鉄）青函航路（青函連絡船）で運航されていた客載車両渡船。津軽丸型客載車両渡船の第1船（ネームシップ）。なおこの名称は、青函連絡船としては2代目にあたる。
戦中・戦後の混乱期に建造された船質の良くない連絡船の代替と、青函航路の輸送力増強を目的に建造された同航路初の自動化船で、従来4時間30分前後を要していた青森 - 函館間を3時間50分に短縮した。ここでは、津軽丸およびそれを原型に全7隻が建造された津軽丸型客載車両渡船について記述する。

## 津軽丸型建造までの経緯
1960年（昭和35年）頃の青函連絡船は、全14隻のうち、洞爺丸事件後に建造された3隻以外は、全て戦中から戦後の混乱期に建造された戦時標準船、またはそれに準じる船で、元来その船質は粗悪であった。このため、国鉄では種々の船質改善工事を重ねながら十数年間運航してきたが、老朽化とともに維持費も増大し、1959年（昭和34年）9月に出された国鉄内の「連絡船船質調査委員会」による2年間にわたる調査報告でも、“これ以上の船質改善工事を行っての長期使用は得策ではない”、とされた。一方、運輸省からは、1960年（昭和35年）7月、“戦時標準船の堪航性を、1963年（昭和38年）中に平時建造船なみに向上させる改修を行うこと”との通達も出されたが、国鉄連絡船は材質的には戦時標準船であったが、統一的な設計に基づくものではなかったため、この改修対象からは外された。しかし、当時の新造船に比べ、運航上・経済上とも不利な点は多く、折しも高度経済成長時代で、急増する旅客・貨物に対応するためにも、これら老朽船の取り替えは不可避であった。1961年（昭和36年）1月、国鉄は取り替えの具体的方法を検討するため「青函連絡船取替等計画委員会」を設置し、同年5月22日の第206回常務会において第1回の中間報告がなされた。
それによれば、第1順位として、300〜400名の旅客と15トン積みの標準的な有蓋貨車であるワム換算で43両の貨車を積載できた客載車両渡船（デッキハウス船）第六青函丸、第七青函丸、第八青函丸の3隻を、800〜1,000名の旅客と、1,000トン列車1本に相当するワム換算48両の貨車を積載でき、1日2.5往復可能な高速客載車両渡船3隻で置き換える。
第2順位として、当時1,400名弱の旅客と、ワム換算19両の貨車を積載できた車載客船大雪丸（初代）、摩周丸（初代）、羊蹄丸（初代）の3隻を、1,500〜1,700名の旅客と、ワム換算27両の貨車を積載でき、1日2.5往復可能な高速車載客船2隻で置き換える。
第3順位として、当時ワム換算46両の貨車のみ積載の車両渡船第十二青函丸と、ワム換算44両の貨車のみ積載の車両渡船石狩丸（初代）、渡島丸（初代）の3隻を、ワム換算48両の貨車のみ積載でき、1日2.5往復可能な高速車両渡船2隻で置き換える、というもので、これら計7隻を1967年（昭和42年）度までに建造するという計画であった。
この計画に基づいて、第1順位の第1船が1962年（昭和37年）11月8日に浦賀重工へ、第2船が1963年（昭和38年）6月13日に新三菱重工神戸造船所へ、それぞれ発注された。第1船は 1963年（昭和38年）5月24日に起工されたが、その約3週間後の6月12日、計画段階ですでに1,100名まで増やされていた旅客定員はさらに1,200名に増員された。
同年8月3日には「青函連絡船取替等計画委員会」から、先の中間報告を修正した第2回報告が出され、上記置き換え対象の老朽船9隻を、当初予定より2年前倒しして1965年（昭和40年）度中に引退させ、すでに建造中の、旅客定員が1,200名に増員され、ワム換算48両積載の高速客載車両渡船（津軽丸型）のみ6隻で置き換えるというものであった。これは同年8月13日の第286回理事会で了承され、第2順位の旅客定員1,500〜1,700名の高速車載客船案、ならびに第3順位のワム換算48両積載の高速車両渡船案は消滅した。
これは、1961年（昭和36年）当時の予測に比べ、その後の貨物輸送量の伸びが著しく、より早急な貨車航送能力の拡充が求められたことと、旅客の集中する深夜便については、それ以外の時間帯の定期旅客扱い便増発により、その増加率の低下が見込め、定員1,200名なら、続行便2隻で運べると判断されたためであった。
この第1船が津軽丸と命名され、1964年（昭和39年）3月31日竣工、4月11日函館港回着、4月14日7108便より貨車航送のみの試運航開始し、5月10日変14便より旅客扱い開始し本就航した。引き続き 八甲田丸、松前丸（2代）、大雪丸（2代）、摩周丸（2代）、羊蹄丸（2代）の6隻が1965年（昭和40年）8月5日までに就航し、老朽船9隻は、同年9月30日終航の石狩丸（初代）を最後に引退した。
しかしその後の輸送需要は、客貨とも1963年（昭和38年）8月の予測を大きく上回る伸びを見せ、国鉄は1965年（昭和40年）10月22日、さらに同型船1隻の追加建造を決定し、11月15日に浦賀重工へその建造を発注、1966年（昭和41年）2月15日起工し、同年11月1日、2代目十和田丸として就航した。これら7隻を「津軽丸型」と呼んだが、1982年（昭和57年）3月の津軽丸（2代）引退後は、国鉄内では残った船を「八甲田丸型」と呼んだ。

### 船種の呼称
国鉄では、翔鳳丸型以来、鉄道車両を航送する船を「貨車渡船」・「車両渡船」・「客載車両渡船」・「車載客船」などと呼称していたが、1954年（昭和29年）5月24日、青函連絡船の用途別の通称方法が定められ、車載客船洞爺丸型を「客船」、客載車両渡船（デッキハウス船）第六青函丸などを「貨客船」、車両渡船北見丸などを「貨物船」と呼称することとなった。しかし、この呼称変更は当初徹底されなかったが、1959年（昭和34年）頃から、「客船」・「客貨船」（「貨客船」ではなく）・「貨物船」となって広く使用されるようになった。この呼称は、初代十和田丸就航以降の青函航路のように、所属船が全て鉄道車両を航送する船である組織内では分かりやすい呼称ではあったが、組織外の一般型客船や貨物船との区別がつかないため、この記事では従来からの呼称を継続使用する。
津軽丸型は旅客定員が当初計画案から大幅に増えたことで、洞爺丸型の後継客船となったが、当初「客載車両渡船（デッキハウス船）」「客貨船」の代替船として計画され、就航後も国鉄内では「客貨船」と呼称され、旅客扱いの有無にかかわらず貨物列車1本の航送ができたことから、ここでは「客載車両渡船」と分類する。
なお青函連絡船の毎日の運航状況を記録した『青函航路運航成績表』では、1956年（昭和31年）3月31日までは、当日の運航回数を「S型船」・「W・H型船」に分けて記載していたが、1956年（昭和31年）4月1日よりこの欄は「客船」・「貨客船および貨物船」に変更され、1964年（昭和39年）4月の津軽丸（2代）試運航からは、津軽丸型での旅客扱い便は「客船」、貨物便では「貨客船および貨物船」としてカウントされた。津軽丸型による本格的な3時間50分運航が開始された1965年（昭和40年）10月1日からは名称も『青函連絡船運航ダイヤ』に変わり、「客船」・「客貨船」・「貨物船」に3分類され、津軽丸型運航便は全て「客貨船」扱いとなり、1966年（昭和41年）10月1日の初代十和田丸終航を受け、10月2日より「客貨船」・「貨物船」の2本立てとなった。

## 概要
津軽丸（2代）は1954年（昭和29年）の洞爺丸事件や、1955年（昭和30年）の宇高連絡船 紫雲丸事件を教訓に、安全性をより重視して建造された船であった。津軽丸（2代）建造当時の日本の造船・海運界は、世界に先駆けて船舶の自動化や遠隔操縦化を導入し始めた時期で、とりわけ、津軽丸（2代）は青函連絡船初の自動化船だけに留まらず、当時の造船・海運界の最先端技術を先取りした船として、後続の国鉄連絡船のみならず、その数年後から登場する長距離フェリーにも多大な影響を与えた。
従来の青函連絡船は青森 - 函館間を4時間30分程度で運航し、各船はそれぞれ1日2往復していた。これを3時間50分に短縮できれば1日2.5往復が可能となり、運航効率が上がって、隻数も少なくて済む。しかし3時間50分で運航するには航海速力を従来の14.5ノットから18.2ノットに上げる必要があり、エンジン出力は約2倍の10,500馬力が必要となった。客載車両渡船は機関室天井高さが低いため、背の低い中速ディーゼルエンジン8台搭載のマルチプルエンジン方式を採用することでこの大出力化を実現した。さらに当時日本最大の可変ピッチプロペラ (CPP; Controllable Pitch Propeller) を2基装備して、停船までのブレーキ距離を半分以下に短縮し、船首水線下には日本初となる出力850馬力の本格的なバウスラスター (BT; Bow Thruster) を装備して、舵の効かない低速時や停船時にも船首を迅速に回頭できるようにし、港内での操船能力を格段に向上させた。これらによる画期的なスピードアップにより、「海の新幹線」と呼ばれた。
本船建造を担当した浦賀重工にとっても、初めて造るもの、扱うものも多く、製造番号1番という機器も珍しくない中、造船所、機器メーカー、国鉄の関係者は試行錯誤の連続であったが、船位自動測定装置（SPレーダー）のように実用化には至らず、後に撤去された機器も少なくなかった。
この画期的な自動化・遠隔操縦化により、従来の車載客船では約120名、車両渡船でも72〜78名を要した運航要員が53名になり、この9隻廃船、7隻新造で、青函航路全体で471名の船員が陸上勤務に配置転換された。

## 外観

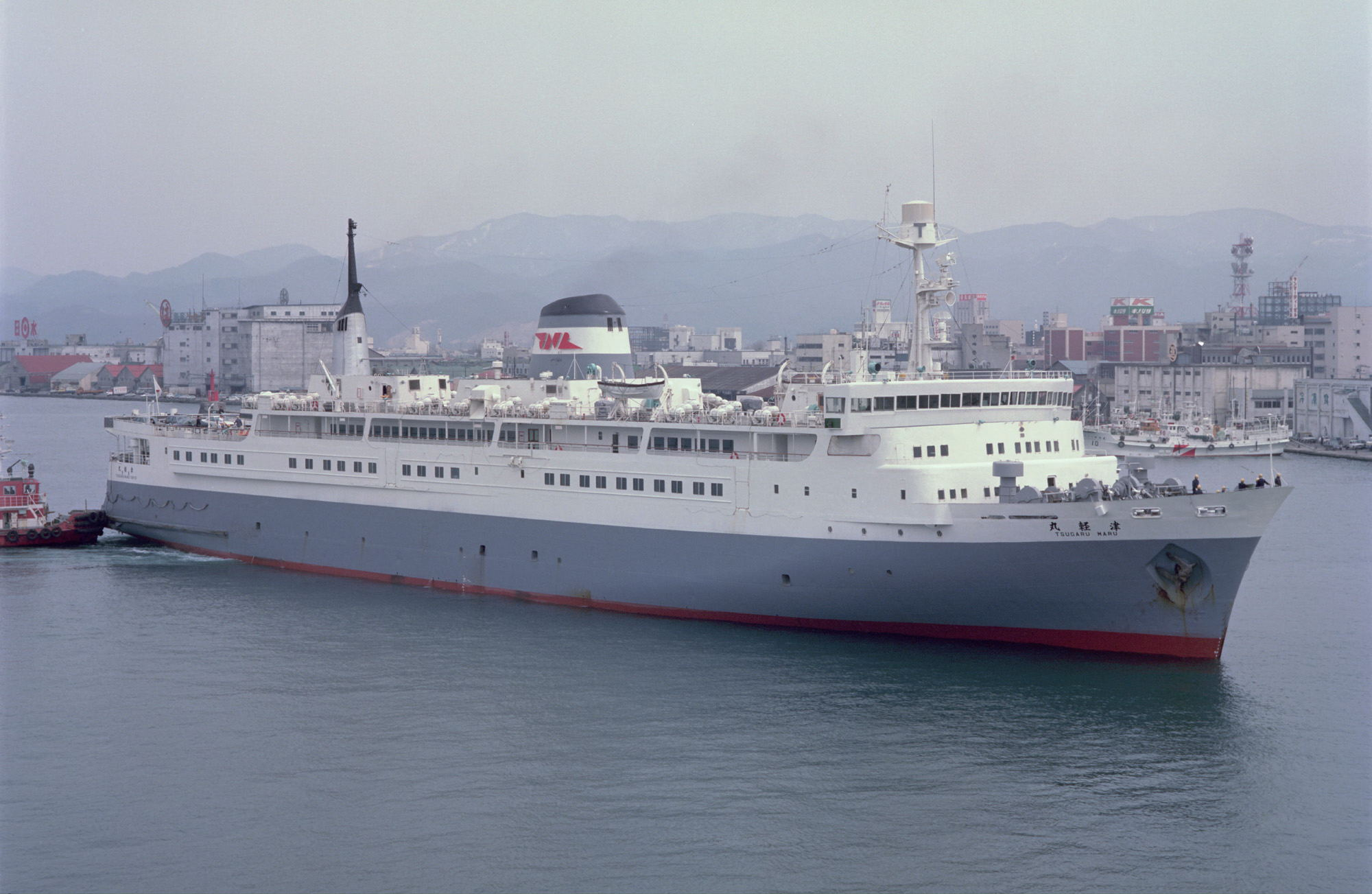
青森第2岸壁から見た入港する津軽丸。右舷後進をかけて減速し、右舷船尾を補助汽船に押させている。この後、バウスラスターで右推力を出してその場回頭し、後進して右方の第1岸壁に着岸する。右舷の防舷材は船尾側に少しあるだけ。航海甲板後部右舷のジブクレーンは1975年4月の支援艇1隻追加時に設置された。（1976年4月30日154便）　記事冒頭の津軽丸の写真は1980年8月3日撮影、煙突の色が変わっている。

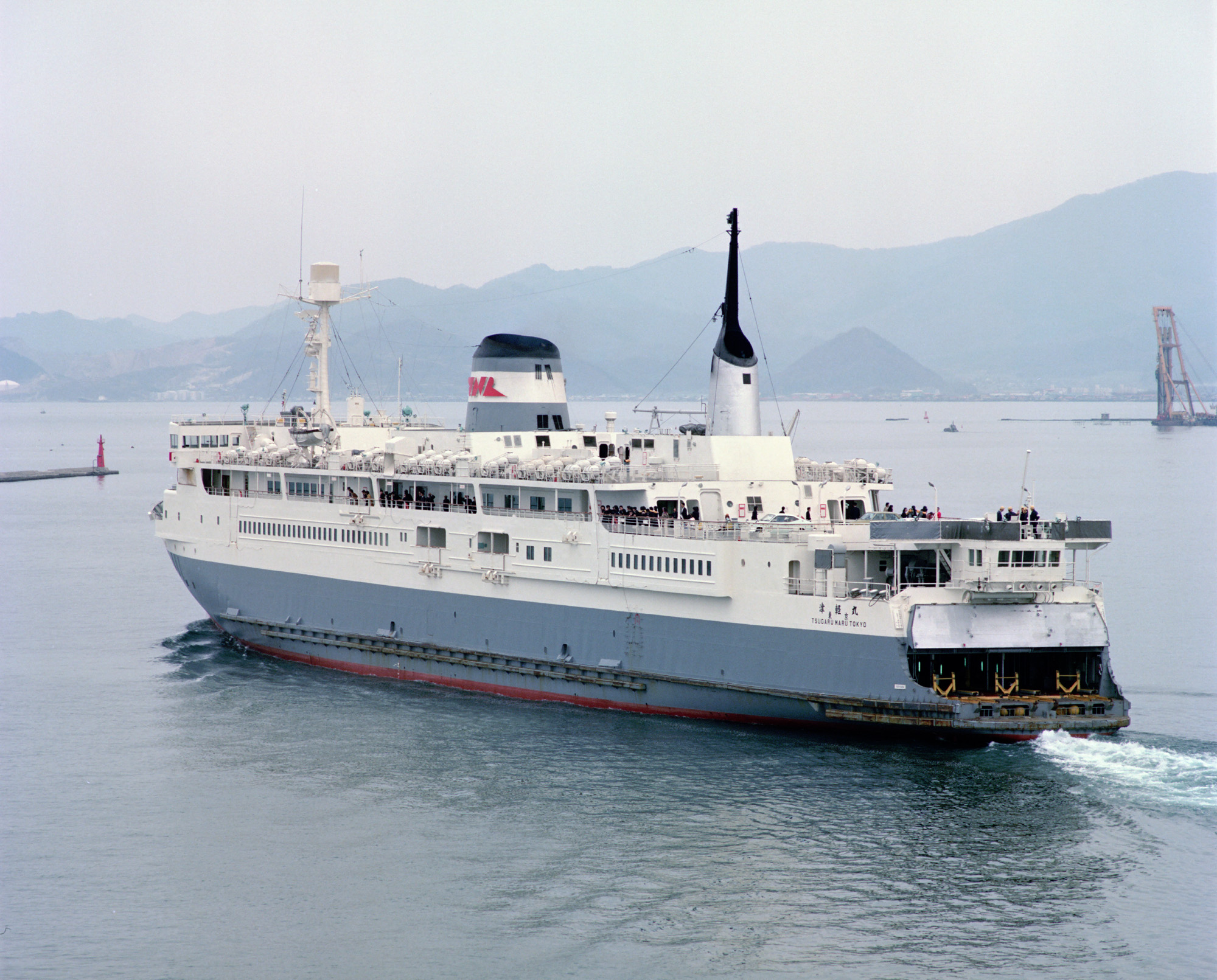
青森第1岸壁を出航した津軽丸。船尾扉は半開状態で、船内軌道が船尾扉敷居部分を越える個所では軌道が跳ね上げられている。車両甲板後端段差部分に貨車海中投棄装置の水中傘が収納されているのが見える。左舷の防舷材は船首近くまである。左舷船楼甲板中央に二つ並ぶ普通乗船口より後方では甲板室が船体より張り出しているが、これは甲板室が船体最大幅17.9mの両舷平行区間を後方まで維持したのに対し、その下の船体部分が後方に行くほど狭まったためである。（1976年4月30日23便）

1957年（昭和32年）建造の車載客船　十和田丸（初代） では端艇甲板と呼ばれた甲板室2階部分は、最前部操舵室直下の高級船員室と、その後ろに続く1等寝台室の入った小さな甲板室だけで、全て煙突の前方に収まっていた。これに対し津軽丸型では車両甲板のほぼ全てを車両格納所に充てたため、1,200名の乗客全てを船楼甲板より上の甲板室に収容しなければならず、この甲板室2階部分を後部煙突兼マスト直下まで伸ばし、この階を遊歩甲板と呼称した。さらに、1階部分の船楼甲板（十和田丸（初代）では遊歩甲板と呼称）の甲板室も、周囲の遊歩廊を廃しただけでなく、船体中央部より船尾側と、一部船首側で、両側面へオーバーハング状態で張り出した大きな甲板室とし、2階部分の遊歩甲板室と合わせ、船楼甲板上に堂々たる2層の甲板室を持つ姿となった。甲板室前面は1層ずつ後退する十和田丸（初代）の優美なデザインを継承し、甲板室後部も、順次その層数を減らすことで、客船らしいシルエットを描き出し、さらに操舵室前面を7度前傾させ、その下の2層の甲板室前面は7度後傾させてスピード感を持たせ、船首部船体には錨を収納する船体のへこみである、“アンカーリセス”を設け、均整のとれたスタイルとなった。
ところが津軽丸（2代）では、本来つける予定ではなかった操舵室床に、シアー（舷弧：船体中央部が低く船首船尾が高い反り）を付けてしまい、さらに操舵室前面窓の高さを、キャンバー（梁矢：甲板面の船体中心線が高く両舷が低い反り）20cmと大きい床に合わせてしまったことと、前面7度前傾も相まって、各窓の高さが舷側へ行くほど段違い状に低くなるという、やや不格好な配置となってしまったが、第2船の八甲田丸以降はシアーもなくなり、窓はキャンバー5cmの天井に合わせ、段違いは解消された。
また、津軽丸（2代）では当初、操舵室前の航海甲板前端に、十和田丸（初代）に付けられていた上縁に丸みを付けた鋼製柵が設置される予定で、進水後の一時期、設置されていたが、操舵室前面中央部からの両側面下方の視野が遮られる、との理由で竣工前には撤去された。このため航海甲板前端が角ばってしまった。第2船の八甲田丸も同様であったが、第3船の松前丸（2代）からはこの部分は丸く整形された。
津軽丸（2代）と松前丸（2代）の2隻のみ、操舵室直下の遊歩甲板甲板室前面の窓が12個と、他の5隻より1個多くなっていた。これはこの2隻のみ、船員室区画内の遊歩甲板から下へ降りる船体中心線付近の階段室の前壁に窓が設置されたためである。また津軽丸（2代）のみ、船楼甲板室舷側外板に、溝付きの鋼板を使用し、窓の上下に、前後に続く長い2本の線状の隆起が見られ、外観上のアクセントとなっていた。
青函連絡船が通常使用する青森・函館の専用岸壁は、全て左舷着けのため、舷側に遊歩廊のない船楼甲板では乗船口は左舷だけで、2等船室の配置が、左舷に椅子席、右舷に雑居席のため、船楼甲板左舷の2等椅子席のシートピッチに合わせた多数の小さな窓と、右舷の2等雑居席や旅客食堂による、比較的数の少ない連窓の配置、という左右非対称な外観となり、津軽丸型のひとつの特徴となった。

### ファンネルマーク
津軽丸型の初期計画当時の図面では、前部煙突は消音器室全長にわたる前後に長い巨大な煙突として描かれており、従来からの国鉄船舶のファンネルマークである「工」よりも、当時の国鉄特急の横長の「JNR」マークの方が収まりが良く、この「JNR」マークをファンネルマークとした。しかし、その後、立体的にはこの巨大煙突は不適当とされ、結局、十和田丸（初代）の煙突頂部を角ばらせた程度の煙突となったが、「JNR」マークはファンネルマークとして残り、オリジナルの縦横比1：8では横長過ぎるため、津軽丸（2代）では煙突に白い鉢巻塗装を加え、そこに縦横比1.5：8に修正した「JNR」マークを貼り付けてバランスをとった。これ以後建造の国鉄船舶は「JNR」マークをファンネルマークとした。

### 船体塗装色
津軽丸（2代）の新造時の塗装色は、外舷下部が　にぶい青色（2.0PB5/6）、外舷上部が白（N-9.5）、煙突がアイ色（2.5PB3/6）で、後部煙突兼マストが全て銀色であった。1967年（昭和42年）に外舷下部が灰青色（2.5PB5/2）に改められ、1970年（昭和45年）4月には煙突も外舷下部と同色とされ、後部煙突兼マストの上部は1973年（昭和48年）頃に　黒（N-1.5）になり、1979年（昭和54年）4月には煙突が新造時のアイ色（2.5PB3/6）に戻された。

## 船体構造

### コンパス甲板
操舵室屋上に相当する最上層の甲板がコンパス甲板で、中央部に磁気コンパス本体が置かれ、その後方には前部マストがそびえていた。マスト頂部には円筒形のラドームが載り、その内部には船位自動測定装置（SPレーダー）の空中線が設置されていた。SPレーダー本体は1978年（昭和53年）5月に撤去されたが、ラドームは空中線を格納したまま終航まで残された。ラドームの左右側面には遠方からの船名識別のため、津軽丸（2代）ではイニシャル文字「T」が取り付けられた。マスト中段の前方への張り出しには第1レーダーのスキャナーとハーモニック形のエアホーンのラッパが左右に2本、その直下の張り出しにはモーターサイレンのラッパが1本、最下段の張り出しには第2レーダーのスキャナーが設置されていた。
このほか、操舵室屋上には、右舷前部に探照灯、左舷前部に灯火前面のスリットを開閉させてモールス信号を送る信号灯があり、最前部中心線上には約3 mの高さのポールが設置され、上端に碇泊灯、中段には赤色の危険物積載表示灯が設けられた。汽笛とはいえ、エアホーン、モーターサイレンは蒸気を使用しないため、吹鳴時に、他船や陸上から、従来の汽笛のように蒸気排出が目視できず、どの船の鳴らした汽笛かわからないことがあるため、後年この2灯の間に、汽笛を鳴らした時だけ点灯するライトエミッターが追加された。

### 航海甲板
操舵室床面高さが航海甲板で、その最前部には全幅にわたり、さらに両翼を舷外へ約1mずつ張り出した操舵室が設置されていた。その中央部の後ろ右舷側に隣接して無線通信室が設置されたのは十和田丸（初代）と同様であったが、その間に直接行き来できる扉を設けたのは、津軽丸（2代）が初めてであった。しかし、津軽丸（2代）では、無線通信室内の機器配置が、十和田丸（初代）同様、通信士が前向きで業務する配置のままであったが、第2船の八甲田丸からは、操舵室との連携がとりやすい後ろ向きに変更された。無線通信室の左舷にはジャイロコンパス本体やレーダーの送受信部、可変ピッチプロペラやバウスラスターの翼角遠隔操縦装置の操作部以外の部分など、航海関係の重要電気機器を収納した電気機器室が置かれ、また無線通信室後ろ隣には、直下の1等寝台室用の空気調整室（第1系統）が配置された。
航海甲板中央部には、JNRのファンネルマーク付きの前部煙突を屋上に載せた独立した1層の前部消音機室があり、この煙突は、車両甲板下、発電機室の3台の主発電機と、第1主機室の4台の主機械からの排気を担当していた。これらディーゼルエンジンからの排気管は、車両甲板より上では、船体中心線上に設置された幅1.4mの狭い前部機関室囲壁（エンジンケーシング）内を通り、幅約5.6mと広がったこの前部消音機室内と、その上の煙突内部で消音機が装備された。また、航海甲板は水面から12m以上の高い位置にあり、波がこの前部消音機室を直撃する頻度は低いため、その外壁と煙突後面基部には、第1補機室、発電機室、第1主機室につながる電動送風機付きの給気、排気口が設けられていた。なお、船楼甲板より上の客室が大きくなったことによる重心上昇を抑えるため、この前部煙突はアルミニウム製であった。
車両甲板下の主発電機や主機械への浸水その他による停電事故に備え、水面から高い位置の前部消音機室には非常用電源が設置されていた。前部消音機室前側部分は電池室に、右舷後側には補助発電機室が割り当てられ、両者の間、右舷前側は補助配電盤室となっていた。補助発電機は、船内電圧が10秒以上定格値の85%以下となると、10馬力エアモーターにより自動起動され、電圧が90%以上に回復すれば自動停止する100馬力ディーゼルエンジン駆動、出力70kVAの自励式回転界磁型三相交流同期発電機で、主発電機故障時に、主軸駆動発電機ではバックアップされない航海用機器や無線装置、船内通信装置、水密辷戸動力、消防用ポンプ等の非常用設備関連の電源や、非常用照明をバックアップした。この補助発電機は、国際航海に従事する旅客船に義務づけられた非常用設備規程を準用したもので、国鉄では既に十和田丸（初代）と1961年（昭和36年）建造の宇高連絡船　讃岐丸（初代）（1,823.89総トン） でこれを装備していた。しかし、津軽丸型では羊蹄丸（2代）までの6隻は、沖錨泊等の電力需要の少ないとき、主発電機を全て停止できるよう、船員居住区や機関室補機類の電力など、非常用でない電力もこの発電機の受け持ちとしたため、あえて補助発電機と呼称した。しかし70kVAでは容量不足気味のため、第7船の十和田丸（2代）では、これら非常用ではない電力系統を外し、名称も非常発電機とした。電池室収納の蓄電池は、青函連絡船では初めてニッケル・カドミウム・アルカリ蓄電池を採用し、通常は自動定電圧装置付きシリコン整流装置で整流された直流で充電しつつ、直流負荷もまかなう浮動充電で、補助発電機故障時や完全起動までのつなぎとして、航海用機器や無線装置、船内通信装置、火災警報装置、水密辷戸装置制御電源などの電源をバックアップした。なお、一部の交流負荷への対応のため非常用電動発電機（3kVAと700VA）も装備されていた。
前部消音機室左舷部分は空気調整室となっており、前から後ろへ順に、第4系統（前部2等椅子席・座席、2等出入口広間）、第2系統（1等指定椅子席、1等出入口広間）、第3系統（1等自由椅子席・座席、1等出入口広間）の各空気調整機が収納されていた。
航海甲板後端には後部消音器室と、その上に載る後部煙突兼マストがあったが、こちらは第2主機室搭載の4台の主機械と第2補機室の2台の補助ボイラーからの排気を担当し、前部煙突と同様の理由でアルミニウム製であった。後部煙突兼マストは小さく消音器の一部を煙突内に収容できないため、後部消音器室は1層下の遊歩甲板室まで占めていた。また、第2主機室、第2補機室、第3補機室につながる給気、排気口が甲板室外壁に設けられていた。後部煙突兼マストには、機関部品積卸し用デリックが設置され、これを使用して、後部消音器室船首側の航海甲板船体中心線上にある機関部品積込口から、車両甲板下の第2主機室へ至る竪穴を通して、機械部品の積卸しができた。
無線通信室（右舷）、電気機器室（左舷）と前部消音機室の間の航海甲板露天部舷側には各舷1隻ずつの救助艇がボートダビットに懸架され、さらに、両舷側のほぼ全長にわたり、救命いかだの入ったカプセル形のコンテナ合計52個を載せた多数の架台が設置されていた。1975年（昭和50年）4月には、後部消音機室右舷側に、新たにゴムボートの支援艇が設置され、これを海面まで降ろすジブクレーンが設置された。これ以降、従来からの救助艇も含め、全てが支援艇と呼ばれるようになった。
航海甲板は就航当初は一般旅客全面立入禁止であった。しかし、1967年（昭和42年）6月の乗用車航送開始に伴う一般旅客の遊歩甲板後部遊歩スペースへの立入制限に対応し、乗用車航送便が8往復に増便された1969年（昭和44年）6月から、前部消音器室後ろ側、ならびに両舷側の救命いかだ収納コンテナ架台内側に柵を新設するなど安全対策施行のうえ、前部消音器室より後方のみ一般開放された。

### 遊歩甲板
両舷には甲板室全長にわたる遊歩廊が設けられ、甲板室最前部には船長室、事務長室、甲板部・通信部の高級船員室と船員用トイレ、空気調整室（第6系統　無線通信室と高級船員室）が配置され、それに続いて1等寝台室5室と寝台室用トイレ・洗面所（左舷寄りが婦人用、右舷寄りが男子用）、その後ろに1等指定椅子席、1等トイレ・洗面所（左舷が婦人用、右舷が男子用）、1等出入口広間と続き、その後ろには左舷に雑居席の1等座席、右舷に1等自由椅子席が配置されていた。最後部の後部煙突兼マスト直下は消音器室、その後ろ左舷側に手荷物室、右舷側に空気調整室（第5系統　後部2等椅子席・座席、中央部2等座席、2等婦人席、2等出入口広間）が配置され、これより後ろには甲板室はなく、新造時は広い遊歩スペースで、色とりどりのベンチが設置されていたが、1967年（昭和42年）6月から乗用車積載スペースに改装され、乗用車航送が開始された。

### 船楼甲板
船首の露天部は、揚錨機（ウインドラス）や係船ウインチが設置された船首係船作業場になっており、甲板室最前部には機関部・事務部の高級船員室と事務室、左舷にトイレ、右舷に高級船員用洗面所、同浴室、前部水密辷戸動力室が配置されていた。それに続いて2等トイレ・洗面所（左舷寄りが男子用、右舷寄りが婦人用）があり、その後ろは、左舷側は前部2等椅子席、2等出入口広間、雑居席の2等婦人席、後部2等椅子席と続き、右舷側は雑居席の前部2等座席、調理室、旅客食堂、食堂入口前の雑居席の中央部2等座席、後部水密辷戸動力室、雑居席の後部2等座席と続いた。このように国鉄船舶では雑居席を“座席”と呼び、椅子席は“椅子席”と呼んだ。甲板室最後部の左舷には病室と警乗員室があり、中央部に男子用、右舷側に婦人用の2等トイレ・洗面所が配置されていた。船尾側の露天部は係船ウインチの設置された船尾係船作業場で、船尾端には車両積卸し作業を目視しながらヒーリングポンプ操作のできる箱型のポンプ操縦室が、一段高くなって後方へ突き出して設置されていた。離着岸時、船尾扉開放状態でも船尾が監視できるよう、このポンプ操縦室屋上から両翼舷外まで張り出した入渠甲板も設置されていた。
青函連絡船では洞爺丸事件後建造の檜山丸型以降、復原力を増すため船体幅を拡大し、津軽丸型では洞爺丸型等の船体幅15.85mの旧型船より2.05m広い17.9mとなっていた。しかしこれら旧型船が左舷をぴったり接岸させた状態で、船体中心線が岸壁と平行になり、可動橋中心線と一致する造りの岸壁を共用し、船尾を可動橋のあるポケット部に入れ可動橋を架けなければならなかった。このため、船首を岸壁に対し14.8‰の角度で沖側に振り、斜めに着岸させた。しかし、このような斜め着岸を安定して維持できるよう、船体中央部より後方、具体的には、左舷では前部2等椅子席後部から後方、右舷では調理室から後方では、船尾へ行くほど船体幅が狭まる船型とし、この部分のみで接岸させた。このため船体最大幅の両舷平行区間は、船体中央部から前方26m程度となったのに、その上に載せる甲板室は、旅客定員増を迫られた事情もあり、船体後ろ半分の狭まった船体上にも17.9mの最大幅のまま載せ、後部煙突兼マスト付近まで両舷平行とし、それより後方では若干狭くはしたが、甲板室が船体外舷より徐々にはみ出る形となり、後部2等船室後端では約80cmのオーバーハングとなった。

### 中甲板
車両甲板中2階の中甲板は、船内軌道各線の終端部から船首端までの隙間部分の狭い甲板であった。最前部に甲板長倉庫、左舷には船首係船作業場が狭くて設置できなかったスプリングウインチの本体および、揚錨機とスプリングウインチの動力となる油圧を造る動力機械（油圧ポンプ）が、右舷には主ウインチと補助ウインチの動力機械（油圧ポンプ）が設置されていたほか、両舷にそれぞれ船員浴室と上下につながる階段室が配置されていた。

### 車両甲板
車両甲板は、従来の車両渡船同様、可動橋の架かる船尾端は船内軌道が3線、うち中線はすぐに分岐し、車両甲板の大部分で4線となるよう敷設され、左舷から順に船1番線～4番線と付番され、ワム換算48両積載できた。
船楼甲板節で記した通り、船体幅拡幅のため着岸時には船体中心線を可動橋中心線と岸壁に対し14.8‰の角度で沖側に向け斜めに着岸していた。このため、可動橋と相対する車両甲板後端のエプロン甲板との段差にも同様の角度が付けられ、船内軌道も、船尾から見て右カーブしていたが、極めて軽微なカーブのため目視では分からなかった。岸壁への着岸時は、この船尾側テーパー部分の大部分、即ち、船尾から船体長の40%、約52mだけで接岸していた。
津軽丸型では、檜山丸型に比べても、船体幅がさらに50cm広くなったこともあり、車両甲板の船首側、船2番線と船3番線の船内軌道終端部から、両線の間に、船体中心線上に前部機関室囲壁（エンジンケーシング）前端まで、レール面からの高さ約92cm、幅1.4mのプラットホーム状の通路が設けられた。このため付近から車両甲板下へ降りる階段は、このプラットホーム上から約3cmの低い敷居越しに降りる構造とし、それ以外の場所から車両甲板下へ降りる階段は、在来船通り高さ61cmの敷居が設けられ、いずれにも防火扉が設置され、万一車両甲板上に海水が滞留しても、容易に車両甲板下へ流れ込まない構造とした。しかしこのプラットホームの後端は、前部煙突への排気管が通る幅1.4mの前部機関室囲壁前端で行き止まりであった。第5船以降の摩周丸（2代）、羊蹄丸（2代）、十和田丸（2代）の3隻では、寝台車航送の準備工事として、前部機関室囲壁の船尾側にも、上記プラットホームとはつながらない短いプラットホームが設置され、その後端から船尾方向へ上って船楼甲板2等出入口広間に至る階段が設置された。しかし「旅客を寝かせたままで寝台車航送をしたい」という国鉄と、「安全上旅客は船室へ移動させるべき」という運輸省の間の折り合いが付かず、結局寝台車航送は実現できなかった。
車両甲板の船内軌道各線の終端部から船首端までの隙間部分、即ち中甲板の真下の部分は、最前部が甲板部作業室、両舷にはともに船員用トイレと車両甲板下第1船室（船員食堂・船員居住区）から中甲板へ上る階段室となっていた。また船1番線と船4番線終端から7mほど船尾寄りの両舷側には、船楼甲板の前部2等船室前方両側の広い階段室に至る階段室が、船尾右舷には車両甲板下“その他の乗船者”室から船楼甲板後部2等船室右舷最後部へ上る階段室が設置され、そのすぐ船尾側にはトイレが設置されていた。船尾左舷には船楼甲板船尾係船作業場へ上る階段室が設置されていた。
車両甲板より下の船体は、12 枚の水密隔壁により13区画に分けられ、隣接する2区画に浸水しても沈まない2区画可浸構造であった。船底は船首タンク以外の12区画が二重底で、うち船体中央部の第1補機室、発電機室、第1主機室、第2主機室、第2補機室の5区画では、側面にも、2対のヒーリングタンクと、5対のボイドスペース（空タンク）またはバラストタンクが設けられ、二重構造とし、これらボイドスペースには、片側が損傷して浸水しても、この浸水を迅速に対側のボイドスペースへも導き、非対称浸水による船体傾斜を軽減するクロスフラッディング装置も設けられていた。

### 第二甲板

#### バウスラスター室
車両甲板の下が第二甲板で、車両甲板プラットホーム上から降りる最も船首側の階段を船首方向へ下ると、バウスラスター室であった。ここにはバウスラスターを駆動する出力625kWの三相交流巻線形誘導電動機が、回転軸を垂直にして設置されていたほか、この電動機の起動時に使う電動カム式抵抗器、バウスラスターの翼角制御と潤滑油を加圧するバウスラスター制御油圧ポンプも設置されていた。バウスラスターはこの三相交流巻線形誘導電動機の直下に設置されていた。

#### 第1船室・第2船室
車両甲板プラットホーム上の船首から2番目の階段を船尾方向へ降りると、第二甲板船体中心線付近の前後方向の通路と左右方向の通路の交点に至り、左右通路には普通船員居室と左舷前方にはこの区画用の空気調整室（第7系統）があった。前後方向の通路の両側には通路を隔てて、左舷に高級船員食堂、右舷に普通船員食堂が配置されており、普通船員食堂の入口付近には、船楼甲板の調理室から、食料運搬装置で運ばれる食事の受取り口が設けられていた。この前後方向の通路の先は水密隔壁で、ここまでの水密区画が第1船室と呼ばれた。この隔壁には人が通り抜けできる開口部が設けられ、この開口部には隣接区画への浸水を防ぐ水密辷戸（すいみつすべりど　スルースドア　Sluice door）（第1水密辷戸）が設置されていた。この辷戸は通常は開放されていたが非常時には閉鎖された。この水密辷戸付きの開口部を通り抜けると、車両甲板へ上ることなく一つ船尾側の、第2船室と呼ばれる水密区画へ直行できた。なお第1船室へはプラットホームからだけではなく、車両甲板船首両舷の中甲板下の階段室から上記の左右方向の通路端へ降りる階段もあった。
水密辷戸を通り抜けた前後方向の通路は、第2船室内で左右方向への通路を両側へ2本ずつ分岐し、それらに面し普通船員居室が配置され、左舷前方分岐路の先にはこの区画用の空気調整室（第8系統）が設置されていた。右舷後方分岐路起始部から階段で船首方向へさらに1層下ると船艙倉庫で、ここには船底からピトー管を出して、船の対水速力を測定する測程儀が設置されており、さらに1974年（昭和49年）には汚物処理装置（第1系統）が設置された。この階段の直上には、右舷前方分岐路起始部から船尾方向へ上って車両甲板プラットホームへ至る階段が設置されていた。また後方分岐の左右方向の通路の先には避難階段があり、車両甲板両舷の船楼甲板へ通じる階段室へ至っていた。

#### 第1補機室
第2船室から上記の船尾方向に上る階段でプラットホーム上に出ると、目前に、第1補機室へ下る階段の入口があった。この階段を船尾方向へ降りると、船艙から2層分吹抜け構造の第1補機室の中段に達した。機関室各室の中段は第二甲板の高さに相当した。右舷中段は一部倉庫となっており、船艙には冷房用冷水を造る2台のターボ冷凍機と、第1ヒーリングポンプの配管を見下ろすことができたほか、船艙前側には消防用スプリンクラー圧力タンクが設置されていた。この第1補機室からは船尾に向かって連続する7枚の水密隔壁に、第二甲板の高さで、水密辷戸（第2〜8水密辷戸）付きの通り抜け用開口部が設置され、最後尾の操舵機室まで、車両甲板に上がることなく通行できた。
1971年（昭和46年）からは、第1補機室右舷中段に固定式炭酸ガス消火装置の炭酸ガスボンベが設置され、ここを起点に赤く塗装された炭酸ガス放出管が発電機室・第1主機室・第2主機室・第2補機室の4区画まで配管された。
1972年（昭和47年）には、その船尾側に、機関室船底に溜まる油分と海水の混じった汚水であるビルジを浄化するビルジ処理装置が設置された。さらに1974年（昭和49年）には左舷にも中段が新設され、汚物処理装置（第2系統）が設置された。

#### 発電機室
第2水密辷戸を通り抜けると、発電機室の中段で、船艙には中央部から左舷にかけて、出力840制動馬力　毎分720回転のディーゼルエンジン（大雪丸（2代）、摩周丸（2代）、羊蹄丸（2代）では800制動馬力　毎分600回転）で駆動される60Hz　445V　700kVAの自励式回転界磁型三相交流同期発電機の主発電機が3台設置され、右舷にはバウスラスター駆動電源で、かつ主発電機故障時には、主要推進補機のバックアップ電源となる、右舷主軸常時直結駆動の出力900kVAの自励式回転界磁型同期発電機の主軸駆動発電機が設置されていた。
3台の主発電機は、通常の航海中は1台だけの運転で充分であった。しかし係船機械やヒーリングポンプを稼働させる入港、着岸、貨車積卸しから出航に至る時間帯や、夏季の冷房使用時は電気使用量が増えるため2台並列運転され、残り1台を休止機として循環使用されたが、3台の並列運転も可能であった。これら主発電機の発停、並列運転への自動同期投入は総括制御室からの遠隔操作で行われた。このため、休みなしに毎日2.5往復した津軽丸型の発電機室は停泊中も含め常時騒音のるつぼであった。また、右舷船艙には主発電機・主機械のディーゼルエンジン起動用、その他用途の圧縮空気を作る空気圧縮機があり、その直上の中段には、それらをためる空気ダメが設置されていた。また船首側中段には配電盤、各発電機盤、同期検定盤等が置かれていた。
三相交流同期発電機では、回転子である界磁を励磁（磁石化）するため、その巻線に直流を通電し続ける必要があり、また発電周波数を一定に保つため、その回転数は一定でなければならず、発電電圧の制御は界磁巻線への励磁電流制御で行われた。国鉄連絡船も1957年（昭和32年）建造の十和田丸（初代）までは、当時広く採用されていた界磁の回転軸に直結した直流励磁機（直流発電機）で励磁電流を発電する直流励磁機方式が採用されていた。しかしこの方式は直流励磁機の整流子・ブラシの保守管理が煩雑なうえ、界磁励磁電流を迅速に制御できないため、かご形三相交流誘導電動機始動時等の大電流負荷時には著しい電圧降下をきたし、船舶交流電化普及の障壁となっていた。
1950年代後半 （昭和30年代前半）に至り、乾式整流器や可飽和リアクトルの進歩にともない、自機で発電した交流の一部を、これらの機器経由で直流変換して界磁を励磁する同期発電機が西ドイツ シーメンス社で実用化された。この方式では回転する直流励磁機が不要なため、静止励磁方式と呼ばれ、この方式の発電機は自励式同期発電機と呼ばれた。本方式は保守管理が容易なうえ、負荷電流の変化に速やかに追随して界磁励磁電流を変化させ、安定した発電電圧が得られたことから、陸用・舶用ともに急激に普及していった。日本の船舶では1958年 （昭和33年）建造の日本郵船の長良丸（8,397.66総トン）が自励式同期発電機搭載第1船で、国鉄船舶では、1961年 （昭和36年）建造の讃岐丸（初代）からであった。自励式同期発電機の出現は、構造の簡単なかご形三相交流誘導電動機の広汎な採用を可能とし、船価低減とメインテナンスフリーを促進し、その後の船舶交流電化の普及に貢献した。

#### 総括制御室・第1・第2主機室
船尾側へ、第3水密辷戸と防音扉を通り抜けると、そこは防音冷暖房完備の総括制御室で、第1主機室水密区画の船首側中段に設置されていた。計器盤ならびに操作盤は船尾向きに設置され、各種機械類の運転状態監視と発停操作は通常ここで行われた。
総括制御室から第1主機室への通路は左右2ヵ所あり、ここは水密隔壁ではないため、ともに二重防音扉のみであった。ここには8台の主機械のうち前側の4台が横並びで設置され、その頂部がほぼ中段の高さであった。各主機械番号は右舷から左舷へ、右舷第1主機械、右舷第2主機械、左舷第1主機械、左舷第2主機械と付けられ、流体減速装置も、この第1主機室に設置されていた。さらに第4水密辷戸を船尾側へ通り抜けると、第2主機室で、後ろ側4台の主機械が設置されて、同様に各舷の第3第4主機械と付番されていた。

##### 第2補機室
さらに第5水密辷戸を船尾側へ通り抜けると、第2補機室の中段で、吹抜け眼下の船艙には第2ヒーリングポンプの配管、毎分217.5回転する2本の主軸が望め、左舷寄りに暖房給湯から係船機械類の凍結防止その他雑用の、補助ボイラー2台（クレイトンRO-175形）が設置されていた。

#### 第3補機室
さらに第6水密辷戸を船尾側へ通り抜けると、第3補機室の中段で、ここまで来ると運航中でも比較的静かであった。中段左舷に機関部作業事務室と塗料倉庫があり、中段右舷には予備品倉庫があった。階段を降りた船艙の両舷には主軸（プロペラ軸）が走り、ここに可変ピッチプロペラ翼角管制装置が組み込まれ、操舵室からの翼角指令を電気信号で受けた交流サーボモーターが、この管制装置のパイロットバルブ制御レバーを機械的に指令翼角まで動かした。これにより、中空のプロペラ軸内を通る、前後端が滑り弁となった送油管を前後に巧妙に動かし、可変ピッチプロペラ変節油圧系の作動油を、プロペラボス部（プロペラ翼の根元）のピストンの前または後ろに供給して、ピストンを前後させ、滑り金を介してプロペラ翼角を制御した。また変節油圧低下時には、プロペラボス部の後端に付いたバネにより、ピストンが前方に押され、前進翼角をとる安全策もとられていた（松前丸（2代）の川崎 エッシャーウイス式では、中空のプロペラ軸内を通る変節軸内の送油管に可変ピッチプロペラ変節油圧系の作動油を通し、この送油管が通じるプロペラボス内のピストン後ろ側を加圧して変節軸を前進させるか、またはプロペラ軸中空部分の変節軸外側に作動油を通し、ピストン前側を加圧して変節軸を後退させるかし、この前後動をリンク機構を介して回転運動に変換し翼角を制御した。バネによる翼角前進装置はなかった。）。可変ピッチプロペラ変節油ポンプは、一定吐出量の電動スクリュー式ポンプが、各軸1台と予備1台の計3台装備され、これらポンプの吐出油圧低下が検出されると、予備機が自動的に起動し、故障した舷に作動油が送られるシステムであった。また主発電機停電時には、自動的かつ瞬時に主軸駆動発電機からの電源に切り替わって運転継続できた。
1974年（昭和49年）には右舷中段に汚物処理装置（第3系統）が設置された

#### その他の乗船者室・操舵機室
第7水密辷戸を船尾側へ通り抜けると、食堂売店従業員や機関整備員、郵便係員の居室である“その他の乗船者”室があり、左前方にはこの区画用の空気調整室（第9系統）も設置されていた。ここからは車両甲板右舷に上がる階段があり、さらに車両甲板右舷舷側を船尾方向へ上る階段につながり、船楼甲板の2等船室右舷最後部に通じていたほか、左舷にも避難階段があり、車両甲板左舷舷側から船尾方向へ向け船楼甲板に至る階段室につながっていた。
さらに第8水密辷戸を船尾側へ通り抜けると操舵機室で、2枚の舵を動かす2台の大きな油圧シリンダーや、その油圧を造る2台の19kWかご形三相交流誘導電動機駆動アキシャルプランジャ式可変吐出量型油圧ポンプがあり、操舵室のジャイロパイロットから出された舵角指令はジャイロパイロットのポテンショメーターで電圧信号に変換され、操舵機室のジャイロパイロットパワーユニットへ伝えられ、機械力に変換され、この電動油圧ポンプを制御して舵を動かしていた。操舵機は重要機器のため、その油圧を造る電動油圧ポンプは常時2台並列運転され、こちらも主発電機停電時には瞬時に自動的に主軸駆動発電機からの電源に切り替わって運転継続できた。右舷主軸回転中は必ず発電している主軸駆動発電機の登場で、十和田丸（初代）のような蓄電池を電源とする非常用の直流電動機を装備する必要がなくなった。このほか、船尾扉の油圧開閉装置の動力機械（油圧ポンプ）と船尾係船機械の動力機械（油圧ポンプ）もここに設置されていた。

## 旅客設備
新造時の旅客定員は、1等寝台20名、1等席310名、2等席870名の計1,200名であった。津軽丸（2代）就航時の国鉄は2等級制であったが、就航5年後の 1969年（昭和44年）5月10日にはモノクラス制となり、以後「1等寝台」は「寝台」に、「1等」は「グリーン」に、「2等」は「普通」に改称され、いずれも普通運賃に各料金を付加する料金体系となった。なお津軽丸型では、客室および船員居住区はすべてセントラル冷暖房完備であった。

### 1等船室
1等船室は全て遊歩甲板にあった。左舷中央部、前部煙突の下付近の遊歩甲板左舷遊歩廊舷側の波よけ柵に、両開き引き戸の舷門を設け、その奥の甲板室側面に外開き扉の1等乗船口が設けられていた。乗船口を入ると1等出入口広間があり、すぐ左が売店で、その角を左折して、右舷側男子用トイレ・洗面所と左舷側婦人用トイレ・洗面所の間を通る船体中心線上の通路を前方へ進むと、両舷にわたる大部屋があり、ここが1等指定椅子席であった。津軽丸型建造以前の1961年（昭和36年）6月から7月にかけ、在来の車載客船4隻の1等出入口広間に、背ずりが垂直に対して65度まで倒れ、レッグレストも備えた2人掛け（一部1人掛け）リクライニングシートが60席程度設置され、好評であった。そのため、これをさらに拡充する形で、全席1人掛けとしたうえ、読書灯も付加し、同じく背ずりが65度まで倒れ、寝台代用となるリクライニングシート96席がここに設置された。各列は前後に8席、シートピッチ140cmで、これが横に12列で、全て前向きのゆったりとした配置であった。これら椅子席は横2列、前後8席の計16席ごとに、高さ78cm幅37cmの前後方向に続く手荷物棚で仕切られ、前後に長い客席区画とされた。この横2列の席の間には前後方向に通じる通路が設けられ、満席時も直接通路へ出ることができた。仕切りの手荷物棚は両側から交互に使用できるよう、これら手荷物棚をはさんで隣接する区画の席はシートピッチの半分の70cmずつ前後にずらせた配置となった。この手荷物棚で仕切られた、前後に長い客席区画が片舷3区画並列に設置され、船体中心線上には、いずれの客席区画にも属さない前後に通じる幅1.2mの通路が確保された。これにより1等出入口広間から船首側の1等寝台室区画へは、直接椅子席に接することなく通り抜けられた。この1等指定椅子席の両側外壁には縦85cm横約105cmの複層ガラス大型固定窓がシートピッチに合わせて各8個ずつ設置されていた。
1等指定椅子席の船体中心線上の通り抜け通路を船首側に進むと、1等寝台室区画出入口に達し、左舷婦人用、右舷男子用の1等寝台室用トイレ・洗面所の間を進むと、左右両舷を結ぶ通路の中ほどに丁字に交わる。この両舷を結ぶ通路の船首側に3室、船尾側に2室の計5室の1等寝台室が配置された。いずれも2段寝台4人部屋で、寝台幅は上下段とも当時の列車の1等B寝台下段に準じた91.5cmで、寝台上の空間も90cm確保されていた。さらに2段寝台手前にはソファーと小テーブルが作り付けられたスペースも付加され、面積は約12.0m2で、洞爺丸型の4人部屋1等寝台室の7.8m2はもちろんのこと、十和田丸（初代）の6人部屋1等寝台室の10.6 m2をも上回っていたが、すべて窓なしの部屋であった。
1等出入口広間の売店前を直進すると右舷遊歩廊へ達するが、この通路の船尾側、前部機関室囲壁の前端を右舷側にかわした位置には1等自由椅子席への出入口があった。ここには、当時の国鉄特急1等車用2人掛けシートに準じながらも、幅を若干広げ、シート中央部に起倒式の肘掛けを設け、読書灯付きとし、背ずりが垂直に対して49度までリクライニングする、フットレスト付きリクライニングシートを、シートピッチ125cm（列車の1等は116cm）で、全て前向きに120席、配置された。横方向の並びは最大8席で、この部分で中通路、両側2 - 2椅子席配置の1等客車を2両横並びにした状態であった。ここでも高さ73cm幅33cmの両側から交互使用の手荷物棚による仕切りが設けられ、椅子席も半ピッチずらせて配置された。右舷側窓はシートピッチに合わせ、縦85cm横約95cmの複層ガラス大型固定窓が20個設置された。また、1等出入口広間の後方、1等自由椅子席の左舷側にはカーペット敷き定員94名の雑居席の1等座席が配置され、最前部外側の1区画は壁で仕切られ「婦人席」とされ、他は両側から交互に使える床面からの高さ143.5cmの手荷物棚と前後方向の通路で仕切られ8区画があり、外壁に面した「婦人席」を含む5区画では、縦85cm横約220cmの複層ガラス大型固定窓が1個ずつ計5個設置され、これらの窓は中央部に縦の桟が入った二連窓で、内側には両開きの軽合金サッシ、合成樹脂製障子も設置された。左舷の1等座席と右舷の1等自由椅子席の間は前部機関室囲壁後方で約2m幅の通路で交通していた。なお1等乗船口から1等出入口広間へ入室したとき、正面に見える壁（前部機関室囲壁の左舷側）には、各船の名称にちなんだ壁面装飾が施されており、津軽丸（2代）では、リンゴの断面を図案化して描いたポリエステル樹脂化粧板に、FRP製の「リンゴ園に遊ぶ子供たち」と題するレリーフを貼ったものであった。
1969年（昭和44年）以来、普通船室にシャワールームが設置され好評であったため、1973年（昭和48年）グリーン出入口広間（旧1等出入口広間）奥右舷側の男子用トイレ・洗面所の一部とその後方の当時使用停止になっていたダストシュート室をシャワー室に改装し、グリーン出入口広間から右舷遊歩廊へ至る通路船首側に出入口を設けて営業開始した。
1978年（昭和53年）5月には、グリーン自由椅子席（旧1等自由椅子席）のうち前部機関室囲壁にかかる前側部分が壁で仕切られ、この部分の44席が撤去され、カウンター席とソファー席を備えた普通船客も利用できる喫茶室「サロン海峡」に改装された。喫茶室の出入口はグリーン出入口広間から右舷遊歩廊へ至る通路にあったグリーン自由椅子席用の旧来の出入口が使われた。同時にグリーン出入口広間の売店は撤去され、ソファーが置かれ、出入口広間はロビー化された。6月1日より営業開始した。

### 2等船室
2等船室は全て船楼甲板にあった。乗船口は船楼甲板左舷に乗船口中心間隔で9.6m離して2ヵ所設けられ、ともに1等乗船口より船尾寄りに位置した。船楼甲板周囲には遊歩廊がないため、これら乗船口前には遊歩甲板の1等乗船口前の遊歩廊幅と同程度の奥行2.4m、幅が約4.6mの開放スペースをそれぞれ設け、舷側に両開き引き戸の波よけ柵を設置し、その奥に外開き扉の乗船口を設けて波浪の扉への直撃を防いだ。この2ヵ所の乗船口の間には乗船口扉前の開放スペースにはさまれ、舷側を背にする形で、電報や切符類の取り扱いが行われる案内所が設置された。2等出入口広間は、左舷側ではこれら乗船口と案内所に面し、船体中心側では前部機関室囲壁左舷側とその後方に連なる売店、後部機関室囲壁左舷側とその前方に連なるロッカーの壁で画された前後に長い広間であった。このロッカーの壁には、各船共通デザインながら色づかいの異なる、秋田、盛岡以北の東北と北海道の地図を図案化したレリーフが掲げられた。
案内所向かい側、売店とレリーフが掲げられたロッカーの間には右舷側へ通路が伸び、その通路の船首側が旅客食堂で、右舷側の窓から外を眺めながらの食事が楽しめた。なお第4船大雪丸（2代）からは、食堂の窓幅が約1.1mから約1.6mに拡大された。食堂の船首側には隣接して調理室が配置され、調理室内のほぼ中央から右舷に向け遊歩甲板へ上る階段があり、右舷遊歩廊の調理室入口に通じていた。この階段の船首側に隣接して、上下に動く食料積込リフトも設置されていた。食堂と調理室の船体中心側の壁面の大部分は前部機関室囲壁右舷側であったが、調理室船首側は2mほど前部機関室囲壁より前に出ており、この部分のみ囲壁幅の1.4mも調理室に取り込まれ、この部分の左前方の隅に、車両甲板下第二甲板の船員食堂まで達する食料運搬装置の積込み口があった。ここで調理された食事が、この無人の食料運搬装置に載せられ、まず車両甲板天井まで垂直移動し、その後、車両甲板プラットホームの天井部分を前方へ約28m水平移動し、さらに6m垂直移動して船員食堂まで運ばれた。
2等出入口広間前方左舷側には階段があり、ここを船首方向へ上ると、遊歩甲板左舷遊歩廊への出口、ならびに1等出入口広間につながっていた。この階段を上らず右側を前方へ進むと、リクライニング機能のない当時の国鉄特急2等車用2人掛けシートに準じながらも、座席下に救命胴衣を収納し、シート中央部に起倒式の肘掛けを設けた2人掛けシートを、中通路、両側2 - 2椅子席配置の特急2等車を2両横並びにしたような形で、シートピッチ96cm（特急2等は91cm）と広く、全て前向きに配置した定員206名の前部2等椅子席であった。1等椅子席同様、通路側でない側には高さ70cm幅56cmの手荷物棚が設置され、仕切りとされたが、交互使用ではなく、椅子席配置のずらしもなかった。出入口広間のすぐ後ろ隣には、定員37名のカーペット敷き雑居室の「婦人席」があったが、1978年（昭和53年）のグリーン自由椅子席（旧1等自由椅子席）の一部への喫茶室「サロン海峡」設置時に、囲碁や将棋などを楽しめる「娯楽室」に模様替えされた。この後ろ、両舷にまず外側方向へ上り、途中踊り場で90度方向転換して船尾方向へ上る、後部遊歩甲板に至る階段が設置されていた。階段を上らず後方へ進むと、定員118名の後部2等椅子席で、前部2等椅子席と同様の椅子が、前部の特急2等車2両横並びの8列に加え、さらに船体中心線上に片廊下の2列を加えた10列配置となっていた。船楼甲板左舷外壁には、2等椅子席のシートピッチに合わせ、前部に29個、後部に13個の縦80cm横約50cmの複層ガラスの窓が設置された。前部2等椅子席の右舷側には、定員236名のカーペット敷き雑居席の前部2等座席があり、その最後部舷側の1区画は壁で仕切られた定員22名の「婦人席」とされ、他は前後に走る通路と両側から交互に使える高さ143.5cmの手荷物棚で仕切られた9区画があった。後部2等椅子席の右舷側にも、同様に6区画に仕切られた定員126名のカーペット敷き雑居席の後部2等座席が配置され、さらに旅客食堂と通路をはさんだ後方にも、6区画に仕切られた定員147名のカーペット敷き雑居席の中央部2等座席が配置された。これら右舷の前部、中央部、後部座席では、舷側に面した各仕切り区画には2個ずつ縦80cm横約110cmの複層ガラスの窓が設置された結果、右舷前部に10個、右舷中部に6個、右舷後部に6個の窓が設置され、これらは1等座席の窓同様に縦桟を入れた二連窓で、そのほかにも、旅客食堂に4個、左舷の2等出入口広間後方の2等婦人席に2個の二連窓が設置された。
船楼甲板のこれらの窓は、ガラスの外面清掃を考慮して内開きできる構造で竣工した。しかし、津軽丸（2代）が試運航中の1964年（昭和39年）4月26日、強風のため数枚の窓が突然内側に開く事故が発生した。原因は船の振動で窓の止め金が徐々に緩んだためで、このときは幸い負傷者は出なかったが、旅客の安全を考慮し、これらの窓は全て固定窓に改造された。なお、窓ガラス外面清掃は、遊歩甲板から清掃できる道具が考案され、支障なく行われた。
1969年（昭和44年）には、普通船室前部男子用洗面所内にシャワー室が設置され好評であったが、場所的に女性は利用しづらいため、1970年（昭和45年）には男女を問わず利用できるよう、設置場所は普通船室前部婦人用洗面所内ながら、通路から直接入れるシャワー室を設置、1973年（昭和48年）にはグリーン出入口広間から右舷遊歩廊に至る通路から入室できるシャワー室も設置された。
津軽丸型では、1980年（昭和55年）5月27日出場の羊蹄丸（2代）を皮切りに、船楼甲板後部左舷の普通椅子席撤去と、後部右舷普通座席との間の壁の撤去により、両舷にわたる雑居席の大広間にする改装工事が順次行われた。この工事では、従来から雑居席であった右舷座席も含め、各区画を仕切る手荷物棚は従来より低く、仕切りも不完全で開放的な造りとなり、映写スクリーンを設置する工事も行われた。このとき、後部左舷の普通椅子席に合わせて設置されていた13個の窓のうち、新設の手荷物棚と干渉する最前部の窓1個が閉鎖され12個となった。しかし津軽丸（2代）と松前丸（2代）の2隻は1982年（昭和57年）の終航までこの工事は行われず、後部左舷の窓も13個のままであった。

### 船内冷暖房
1937年（昭和12年）建造の関釜連絡船 金剛丸（7081.74総トン）で、当時鉄道省と呼ばれていた国鉄は、世界初となる船内全室冷房を実現していたが、その後戦争もあり、青函連絡船の船内冷房は実現していなかった。しかし、1960年（昭和35年）12月には上野 - 青森間の特急「はつかり」が全車冷房完備のキハ81系気動車に置き換えられ、1961年（昭和36年）10月には大阪 - 青森間特急「白鳥」と、函館 - 旭川間特急「おおぞら」が、同じく全車冷房完備のキハ82系気動車で運転開始され、青函連絡船と接続する両岸の特急は窓の開かない空調完備の車両に近代化されていた。
これら特急を接続する青函連絡船の客室冷房は当然の流れで、津軽丸型にはセントラル方式の冷暖房装置が搭載された。車両甲板下の第1補機室船艙に75kWかご形三相交流誘導電動機駆動の26万kcal/hの、海水による水冷式ターボ冷凍機が2台搭載され、ここで造られた冷水が船内9ヵ所の空気調整室の冷却コイルへ送られ、室内から戻った空気や船外から取り入れた空気をこのコイルで冷却し、冷風をダクトで各室へ送るセントラル冷房方式であった。暖房は第2補機室の補助ボイラーからの蒸気を各空気調整室の加熱コイルへ送り、温風を同じダクトで送風したほか、各室設置のラジエーターによる暖房も併用された。
セントラル冷房の設置範囲は、全客室と全船員居住区、その他の乗船者室、無線通信室で、電子機器等の発熱の多い総括制御室と電気機器室、調理のため発熱の多い調理室に隣接する旅客食堂には、セントラル冷房休止中でも冷房可能なパッケージ型エアコンが設置された。操舵室はラジエーター暖房のみで冷房はなかった。
当初2台のターボ冷凍機は、それぞれ受け持ちの系統が分担され、冷水回路も独立していた。1号機が無線通信室後ろ隣に空気調整室を置く第1系統（空調範囲：1等寝台室）、前部消音機室左舷中部に空気調整室を置く第2系統（空調範囲：1等指定椅子席、1等出入口広間）、前部消音機室左舷前部に空気調整室を置く第4系統（空調範囲：前部2等椅子席・座席、2等出入口広間）、遊歩甲板高級船員室区画に空気調整室を置く第6系統（空調範囲：無線通信室、高級船員室）、第1船員室に空気調整室を置く第7系統（空調範囲：第1船員室）、第2船員室に空気調整室を置く第8系統（空調範囲：第2船員室）、その他の乗船者室に空気調整室を置く第9系統（空調範囲：その他の乗船者室）の7系統を受け持ち、2号機が前部消音機室左舷後部に空気調整室を置く第3系統（空調範囲：1等自由椅子席・座席、1等出入口広間）、遊歩甲板室後端に空気調整室を置く第5系統（空調範囲：後部2等椅子席・座席、中央部2等座席、婦人席、2等出入口広間）の2系統を受け持った。ところが、これでは片方のターボ冷凍機が故障すると、その受け持ち系統の冷房が全く効かなくなる問題が生じ、就航後ターボ冷凍機の前後で両冷水回路の冷水管をつなぐ改造が行われた。しかし、それでも両回路の冷水が十分混じり合わないため、冷房の不均衡は十分改善されず、第4船の大雪丸（2代）からは、ターボ冷凍機の前後にそれぞれ小さなタンクを設け、両冷凍機で造られた冷水が完全に混じり合い、また各系統から戻った温まった水も完全に混じり合わせて両冷凍機の負荷が均衡するよう設計変更された。

## 車両積載設備
船体の大型化で軌道有効長も伸び、左舷側から船1番線95.8m、船2番線111.6m、船3番線85.4m、船4番線95.8mとなり、車両積載数は船1番線から ワム換算で、順次12両、14両、10両、12両の合計48両と、当時の国鉄連絡船最多となり、1,000トン列車1本をほぼそのまま積載できた。
船内軌道船首端には、翔鳳丸型以来自動連結器の装備された車止めが設置されていたが、入換機関車に押されて来た列車の、たび重なる衝撃で、車止め自体が損傷されるため、宇高連絡船 　讃岐丸（初代）では、この連結器と車止め本体との間に油圧緩衝器が装備された。津軽丸型では、これの細部を改良した同一性能の、重量50トンの列車が時速6kmで衝突したエネルギーを、約9cmのストロークで吸収できる油圧緩衝器が、同様に装備された。また積載列車のブレーキ管とつないで、ブレーキの締め直しができるよう、機関車用自動ブレーキ弁も設置された。なお油圧緩衝器付き車止めの場合は、列車先頭車両の最前部車輪に、レール上に載る小型車輪止めのヘムシューをかます必要があった。
油圧緩衝器の装備を受け、津軽丸（2代）では従来の機関車用坐付連結器に代わり、通常の上作用式の並型自動連結器が設置された。さらに車両甲板船尾から、車止めの自動連結器の遠隔解錠ができるよう、自動連結器上側の解錠レバーにつないだワイヤーを、車止めの船首側に設置したエアシリンダーで、テコと滑車を介して引っ張って解錠する仕組みとした。しかし構造が複雑なため、第2船の八甲田丸以降では、連結器内部が改造された特殊な自動連結器が設置され、連結器直下に置かれたエアシリンダーで、連結器の下側に突出した解錠レバーを直接押すという単純な構造になった。これら空気式遠隔解放装置により、従来、着岸後の貨車引き出し時、船尾トリムで船尾が下がっており、車止めの自動連結器が貨車に引っ張られた状態で、手動での連結器解錠ができず、引き出しに来た機関車に貨車を押してもらって連結器を緩め、手動解錠していたが、その必要もなくなった。

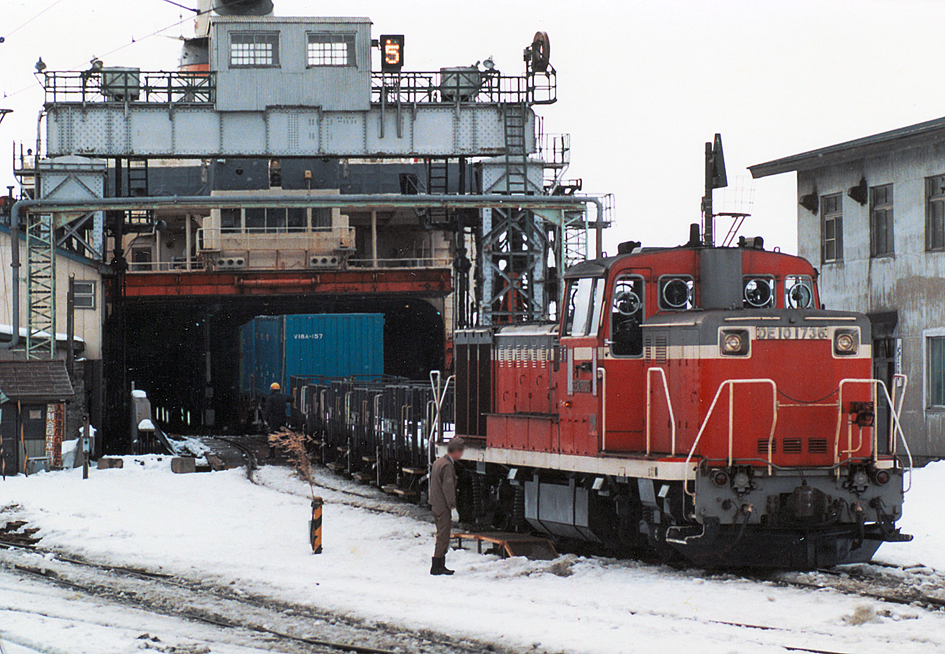
「あと5両」の電光表示が可動橋門構え上に確認できる。函館第1岸壁、連絡船は十和田丸（2代）

油圧緩衝器が装備されたとはいえ、車止めはあくまでも積載車両を固定することが目的で、入換機関車の“暴走”を止めるものではない。このため、陸上の入換機関車の機関士が目視できない列車先頭と車止めまでの距離を、機関士からも分かるよう、電光表示器が、青森第1岸壁、第2岸壁、函館第1岸壁、第2岸壁の各可動橋の門構え上に、1965年（昭和40年）9月30日に設置され、車止め付近の表示操作器ダイヤルから、有線で車止めまで「あと何両」という電光表示と音声放送ができるようになった。これら表示と放送のため、船内軌道各線の中ほどから終端部にかけて、ワム換算で「あと5両～1両」の標記看板が車両甲板天井に設置され、軌道内には「あと5m～1m」の目印の白線がペイント標示された。その後、可動橋の電光表示器は、青森第3岸壁には1969年（昭和44年）11月20日に、函館第3岸壁、第4岸壁には1970年（昭和45年）3月にそれぞれ設置された。
国鉄連絡船では、翔鳳丸以来、積載車両転倒防止のため、車両台枠を横から斜め下の甲板面につなぎ止める甲種緊締具が使用されてきた。この緊締具の車両側はハサミ状で、このハサミで車両台枠をはさみ込み、甲板側はフック付きで、甲板上の緊締用レールの穴に引っ掛け、ターンバックルで締め上げる方式で、通常の航海では、2軸車では片側4本、ボギー車では片側6本を掛けていた。しかし、ハサミ部分が重く、常に張力がかかっていないと緩んでしまう、などの欠点があった。
津軽丸型は1日2.5往復するため、折り返し時間が55分に短縮されるのに、車両積載数は増加し、人員も削減されるため、この甲種緊締具の操作性改善が強く求められた。このため、ハサミ部分を廃止し両側ともフック付きにして、重量を20kgから13kgに軽量化した緊締具が考案され、これに対応するため、国鉄では1962年（昭和37年）4月から1966年（昭和41年）3月まで、車両航送される可能性のある車両約10万両の台枠にフック掛けを取り付けた。甲種緊締具自体も、洞爺丸事件後急遽建造の檜山丸型への装備品からは、ハサミ式ながら、材質を変更して降伏荷重を、それまでの4トンから12トンに引き上げており、通常航海では、2軸車では片側2本で強度的に十分とされた。このため、フック掛けの取り付け数は、2軸車片側2ヵ所、ボギー車片側4ヵ所とされた。
甲種緊締具のさらなる軽量化を目指し、鎖を用いたレバー・ブロック方式も開発された。これは車両甲板面に緊締レールの代わりに通常レールを溶接し、そのレールを把持したまま、容易に前後移動できるレバー・ブロックを設置し、ここから伸ばした軽量鎖の先端のフックを貨車のフック掛けに掛け、レバー・ブロックで締める方式で、檜山丸（初代）での試験採用を経て、第5船の摩周丸（2代）以降、羊蹄丸（2代）、十和田丸（2代）で、船首から25mの範囲で採用された。
しかし、荒天時の甲種緊締具増し掛け時、車両のフック掛けには既に通常数の甲種緊締具が掛かっており、増し掛け分はフック掛けのない位置に掛けなければならない。このためフック掛けのない位置にも掛けられる従来型のハサミ式甲種緊締具も使用され続けた。ハサミ式は通常航海時は上下逆さにして重いハサミ部分を下にし、ハサミの片方を甲板の緊締用レールの穴に引っ掛け、フックを車両のフック掛けに掛けて使用されていた。
列車最後尾を固定する乙種緊締具は、従来は二股の鎖を用いて一端を連結器に巻きつけ、二端を軌道外の甲板上の鉄環にフックで掛け、ターンバックルで締めて積載列車の前後動を防いだが、津軽丸型からは、最後尾車両の連結器に一端を巻きつけ、他端は後方下の軌道内に設置された鉄環にフックをかけ、レバー・ブロックで締める形の小型の乙種緊締具となった。また檜山丸型同様、軌道の間に梁柱を密に立て、積載車両が傾いても、横転して左右へ大きく移動しないよう配慮された。
陸上の鉄道では、車両がはみ出してはならない限界の車両限界と、トンネルやプラットホーム、跨線橋等の建造物が線路に近付き過ぎてはならない限界の建築限界が定められており、車両限界が高さ4.1m、幅3.0mなのに対し、建築限界は列車の高速走行等を考慮し、高さ4.3m、幅3.8mとかなり余裕を持たせていた。しかし、船内軌道では制限速度4km/hと低速で、船内の限られた容積内に、できるだけ多くの車両を積載するため、特別に高さ4.265m、幅3.4mの縮小建築限界が採用されていたが、高さ4.25m、幅3.6mの第1種かつ大貨物にも対応できるよう、船2番線の船尾側約40mには一般の建築限界が採用された。

### ヒーリング装置
車両を積卸しする時、船体中心線から離れた船内軌道に列車が出入すると、その重みで船体が横傾斜する。このため、船体中央部両舷側に対になって設置されたヒーリングタンク内の海水を急速に対側へ移動させたり、タンク内の海水を急速に船外へ排水または逆に船外からタンク内へ注水して傾斜を抑制するヒーリング装置が、青函連絡船では1924年（大正13年）建造の翔鳳丸以来、全船に装備されて来たが、全てヒーリングタンク1対、ポンプ1台の装備であった。
津軽丸型のように、車両甲板に4線の船内軌道を持ち、かつ船楼甲板上の大部分に2層の客室を有する船は、国鉄連絡船としては初めてであった。このため、従来にない大容量のヒーリングタンクが必要とされた。しかしヒーリングタンクはその使用目的からクロスフラッディング装置の付加ができず、大容量のヒーリングタンクは損傷時の非対称浸水による横転を招きかねない。またヒーリングタンク大容量化に対応するヒーリングポンプもまた強力なものが要求されるが、強力すぎるヒーリングポンプではタンク底に突出した肋骨で水の流れが滞り、ポンプ吸入口への残水の流れ込みがポンプ吸引量に追いつけず、空気を吸引してしまい、結局タンク有効容量の減少を招くという問題もあった。このため、ヒーリングタンクは前後に分離され、その間にはいずれもクロスフラッディング装置付きの2対のボイドスペースが配置され、各ヒーリングタンクには独立したヒーリングポンプが設置され、ヒーリングポンプ1台の容量は檜山丸（初代）と同程度に抑えられた。
第1ヒーリングタンク（片舷163.9トン　有効容量約130トン）は、発電機室とタンク後端は第1主機室水密区画の一部の両舷に達する形で設置され、両舷タンク間は、発電機室の一つ前に隣接する第1補機室を迂回する太いパイプでつながれ、第1ヒーリングポンプは第1補機室に設置された。第2ヒーリングタンク（片舷238.8トン　有効容量約200トン）は、第2主機室両舷を中心に、その前後端は前後の隣接水密区画舷側まで達したやや大きなタンクで、両舷タンク間は第2補機室を通る太いパイプでつながれ、第2ヒーリングポンプは第2補機室に設置された。さらにこの太いパイプは船尾方向へも分岐し、第3補機室を経由して、“その他の乗船者”室船底のトリミングタンクにつながり、船尾喫水の調節も迅速にできるようになった。このトリミングタンクまでつながる配管は讃岐丸（初代）に始まるものであった。
ヒーリング装置は2組装備となったが、1組故障した場合、タンク容量の大きい第2ヒーリング装置単独では、積卸し速度を規程の半分の2km/h程度に落とすことで、船体傾斜3度以内で48両の積卸しは可能であった。しかしタンク容量の少ない第1ヒーリング装置単独では、80%載貨状態の貨車の 2km/hでの積卸しでも、船体傾斜は制限オーバーの4度となったが、実際にはどうにか48両の積卸しができた。これはタンク容量不足による静的なものなので、当該貨車積載後は出航後もこの船体傾斜は続くことになり、実用上支障はないとはいえ、せっかくのヒーリング装置2組化の利点を生かしきれなかったことになる。なお、可動橋を架けての車両積卸し時の船体横傾斜の許容角度は、可動橋のねじれによる2軸貨車の3点支持脱線の危険性からは4度以内であったが、安全のため余裕を持って3度以内とされた。
なお津軽丸（2代）ではヒーリングポンプに、十和田丸（初代） や讃岐丸（初代） で採用されたかご形三相交流誘導電動機駆動の可変ピッチプロペラ式軸流ポンプは採用されず、110馬力かご形三相交流誘導電動機駆動の可変吐出量型油圧ポンプで駆動される定容量型油圧モーター駆動の可逆転固定ピッチプロペラ式軸流ポンプが2組採用され、第3船の松前丸（2代） でも、この方式が採用された。なお、第2船の八甲田丸では、85kWかご形三相交流誘導電動機駆動の可変ピッチプロペラ式軸流ポンプが2組採用され、上記2隻以外の津軽丸型5隻でも、この可変ピッチプロペラ式軸流ポンプが採用された。
このように、津軽丸型では2種類のヒーリングポンプが採用されたが、いずれのタイプも、ポンプ容量は1台当たり2,200m3/h×7.5m（水頭）と、檜山丸（初代）のものと同程度であった。ヒーリングポンプ操作は車両積卸し作業が目視できる、船楼甲板船尾のポンプ操縦室から行われたのは、従来からの青函連絡船と同様であった。ポンプ操縦室内操作盤の“自動ヒーリング操作”を選択すれば、横傾斜が1度になると、自動的に傾斜を補正するようにポンプが動き始め、±0.5度以内になると、ポンプは自動停止した。また讃岐丸（初代）同様、ボタン操作での、個別の手動操作も可能であったほか、車両積卸し開始時に、船体傾斜が1度に達して自動ヒーリング運転が始まる前に、数秒間手動操作を介入させて、船体傾斜をさらに軽減することもできた。このポンプ容量は、車両長1m当たり3トンの満載貨物列車を、船1番線または船4番線に平均速度4km/hで積卸ししても、片舷への最大傾斜は3度以内に収まる、という容量であった。
しかし、この自動ヒーリング装置を実際に使用してみると、船2番線、船3番線では問題なかったが、船1番線、船4番線では船体傾斜の進行にヒーリング操作が追い付けないことがあり、手動操作であらかじめ船体を反対側へ若干傾斜させ、そのまま手動操作で車両積卸しを行うことが常態となっていた。

### 乗用車航送
1967年（昭和42年）6月1日から、遊歩甲板後部の遊歩スペース上に、乗用車6台を積載航送するサービスが開始された。これに先立ち、遊歩スペースの前側約1/3を一般旅客領域に残し、それより後ろを車載領域として仕切り柵が設置され、車載領域にあったベンチは一般旅客領域へ移設された。乗用車は甲板上でUターンしなくて済むよう、左右両舷の柵の一部を開閉可能な構造とし、乗用車乗降口とした。具体的には、青森では第1岸壁の船尾右舷が接岸する副岸方向から、斜路で右舷後部の2等婦人用トイレ屋上の乗降口へ至り、函館では、第2岸壁の待合所と岸壁の間にエレベーターを設置し、左舷の後部2等椅子席屋上の乗降口に至った。乗用車は全車、船の進行方向に横向きの、2台縦列が3列の6台積載であった。
津軽丸型建造時はこの部分への乗用車積載は想定されていなかった。しかし、乗用車航送の計画段階での図上計算では、強度上に問題はないとの結論が得られたため、補強工事なしでの乗用車航送が認可され、営業開始となった。しかし監督官庁の運輸省からは早期の実船による確認実験も求められており、乗用車航送開始後の同年7月24日、函館ドック入渠中の羊蹄丸（2代）の車載領域に小型トラックを積載し、甲板面、梁、側桁等の変形が計測され、強度的に十分余裕のあることが確認された。
当初2往復で開始されたが、間もなく満車状態が続くようになり、同年8月1日から9月20日までは3往復運航された。同年9月27日発生した室蘭本線　豊浦 - 洞爺間岩石崩落による貨物輸送障害対策として、既に同年3月よりトラックを含む自動車航送を開始していた東日本フェリー青函航路がトラック航送に注力できるよう、10月10日から10月20日まで、4往復運航し、以後2往復に戻された。翌1968年（昭和43年）7月1日からは6往復となり、そのまま秋以降も6往復が継続された。1969年（昭和44年）6月20日から9月30日までは8往復運航されたが、以後6往復に戻された。1970年（昭和45年）5月1日からは8往復、7月1日から10往復となり、以後夏期多客時10往復、通常期8往復、閑散期6往復体制が続いた。1971年（昭和46年）4月からは車両間隔をつめ、2台縦列4列の8台積載とした。さらに1972年（昭和47年）7月までに、船尾係船作業場の上、遊歩甲板からポンプ操縦室屋上の入渠甲板に至るまでの空間に、係船作業に支障が出ないよう、左舷側1/4程度を残して屋根掛けする形で車載領域を拡張し、右舷の横向き積載車を船尾側へ1台増やして5台としたうえ、船尾側拡張部分に船の進行方向向きに3台積載して合計12台積載に改造したが、依然露天積みであった。なおこの改造に伴い、遊歩甲板室後端から係船機械のある船尾船楼甲板へ降りる階段が撤去された。
航送乗用車台数は順調に増加し、1973年（昭和48年）度には40,427台に達したが、これをピークに、同年秋の第1次オイルショックや1976年（昭和51年）の国鉄運賃の大幅値上げ等の影響で、減少に転じ、1976年（昭和51年）度は29,492台まで減少してしまった。このため、国鉄では、荒天時の無料洗車券の発行や往復割引回数券を発売し、以後微増に転じた。1982年（昭和57年）には津軽丸（2代）と松前丸（2代）が引退し、その代船として、乗用車20台積載可能な改造客載車両渡船石狩丸（3代）と檜山丸（2代）が就航し、1983年（昭和58年）度には35,172台まで増加した。
 1984年（昭和59年）2月1日の有川桟橋廃止後は夏期多客時9往復となったが、これに先立つ1983年（昭和58年）度には残った津軽丸型の船尾の進行方向向き乗用車積載数を4台に増やし、乗用車13台積載とし、東北自動車道の延伸もあり、1987年（昭和62年）度には37,462台を航送してその幕を閉じた。また1985年（昭和60年）4月1日からは、横向き積載の乗用車積載位置を若干船尾側へ寄せ、車載領域前側にわずかなスペースを捻出し、そこへオートバイ11台の積載も開始した。

## 係船機械
十和田丸（初代）以前の青函連絡船では、船首係船作業場にある係船機械は、両舷の錨の投揚錨を行う揚錨機（ウインドラス）1台だけであった。入港時、岸壁前で右舷錨を投錨し、速力を落としつつ右旋回し、近寄ってきた綱取り艇という小舟に、甲板縁に設置された係船索の向きを変える滑車（フェアリーダー）を通して降ろした係船索（フォアライン）の一端を持たせ、これを岸壁まで運ばせ、岸壁のビットに掛けた。揚錨機の両側面には、ワーピングドラムという水平軸で回転する糸巻き形のドラムが突出しており、岸壁とつながったフォアラインをこのワーピングドラムに巻き付け、甲板員3人がかりで引いたり緩めたりして、このフォアラインをワーピングドラム周上でスリップさせ、フォアライン巻き込み速度や張力を調節しながら、船体を岸壁に引き寄せて行った。着岸作業では通常、補助汽船は船尾しか押さないため、このフォアライン巻き込み力は船首を岸壁方向へ引き寄せる唯一の力で、重要なものであった。また船尾にも、車両甲板の曝露部、あるいは船楼甲板の両舷に、ワーピングドラムを垂直にした形のキャプスタンが1台ずつあり、甲板員2名で船尾を可動橋に合わせる作業を行っていた。
この危険で、人手のかかる係船作業の自動化・遠隔化の試みが、青函航路よりは条件の緩い宇高航路の1961年（昭和36年）建造の讃岐丸（初代） で行われ、国鉄連絡船初の電動油圧式の係船ウインチならびに揚錨機兼用係船ウインチが開発された。これらは各係船索専用のワイヤドラムを持ち、各係船索を個別に自在に巻き込んだり繰り出したりできたほか、係留中も自動的に係船索を巻き込んだり繰り出したりしながら係船索にかかる張力を一定の範囲内に保つ“自動係船運転”と呼ばれるオートテンション機能を備えるなど、一定の成果を上げることができた。このため津軽丸型でも係船機械には電動油圧式が採用された。
この国鉄連絡船で使用された電動油圧式係船機械とは、速度調整は苦手だが構造が簡単で保守管理の容易な、かご形三相交流誘導電動機で、回転数一定のまま、吐出量も吐出方向も無段階に調節できるアキシャルプランジャ式可変吐出量型油圧ポンプを駆動して油圧を発生させ、これを配管を通して揚錨機やウインチの定容量型油圧モーターへ送り、任意の方向・速度で回転させる仕組みであった。この油圧回路では、係船索が引っ張られるなどで油圧モーターへの負荷が増大し、回路の油圧が規定値を越えても、安全弁あるいはリリーフ弁を通して油圧を低圧側に逃がせるため、負荷増大で油圧モーターが停止しても過負荷にはならず、一定のトルクを発生し続けるストール運転ができた。さらに、回路油圧上昇に連動して、油圧ポンプの吐出量を抑制する仕組みを付加することで、係船機械として望ましい荷重速度特性を得ることができた。
津軽丸型では、船楼甲板船首係船作業場には、揚錨機のほか、着岸前、最初に岸壁のビットとつないで船首を岸壁へ引き寄せるフォアラインを巻き込む左舷の主ウインチ、左舷が岸壁から離れないよう固定するブレストラインを巻き込む右舷の補助ウインチが、それぞれ揚錨機の左右に別個に設置された。しかし、船首係船作業場は狭く、船体を後方へ引き寄せて船尾を岸壁ポケットへ押し込むスプリングライン用のスプリングウインチの設置場所は確保できず、1層下の左舷中甲板の甲板機械動力室に設置された。このため、船楼甲板上にはスプリングラインを出す穴だけが設けられた。これら揚錨機・ウインチは何れも、船首の一段高くなった船首指揮台のコントロールスタンドから遠隔操作されたが、揚錨機だけは、操舵室内前面左舷側の操縦スタンドからも遠隔操作できた。しかし錨鎖をロックしている制鎖器のカンヌキの解除は現場でしかできず、そこまで行くなら船首スタンドを使う、ということで、結局操舵室のスタンドは使われず、第7船十和田丸（2代）では設置されなかった。

### 揚錨機
揚錨機の動力となる油圧を造る動力機械（油圧ポンプ）は、左舷中甲板の甲板機械動力室内にスプリングウインチと同居設置された。1時間定格出力110kWのかご形三相交流誘導電動機1台で駆動される2台のアキシャルプランジャ式可変吐出量型油圧ポンプで、揚錨機運転中は常時2台並列運転され、吐出量とその方向を決める傾転角も常に同じであった。これらポンプから出た配管はいったん合流した後、2分岐して揚錨機の2台の定容量型油圧モーター（2台合計で定格出力82.5kW、（津軽丸（2代）、松前丸（2代）以外の5隻は81kW））に達した。これら2台の油圧モーターは、揚錨機から船体中心線上を後方へ突出した密閉ギヤケースの両側面に突き出した水平な軸を共有しつつ相対して取り付けられ、機械的につながっており、揚錨機運転中は常時並列運転であった。この軸が入力軸となり、このギヤケース内で2段減速（減速比35.56）された軸がワーピングドラム軸で、両側の軸受から外側に突出した部分に糸巻き形のワーピングドラムが設置されていた。ワーピングドラム軸のワーピングドラム基部には軸受兼用の揚錨機側部ギヤケースが左右対称に1基ずつ設置され、ここでもう1段減速されて（油圧モーターからでは合計3段減速　左右とも減速比134.77）揚錨機チェーンホイール軸に至ったが、松前丸（2代）のみワーピングドラム軸からチェーンホイール軸への減速歯車も引き続き中心線上にあった。チェーンホイール軸は側部ギヤケースを外側軸受とし、船体中心線近くにはそれぞれの内側の軸受を持つ左右独立した2本の軸であったが、両者は減速歯車とワーピングドラム軸を介して機械的にはつながっており同一の動きをした。また松前丸（2代）では減速歯車がチェーンホイール軸中央部にあり、左右一体であった。これらのチェーンホイール軸上で、錨鎖を巻き上げる左右のチェーンホイールがそれぞれ遊転する構造で、チェーンホイール軸の回転力は噛合い式クラッチを介してチェーンホイールに伝達された。津軽丸（2代）では、クラッチは空気圧でつながり、バネの力で切れ、松前丸（2代）では、クラッチはつなぐのも切るのも油圧が用いられ、それ以外の5隻では、つなぐのも切るのも空気圧が用いられた。津軽丸（2代）と松前丸（2代）では各チェーンホイールの外側に一体構造のブレーキドラムがあり、八甲田丸と大雪丸（2代）以降の5隻では内側にあった。ブレーキはチェーンホイールと一体構造のブレーキドラムの約3/4周をブレーキバンドで締め付ける構造で、津軽丸（2代）では、バネの力でブレーキをかけ、空気圧でブレーキを緩め、松前丸（2代）では、重錘の重みでブレーキをかけ、その重錘を油圧で持ち上げて緩めた。それ以外の5隻では、津軽丸（2代）とは逆に、空気圧でブレーキをかけ、バネで緩めた。
揚錨機のチェーンホイールには片舷あたり、1連25mの錨鎖12連、全長300mが掛けられており、この錨鎖は揚錨機前方の船楼甲板を斜め前外側に貫くホースパイプを通って船首船体側面のベルマウスに至り、重量3,910kgの国鉄型錨を船首船体側面のへこみ（アンカーリセス）に懸架収納していた。この間、錨鎖は揚錨機の直前で、意図しない投錨を防ぐ制鎖器の溝の中を通り、通常はカンヌキでロックされていた。揚錨機後方では錨鎖は船楼甲板から垂直に下るチェーンパイプを通り、車両甲板下船底二重底上部まで達する錨鎖庫に収納されていた。制鎖器のカンヌキを外し、揚錨機のクラッチを切り、ブレーキを緩めれば、錨の自重で錨鎖の掛けられたチェーンホイールは遊転し、錨鎖庫から錨鎖が繰り出され、無動力で投錨できた。しかし通常は予め錨を水線近くまで動力で繰り出しておき、その後クラッチを切って無動力で投錨した。適切な長さになったところでブレーキをかけて止め、制鎖器のカンヌキで錨鎖をロックした。揚錨時は制鎖器のカンヌキを外し、揚錨機のクラッチをつなぎ、ブレーキを緩めて油圧モーターを回せば揚錨できた。
このように揚錨機のチェーンホイールには、常時錨の自重がかかっているため、噛合いクラッチをつなぐときは、ブレーキをかけたままチェーンホイール軸を微速巻き出し運転し、確実にクラッチを噛合わせる作業が必要で、これが自動で行われた。
船首指揮台には揚錨機と3台の船首係船ウインチを操作するコントロールスタンドが、船首係船作業場全体を見渡せるよう後ろ向きに設置されていた。コントロールスタンド上には前後方向へ動かすレバーが前後2列に並び、向こう側5本のレバーは向かって左から右へ（右舷から左舷へ）補助ウインチ・揚錨機右舷・揚錨機左舷・主ウインチ・スプリングウインチの各クラッチブレーキレバーで、レバーを向こうへ押した位置が「ドラムフリー」、引き寄せるに従い「ブレーキ」が徐々にかかり中間位置で「ブレーキ」は最大になり、さらに引き寄せると「ブレーキがかかったままクラッチがつながり」、最大引き寄せると「ブレーキが緩みクラッチのみつながった状態」となった。これらレバーは操作者から見える実機と同じ順に並んでいた。手前の4本は速度制御レバー（レバーを向こうへ押した位置が「巻き出し」手前に引くと「停止」し、さらに引き寄せると「巻き込み」）で、こちらも同様の並びであったが、1本少ないのは、揚錨機のチェーンホイールは左右別々であるのに、チェーンホイール軸は実質1本のためであった。

### 船首係船ウインチ
揚錨機の両側には主ウインチ（左舷）と補助ウインチ（右舷）が配置され、これら2台は、力量、性能、巻かれている係船索の長さも共に約200mと同じで、連絡船着岸時のフォアライン切断や主ウインチ故障時に、直ちに補助ウインチで代替できるようになっていた。このため、両ウインチは後述の自動係船運転機能の有無以外は同一構造で、設置場所の関係で左右反対勝手に作られていた。これら2台のウインチには、ワイヤドラムの舷側面から後方に密閉式のギヤケースが突き出し、その後端の船体中心線側に出力50kWの定容量型油圧モーターが設置され、このモーターの回転は密閉ギヤケース内の2段減速歯車（減速比53.1）を介して、ワイヤドラム軸に伝達された。このワイヤドラム軸上で、ワイヤを巻き上げるワイヤドラムが遊転できる構造で、ワイヤドラムの船体中心線側はブレーキドラムとなっていた。ワイヤドラム軸からの回転力は噛合いクラッチでワイヤドラムへ伝達された。このあたりの基本構造は揚錨機と同じで、この噛合いクラッチやブレーキの駆動方式も各船とも揚錨機と同じであった。なお、松前丸（2代）のみ主・補助ウインチの構造が他の6隻と内外関係が逆であった。
しかし揚錨機にあったクラッチ噛合わせ時の自動微速巻き出し運転機能は、係船ウインチに関しては、松前丸（2代）のみの装備で、他6隻にはなかった。係船ウインチは揚錨機に比べ、クラッチ噛み合わせ時のワイヤドラムへの負荷は小さく、不完全噛合いでも通常運転で自然噛合うため、問題はなかった。
右舷中甲板甲板機械動力室に設置された主・補助ウインチ用の動力機械は1時間定格出力75kWかご形三相交流誘導電動機1台で駆動される可変吐出量型油圧ポンプ2台で、この2台の油圧ポンプからの配管は合流することなく、船首船楼甲板の主ウインチと補助ウインチのそれぞれの定容量型油圧モーター（出力各50kW）に至るが、これら両回路間には遮断弁付き交通回路が設けられたほか、主・補助ウインチの各油圧モーター出入口にも遮断弁が設けられた。主・補助ウインチいずれかの単独運転時は、この交通回路の遮断弁を開放のうえ、運転するウインチの油圧モーター出入口の遮断弁も開放し、運転しない側の油圧モーター出入口の遮断弁を閉鎖し、2台の油圧ポンプを並列運転して1台の油圧モーターを駆動した。主・補助ウインチ2台同時運転時は、交通回路の遮断弁は閉じ、各油圧モーター出入口の遮断弁を開放して、各油圧ポンプと油圧モーターを1対1の関係にし、各油圧ポンプの傾転角を個別に操作しながら運転できた。
しかし2台同時運転では、出力75kWの誘導電動機1台で、出力50kWの油圧モーター2台を同時運転することになり、両ウインチの油圧モーターを定格出力で運転できないという問題を生じた。八甲田丸もほぼ同じ油圧回路で、65kW誘導電動機1台で、49kW油圧モーター2台を駆動するため、津軽丸（2代）同様、2台同時運転時両ウインチの定格出力運転はできなかった。このため、この2隻では、就航後は主・補助ウインチは単独運転のみで2台同時運転は行われなかった。松前丸（2代）も1台の誘導電動機で2台の可変吐出量型油圧ポンプを駆動したが、その誘導電動機出力が105kWに増強されたため、各出力50kWの油圧モーターで駆動される主・補助ウインチの定格出力での同時運転が可能となった。これにより単独運転用の交通回路は不要となり廃止され、両ウインチの油圧回路は独立し、油圧ポンプと油圧モーターは常時1対1の関係で運転されるようになった。
大雪丸（2代）以降は、八甲田丸タイプを改良する形で、油圧ポンプを駆動する電動機（65kW）を2台に増やし、それぞれの電動機が1台ずつ油圧ポンプを駆動し、それら2台の油圧ポンプが対応する主・補助ウインチの各油圧モーター（各49kW）2台を常時1対1の関係で駆動できるようにし、主・補助ウインチの同時定格運転も可能となった。これにより松前丸（2代）同様、交通回路の設置はなく両ウインチの油圧回路は独立した。
船首スプリングウインチの油圧モーターは、出力21.8kW（松前丸（2代）は21kW、その他5隻は20.5kW）と、主・補助ウインチの半分以下の力量で、その回転力は減速比111.6の2段減速歯車を介してワイヤドラム軸へ、さらにその軸上で遊転するワイヤドラムへクラッチを介して伝達された。その動力機械は1時間定格出力30kWかご形三相交流誘導電動機1台で駆動される可変吐出量型油圧ポンプで、これらはともに左舷船首中甲板甲板機械動力室に設置された。このため船首スプリングラインのワイヤは船首船楼甲板面に設けられたピンチローラー設置の穴を通して船楼甲板上に出されたが、ここでのワイヤ繰り出し作業は、他のウインチのようにクラッチを切って、ブレーキを緩めたドラムフリー状態での人力繰り出しは困難で、スプリングウインチを運転して繰り出された。このため、機械式の自動係船装置を採用した津軽丸（2代）では、それとの切替えのためクラッチが装備されたが、電気制御油圧式の自動係船装置が採用された八甲田丸から羊蹄丸（2代）までの5隻ではクラッチは省略された。しかし、室内に設置されているとはいえ、寒冷時に起動時の無負荷運転ができないのは不安、ということで十和田丸（2代）ではクラッチが装備された。なお船首スプリングライン用係船索の長さは約50m（十和田丸（2代）は約30m）であった。

### 船尾係船ウインチ
船楼甲板船尾係船作業場の左舷には、左舷後方の岸壁ビットに左舷アフターラインをかけ、これを巻き込んで船尾を後進させ、可動橋に押しつける出力51kW（松前丸（2代）は50kW、他5隻は49kW）の船尾左舷ウインチがあり、このウインチには左舷船尾から前方のビットにかけ、左舷アフターラインの張力に対抗してブレーキをかける船尾スプリングラインを巻き込むドラムも併設された2ドラムタイプであった。2ドラムタイプのウインチでは、ワイヤドラム軸の中央部に減速歯車が設置され、その両側のワイヤドラム軸上にそれぞれ遊転するワイヤドラムが1個ずつ設置された。係船索長は左舷アフターライン用が約100m、船尾スプリングライン用は約50mであった。
右舷には、右舷アフターラインを巻き込む出力21.8kW（松前丸（2代）は21kW、他5隻は20.5kW）の船尾右舷ウインチが設置された。これら船尾の2台のウインチのワイヤドラム軸の一端にはワーピングドラムが装備された。これらの減速ギヤの段数、減速比は、船尾左舷ウインチは同一船の主・補助ウインチと同値、船尾右舷ウインチは同一船のスプリングウインチと同値であった。係船索長は右舷アフターライン用は約50mであった
これら船尾係船機械の動力機械は車両甲板下の操舵機室に設置された1時間定格出力75kW（八甲田丸65kW、松前丸（2代）75kW、他5隻は65kW 2台）のかご形三相交流誘導電動機1台で駆動される2台の油圧ポンプであった。この2台の油圧ポンプから船尾左舷と右舷の2台のウインチの油圧モーターへの配管は、船首の主・補助ウインチと同様、途中に遮断弁付き交通回路が設けられ、さらに右舷ウインチ油圧モーター出入口には遮断弁が設けられた。これにより、出力の大きい左舷ウインチの単独運転時には交通回路遮断弁を開放し、2台の油圧ポンプの油圧を左舷ウインチに集中することができた。しかし右舷ウインチは小出力のため、単独運転時も交通回路遮断弁は閉鎖のまま、右舷用油圧ポンプからの油圧だけで稼働したため、左舷ウインチ油圧モーター出入口への遮断弁設置はなかった。しかし、同時運転時の若干の油圧不足もあり、船首の主・補助ウインチの油圧回路と同様の経過をたどり、松前丸（2代）からは両ウインチの油圧回路は独立し、大雪丸（2代）以降は油圧ポンプ駆動電動機が65kW  2台に増強された。
これら船尾係船機械は船尾船楼甲板左舷の台の上に設置された操縦スタンドから遠隔操作されたが、このスタンドも船首の操縦スタンド同様後ろ向きでの操作であった。新造当初、操舵室からの指令伝達用ドッキングテレグラフはこの操縦スタンド上に設置されていたが、1972年（昭和47年）の乗用車積載スペースの船尾係船作業場の頭上への拡張工事に際しドッキングテレグラフのみ左舷入渠甲板上に移設された。
船尾左舷ウインチのみ2ドラムで兼用となったのは、船楼甲板の甲板室が大きく船尾係船作業場にウインチを3台設置する面積が確保できなかったためである。
津軽丸型6隻の使用実績から、船尾左舷ウインチは2ドラムで、左舷アフターラインとそのブレーキとなる船尾スプリングラインが同時作業となり、両ドラムを同時に油圧モーターで動かせない、という問題が浮上した。そこで、第7船十和田丸（2代）では、左舷ウインチを左舷アフターライン専用の1ドラム型にし、右舷アフターライン作業は船尾スプリングライン作業とは重ならないため、船尾右舷ウインチを2ドラム型とし、スプリングラインを左舷から船尾船楼甲板上をローラーを介して右舷ウインチまで導き、船尾右舷ウインチの1ドラムを船尾スプリングライン用とした。これにより、船尾スプリングラインは従来の摩擦ブレーキから、きめ細かな運転のできる油圧回生ブレーキをかけながらの、左舷アフターライン巻き込み作業が可能となり、この形が以後渡島丸（2代）型へと続く標準となった。なおこの場合の係船索長は船尾スプリングライン、左舷アフターラインとも約30mであった。
このように各係船索をそれぞれ個別の電動油圧式ウインチで、自在に巻き込んだり繰り出したりが遠隔操作で可能となり、少ない人員で安全に係船作業が行えるようになった。

### 自動係船運転
停泊中の車両積卸し作業による船体の傾斜や喫水の変化、潮位の変化などに対し、自動的に係船索を巻き込んだり繰り出したりしながら係船索にかかる張力を一定の範囲内に保つ“自動係船運転”と呼ばれるオートテンション機能が、船首では右舷の補助ウインチとスプリングウインチ、船尾では左舷ウインチの左舷アフターライン用ドラム、右舷ウインチの4台に付加された。
津軽丸（2代）の係船機械は東京機械（株）製で、自動係船運転にはウインチにバネの力で係船索を巻き込む装置をクラッチを介して付加することで対応したが、所定の性能が発揮できず、就航後は使われなくなってしまった。
第2船の八甲田丸と第4船の大雪丸（2代）以降の各船の係船機械は讃岐丸（初代）の係船機械を製造した東洋電機製造製で、自動係船運転は油圧ポンプ自体を細かく電気制御する方式であった。係船索の繰り出し長が自動係船運転開始時の位置より80cm以内では、リリーフ弁設定圧を下げたうえ、係留索にかかる張力が弱いうちは、巻き込み速度毎分5～6m、巻き込み力1～3トンでゆっくり巻き込み、張力が強くなるに従い速度を下げ、釣り合ったところで平衡状態のストール運転となった。それでも引っ張られる場合は繰り出しに転じ、自動係船運転開始時の位置より80cm以上引き出された時点でリリーフ弁の設定圧は常用に戻し、ウインチを通常の力（補助ウインチと船尾左舷ウインチは12トン、スプリングウインチと船尾右舷ウインチ5トン）に戻し45cm位置まで巻き戻し、再び自動係船運転に戻るというものであった。それでも外力が強く90cm以上引き出された場合はワイヤドラムの摩擦ブレーキが締まり、「零点バルブ」も遮断され油圧モーターは停止した。
第3船の松前丸（2代）の係船機械は川崎重工製であった。自動係船運転時は油圧ポンプは繰り出し方向への微速運転（微速といっても回転数は通常通りで傾転角を小さく設定）で固定された。油圧モーター入口に設置された3位置選択の「零点バルブ」を油圧回路内圧の変化に応じて電気制御した。「零点バルブ」の3位置とは、油圧を遮断して（油圧ポンプ側には短絡路あり、油圧モーター側には短絡路なし）油圧モーターを止める、油圧を通常の平行回路を通し油圧モーター微速繰り出し、油圧回路を交差させて油圧モーターを逆転させ微速巻き込み、の3位置であった。係船索が弱い張力で引き出された場合、「零点バルブ」は交差回路で微速巻き込みし、これにより回路内圧が規定値以上になるか、または係船索が自動係船開始時の位置まで巻き戻されれば、「零点バルブ」は遮断され油圧モーターは停止した。しかしさらに引っ張られて油圧モーター側の内圧が上昇すればリリーフ弁が作動し、外力で油圧モーターが回され係船索は引き出された。係船索がゆるみ回路内圧が十分下がれば上記の微速巻き込み動作に戻るが、回路内圧が下がり切らず再上昇する場合は、「零点バルブ」の油圧平行回路が選択され微速で繰り出された。これで回路内圧が下がれば「零点バルブ」遮断で油圧モーターは停止した。外力が強く自動係船運転開始時の位置より90cm以上引き出された場合はワイヤドラムの摩擦ブレーキが締まり、「零点バルブ」も遮断され油圧モーターは停止した。
この“自動係船運転”機能については、津軽丸型の船体幅拡大による岸壁への14.8‰の角度での斜め着岸により、全長132mのうち船尾側の約52mでしか接岸しておらず、それより船首側は岸壁と隙間をあけて係留していた。このため、船首部をブレストラインで岸壁に引き寄せ過ぎると、船尾の可動橋との接続部分に無理がかかることが判明し、十和田丸（2代）からは、ブレストラインを巻き込む船首右舷の補助ウインチの“自動係船運転”機能は省略された。
讃岐丸（初代）以来、国鉄連絡船の係船機械を製造してきた東洋電機製造の係船機械は、自動係船運転に限らず、通常使用時の荷重の増加にともなう巻き込み速度の漸減からストール状態、油圧ブレーキ状態での繰り出し動作へのスムーズな移行や、油圧ポンプの騒音の低さなどが高く評価され、八甲田丸、大雪丸（2代）以降の青函連絡船はすべて東洋電機製造製が採用された。

### 国鉄型錨
洞爺丸台風では、JIS型錨を装備した当時の青函連絡船の多くが、投錨した錨が海底でスリップして船位を維持できなくなる走錨に悩まされ、その後も函館港では、毎秒20m程度の風速で錨が動き出し、船が流され始めていた。潜水調査の結果、JIS型錨では比較的条件の良い砂地でも、50%以上で爪が海底を掻いていないことが判明したため、国鉄では海底表面が泥の函館港でも有効な、爪の付け根幅の広いバルト型錨（Baldt Anchor）を連絡船用に改良した“国鉄型錨”を開発し、津軽丸型には重量3,910kgの国鉄型錨が装備された。

## 球状船首の不採用
船の造波抵抗を減らす球状船首は決して新しいものではなく、1929年（昭和4年）建造の北ドイツ・ロイド社の客船ブレーメン（51,656総トン）での採用を嚆矢とし、日本でも1939年（昭和14年）に建造開始された日本郵船の橿原丸級客船（27,700総トン）や大和型戦艦に採用されていた。
太平洋戦争後は理論的研究も進み、本船基本計画中の1961年（昭和36年）3月には、その前年に建造された関西汽船 阪神 - 別府航路の高速客船　くれない丸（2,928総トン）に巨大な球状船首を仮設して実船試験が行われ、従来からの小型球状船首では5,400馬力で18.45ノットのところを、巨大球状船首では19.0ノットを記録し、また同じ18.45ノットなら4,690馬力で達成できたと報告された。また、1963年（昭和38年）建造の日本郵船の高速貨物船山城丸（10,466総トン）以降は、球状船首が各社建造の高速貨物船に本格的に採用されるようになった。
航走中の船が受ける全抵抗のうち、造波抵抗の占める割合は高速になるほど増加し、青函連絡船の場合、14.8ノットでは約10%のところ、18.2ノットでは約30%に急増するため、国鉄も球状船首採用に関心を持ち、1961年（昭和36年）11月以降、東大水槽で球状船首付き、球状船首なしの各種船型の模型実験を行い、球状船首付きで約14%の全抵抗減少が見込まれた。しかし、車両甲板前部が狭くなることによる積載車両数の減少、頻回の出入港による、水面下の球状船首の着岸時の岸壁への接触損傷への危惧、などの理由のほか、十和田丸（初代）では、スムーズな投錨のため、アンカーリセスを設けて、錨の出口であるベルマウスを船体中心線から1.2mと近い位置に寄せており、この位置のまま投錨すると、船首喫水線下で、側方へ船体中心線から1.75m膨隆した球状船首付け根側面に錨が衝突してしまい、これを避けるには、ベルマウスを船体中心線から最低2.9mは離さなければならなくなり、錨の位置を抜本的に変更するなどの対策に迫られた。
以上を総合的に判断した結果、球状船首なしの船型が採用された。なお、くれない丸も巨大球状船首は別府港内での操船上の理由から、上記試験終了後撤去され、従来からの小型球状船首に戻された。

## 機関部

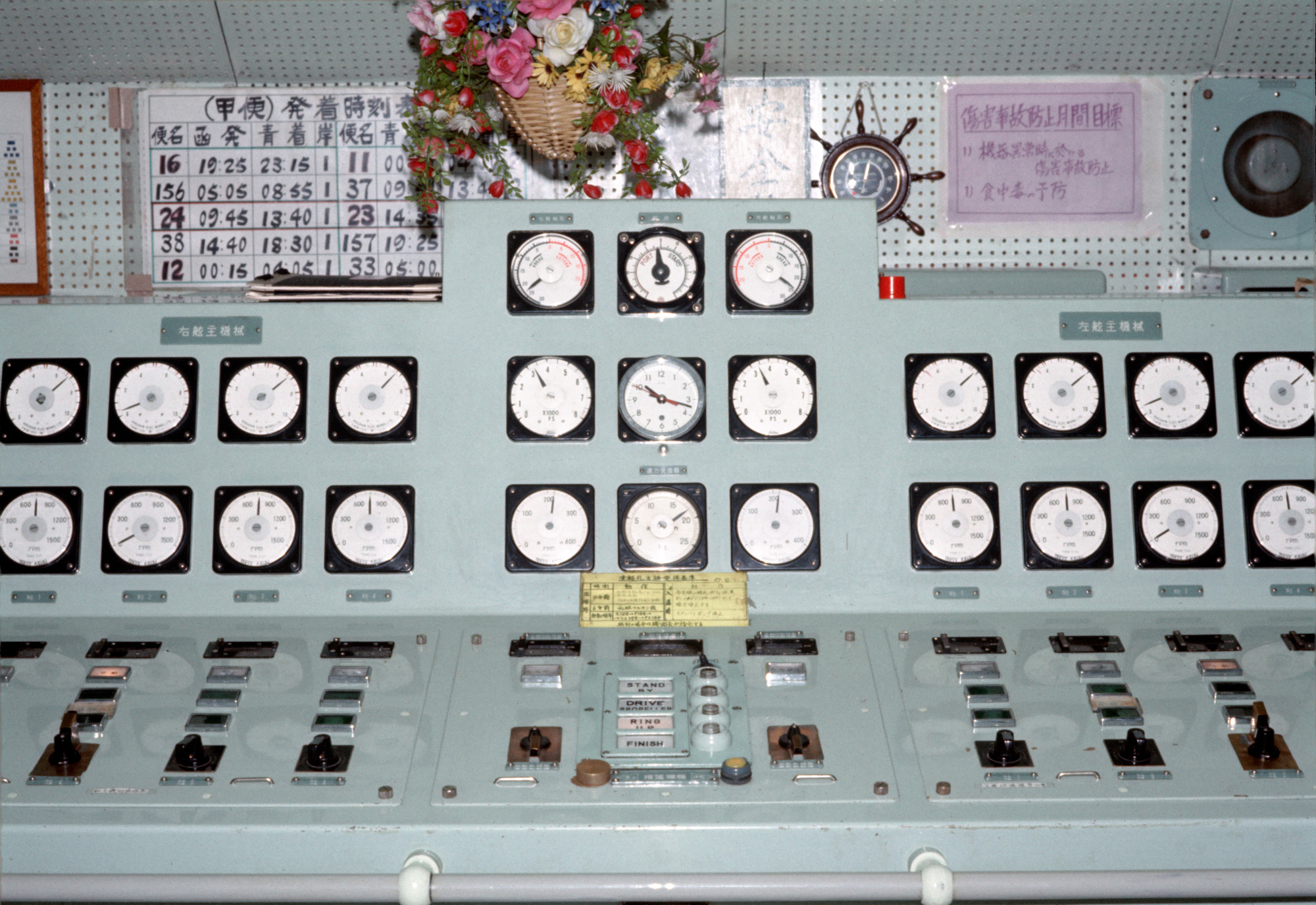
津軽丸1973年7月27日16便（函館2岸19時25分　青森1岸23時15分）総括制御室　推進機関操作盤、後ろ向き設置のため、左右が逆になっている。左翼左から右舷主機1号機～4号機の計器、右翼左から左舷主機1号機～4号機の計器で、右舷2号機と左舷3号機が休止中、上側が各主機の負荷計で、これは各主機の燃料管制軸の偏位量（アクセルの踏み込み具合）を示していた。右舷稼働機の負荷は60％代後半、左舷稼働機は70％前後。下側が各主機の回転数計で、稼働機は何れも750回転。手前卓上は各主機の遠隔操作スイッチ。中央部は上段がプロペラ翼角と舵角で、右舷翼角23度、左舷翼角24度で、舵は2度ほど左へ切られている。中段が主軸馬力計で、右舷3,200馬力、左舷3,400馬力で、中央の時計は22時18分、下段は両舷主軸回転数計で、ともに217.5回転、中央の速力計は18.0ノット、手前卓上のエンジンテレグラフ受信機はRING UPが点灯中。定時では大島22時19分、湯の島22時43分で、湯の島まではこのまま18ノット、湯の島でエンジンテレグラフ受信機はSTAND BYになり、青森入港態勢となる。

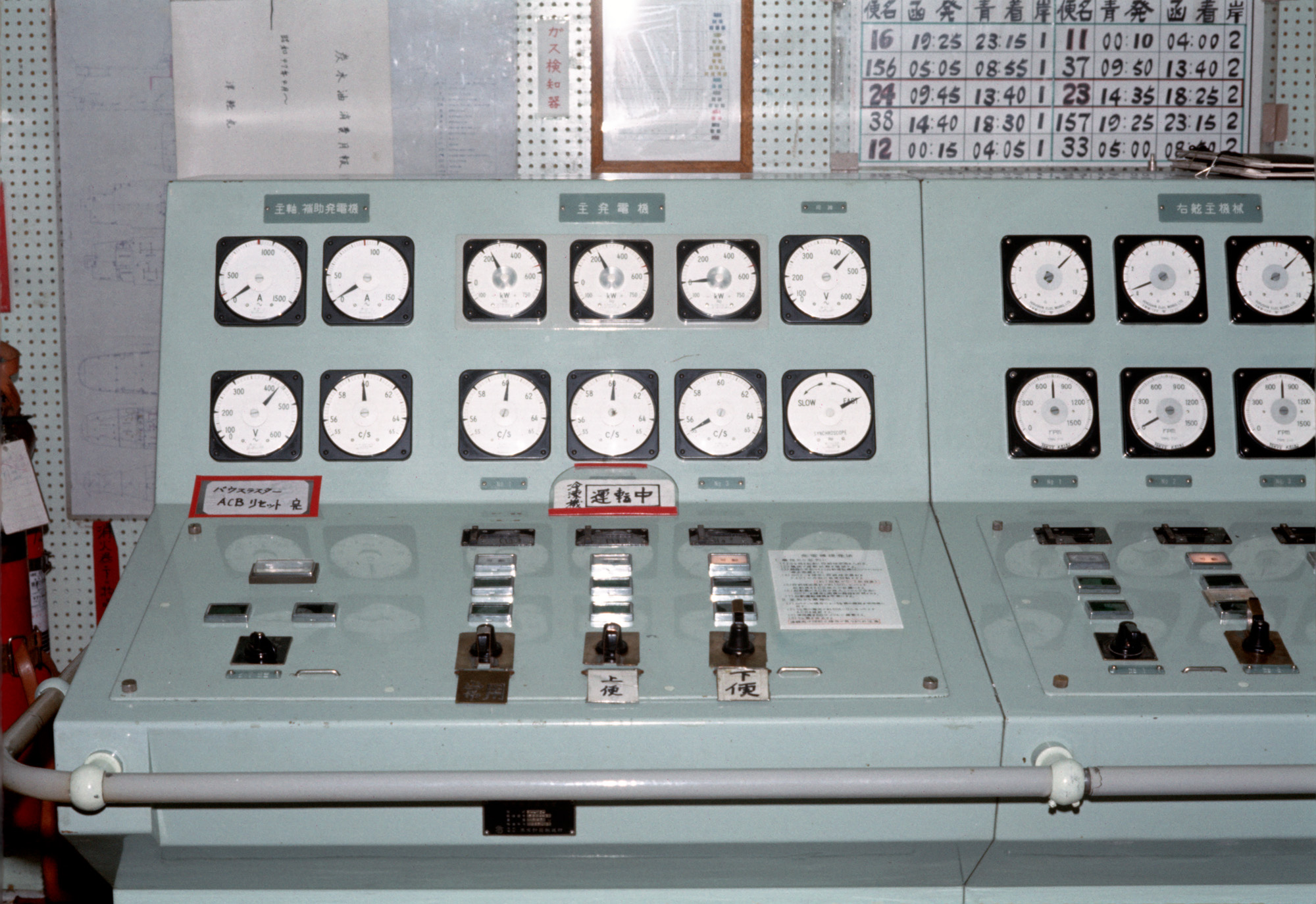
津軽丸　総括制御室　発電機操作盤　上の写真の左側にこの発電機操作盤がつながっている。左上が主軸駆動発電機電流計でゼロアンペアを指していて、その下の電圧計は445Vを指している。電圧計の右が周波数計で60サイクルを指している。その上は補助発電機電流計で、こちらもゼロアンペアを指している。下の二つのメーターは主軸駆動発電機と補助発電機共用切換え式で、この時は主軸駆動発電機の電圧と周波数を表示中。主軸駆動発電機は右舷主軸回転中は常に発電はしているが、この時は高速航行中でバウスラスターは運転されておらず、発電された電気は全く使用されていないため電流はゼロとなる。ただ端子間には60Hzの三相交流445Vの電圧がかかっている。このため、主発電機故障時には、自動的にこの主軸駆動発電機に切り替わり、主要推進補機の運転が継続された。その右側が3台の主発電機の電力計（上）と周波数計（下）で右端（上）が母線電圧計、その下が主発電機並列運転同期投入時に用いる同期検定器で、母線と新規投入発電機の周波数と位相のずれを指針の回転方向と回転速度とその位置で示し、周波数が近付くと指針はゆっくり回り、真上に来る直前に投入することで手動同期投入ができた。写真は同期投入操作中ではないため、同期検定器は機能しておらず、この指針表示に意味はない。本来全自動で同期投入可能な津軽丸型には同期検定器は不要で、津軽丸も新造時には設置されておらず、津軽丸型他船でも設置はなかった。津軽丸では就航後に全自動同期投入システムの動作過程の前半にあたる自動揃速装置が使えなくなったため、新規運転発電機始動時は周波数を母線周波数に近付けるため、この写真では視野外となる発電機操作盤前面下部のガバナースイッチから発電機原動機のガバナーを遠隔手動で操作して回転数を上げ、周波数を同期検定器の針がゆっくり時計回りする位まで上げる。母線周波数の急変動を防ぐため自動発停負荷を切り、同期検定器の針が7時位置に来たところでスイッチを投入にすると、12時位置で自動投入、という「半自動同期投入」が行われていた。このときは真夏の多客時（1973年7月27日）で冷房運転中のため2台並列運転中であった。

### マルチプルエンジン
青函連絡船 で初めてのディーゼル船となった檜山丸（初代）から 十和田丸（初代）までの3隻では、主軸に直結でき、燃料に安価なB重油が使える、毎分230〜250回転の2サイクル低速ディーゼルエンジンが主機械に採用された。一般商船では、機関室は船体中央部から船尾近くに配置され、二重底の上から煙突にまで達する天井の高い吹き抜け構造で、その周囲には防水防火の囲壁が設けられていた。しかしこの配置で車両渡船・車載客船を建造すると、幅の広い機関室囲壁が邪魔になり、一部の船内軌道は船首まで敷設できず、積載車両数の大幅減少をきたした。このため車両渡船・車載客船では機関室天井を車両甲板とせざるを得ず、これら3隻でも、背の高い2サイクル低速ディーゼルエンジンをこの天井高さの十分とれない機関室に搭載した。このため主機械頂部と機関室天井との間に余裕がとれず、主機械のピストン抜き作業は、車両甲板に設けたボルト締めの水密ハッチの蓋を開けて行わざるを得ず、車両積載時にこの作業はできなかった。
津軽丸型では、1日2.5往復を目指したため、航海速力は18.2ノットに上がり、従来の約2倍10,500馬力の機関出力を必要としたが、これを主軸直結2サイクル低速ディーゼルエンジンで実現することは、機関室天井高さの制約から不可能であった。
このため津軽丸型では、背の低い、毎分750回転で、定格出力1,600制動馬力の4サイクル中速ディーゼルエンジンである川崎 MAN V8V 22/30mAL（大雪丸（2代）、摩周丸（2代）、羊蹄丸（2代）の3隻では、毎分560回転で定格出力1,600制動馬力4サイクル中速ディーゼルエンジンの三井 B&W 1226 　MTBF-40V）を片舷4台、合計8台搭載することで、必要とされた10,500馬力以上の12,800馬力を確保し、天井の低い車両渡船の機関室内でも、主機械頂部と機関室天井の間に余裕を持たせ、ピストン抜き作業も機関室内でできるようにした。なおこれらエンジンの燃料には軽油が使われた。
しかしこの回転数ではプロペラ効率が悪く、減速機を介して主軸につなぐ必要があり、また片舷1軸あたり4台のエンジンがつながるため、故障機や休止機を主軸から容易に切り離せるようにしておくことも必要で、各主機械と主軸の間にはクラッチも必要となった。当時はこの程度の大出力のディーゼルエンジンからの出力を減速歯車に伝達する場合、歯車に対するディーゼルエンジンの変動トルクの影響を吸収する目的で流体継手が用いられていたが、津軽丸型では、さらに作動油の出し入れによるクラッチ機能も持つ流体継手を採用し、各主機械を個別に主軸から切り離したりつないだりが可能なようにした。8台の主機械の出力は、それぞれ流体継手と1段減速歯車を介して両舷の主軸に伝達され、主軸はプロペラ効率のよい毎分217.5回転で互いに外転した。なおこれら流体継手と減速歯車は片舷ごと密閉一体化され、まとめて「流体減速装置」と呼ばれた。流体減速装置は左右ともに第1主機室船尾寄りに設置され、ここに4台並んだ主機械のうち、右舷第1第2主機械の出力軸が前方から右舷流体減速装置に平行に入力し、左舷も同様に左舷第1第2主機械の出力軸が前方から左舷流体減速装置に入力していた。第2主機室の4台の主機械からの出力軸は水密隔壁を通して同様に後方から平行に2本ずつ左右の流体減速装置に入力され、主軸はこの減速装置から各入力軸の中間を平行に船尾方向へ出ていた。
通常は主機械6台程度の稼働で定時運航可能なため、運航しながらの主機械の整備が可能となり、当時檜山丸型で行われていた20日間運航後3日間休航、という機関整備のための休航は不要となった。
従来の青函連絡船では、主機械1台の故障で欠航となり、接続する鉄道にも重大な輸送支障をきたすため、エンジンの状態如何に関わらず一定時間稼働後は主機械を開放するという予防保守方式をとってきた。しかし津軽丸型でこの方式を踏襲すると、マルチプルエンジンによるシリンダー数の大幅増加もあり、経費増と要員不足を招くことが予測された。一方、マルチプルエンジンゆえ、主機械1台の故障では欠航にはつながらないため、躊躇なく何らかの不具合が生じるまで主機械を稼働させ続けることも可能であった。また、運航しながらのピストン抜き作業等の重作業は、出入港や荒天などで中断されることも多く作業効率が悪く、一挙に整備する方が得策であった。
このため、津軽丸型各船では、就航当初より予防保守方式からの脱却を目指し、主機械の開放周期延長が慎重に進められた。津軽丸（2代）では就航当初はA重油使用前提のメーカー推奨時間に従い1,500時間（3ヵ月）周期で2回開放したが全く問題なく、次は3,000時間（6ヵ月）に延ばし、さらに1966年（昭和41年）度から主機械8台のうち2台で6,000時間（約1年）の無開放試験を行い、全8台での無開放運転実施可能との結論を得た。これに基づき、1968年（昭和43年）5月26日から1969年（昭和44年）4月4日までの314日間、主機械運転時間5,011時間、の無開放ロングラン試験が行われた。途中台風や、配船計画、陸上都合による欠航または休航はあったものの、船の都合による欠航はなく、期間中同時に2台の主機械が運転不能となることもなかった。これにより、以後津軽丸型では中間入渠を廃し、1年に1回の入渠となった。その後、主機械の小改造を経て、1973年（昭和48年）からは主機械2年間無開放運転を開始し、年1回の入渠時には、全8台のうち4台の主機械のみ開放整備することとなった。

#### 主軸駆動発電機
第1主機室の右舷流体減速装置から、右舷主軸を遊星増速歯車で毎分1,200回転に増速のうえ、ひとつ前方の発電機室まで伸ばし、バウスラスター駆動電動機の電源でもある主軸駆動発電機（900kVA）を常時直結で駆動した。このため主軸駆動発電機は右舷主軸が正常に回転している運航中であれば、常に三相交流60Hz　445Vの電圧を発生しており（バウスラスター運転時以外は無負荷で、発電機外へ送り出される電流はゼロアンペアであったが、自励式同期発電機であり445Vの電圧を維持するため、わずかな界磁励磁電流の発電が行われていた）、主発電機（700kVA）故障時には、瞬時に自動的に主要推進補機への給電を肩代わりできるバックアップ電源でもあった。

#### 海洋生物付着防止装置
津軽丸型では機関冷却のため毎時600トンもの海水を取水しており、この海水管内にムラサキイガイ等が付着成長し、これを閉塞して運休に至ることが年数回も発生していた。1965年（昭和40年）10月当時、檜山丸型では、28日間運航後には2日間の機関整備休航がとられており、海水管取り外し清掃でこれに対応できたが、当時半年間連続運航の津軽丸型ではこれもできず、深刻な問題となっていた。その頃三菱重工が「海洋生物付着防止装置」（M.G.プリベンタ　Marine Growth Prevention System）を開発したため、1967年（昭和42年）2月と4月に羊蹄丸（2代）と大雪丸（2代）に設置したところ、良好な成績が得られた。このため、1968年（昭和43年）には残り5隻にも順次これが設置された。この装置では、発電機室右舷中段に設置された電解槽に海水を引き込んで電気分解し、陽極に塩素Cl2、陰極に水酸化ナトリウムNaOHと水素H2を発生させ、その塩素と水酸化ナトリウムはさらに電解槽内で反応して次亜塩素酸ナトリウムNaClOとなるが、これは海水中では次亜塩素酸イオンClO−で存在し、これが海洋生物付着成長を阻害した。これを適切な濃度で海水管系の取水口へ流すことで海洋生物付着が抑制され、放水口では次亜塩素酸イオンはほとんど消費されてしまい環境への影響もなかった。これがなければ1年間のロングラン運航はできなかった。

### 可変ピッチプロペラ
川崎重工は1956年（昭和31年）よりスイスのエッシャーウイス（Escher Wyss）社から技術導入し、漁船や曳船用の可変ピッチプロペラを製造していた。国鉄では、1961年（昭和36年）6月建造の大島連絡船 大島丸（後の安芸丸）（257.99総トン）に、国鉄初の可変ピッチプロペラとなる350馬力の川崎エッシャーウイス式3翼可変ピッチプロペラを装備し、同時期建造の宇高連絡船 讃岐丸（初代）のフォイト・シュナイダープロペラと比較したが、高速航行時間の方が出入港時間よりも長い青函、宇高の両航路では、可変ピッチプロペラの方が適していると結論づけた。
三菱日本重工横浜造船所では1952年（昭和27年）以来、漁船や曳船、敷設艦用の小型の可変ピッチプロペラを独自開発で製造していたが、1962年 （昭和37年）にはスウェーデンのカメワ（KAMEWA）社から大型可変ピッチプロペラの製造技術を導入していた。
津軽丸型では、松前丸（2代）を除く6隻に直径3.25m　4翼の三菱横浜 KAMEWA　102S/4型可変ピッチプロペラが、松前丸（2代）には直径3.3m　4翼の川崎  Escher Wyss　B-1000/SV-370型可変ピッチプロペラが各船2基ずつ装備され、いずれも当時日本最大の可変ピッチプロペラであった。
可変ピッチプロペラの利点は、全速前進から急ブレーキをかける場合、固定ピッチプロペラでは、全速後進発令後主機械を一旦停止し、逆回転で再起動しなければならず、その間の無駄な空走を許してしまうが、可変ピッチプロペラでは、主機械はそのまま運転継続で、プロペラの翼角を逆向きにするだけのため、発令直後からブレーキがかかり、ブレーキ距離を大幅に短縮できた。津軽丸（2代）での試運転からの試算では、可変ピッチプロペラでは19ノットから475mで停止できたが、固定ピッチプロペラでは1,129mも要したとのことであった。このような可変ピッチプロペラの圧倒的な操縦性の良さは、相当長い高速航行区間と頻繁な出入港を併せ持つ青函連絡船には最適であった。
可変ピッチプロペラ採用により、主軸回転数は毎分217.5回転で、回転方向は互いに外転のまま、あとは操舵室のプロペラ翼角操縦レバーからの翼角制御だけで、船の前後進から速力の調節まで行われた。これは、主機械は一定方向、一定回転数さえ維持していればよいことを意味し、天井高さの低い機関室での出力増強の目的で、マルチプルエンジン方式が採用されたが、多数の ディーゼルエンジンの発停、逆転を、同時に行うことが容易ではないことを考えると、もし可変ピッチプロペラがなければ、建造コストの高いディーゼル・エレクトリック方式を選択せざるを得なかったことにもなる。

#### 主機械用自動負荷分担装置
操舵室からのプロペラ翼角制御による翼角の変化は、プロペラの負荷変動による主軸（プロペラ軸）ならびに各主機械の回転数変動をもたらし、この変動を素早くガバナーが検出し、各主機械の燃料噴射量を調節して、回転数が一定に保たれるよう自動制御された。
このガバナーによる主機械の制御は、フォイトシュナイダープロペラ採用により、主機械の定速回転制御を行っていた宇高連絡船 讃岐丸（初代） で既に使われていたが、津軽丸型ではマルチプルエンジンのため、ガバナーは主軸のほか、各主機械にも装備され、多数の主機械が均等に負荷分担しながら、主軸の負荷変動にも共同で対応できるよう、これらは自動負荷分担装置で統括された。
津軽丸（2代）の自動負荷分担装置は、主軸のマスターガバナーの設定回転数（流体減速装置の減速比やすべりを織り込んだ数値）を各主機械の子ガバナーのそれより低く設定し、各主機械への燃料噴射量を制御する燃料管制軸はマスターガバナーと当該主機械の子ガバナーの両方からの指令を受けるが、そのうち燃料噴射量の少ない方の指令に従うシステムとした。これは、通常状態ではマスターガバナー指令が各子ガバナー指令を抑え込みながら各主機械の燃料噴射量を制御していることを示した。しかし急に流体継手の作動油が抜けて1台の主機械が空転状態となった場合、この主機械の回転数は急上昇し、これを検出した子ガバナーはこの主機械の燃料噴射量を絞る指令を出すが、この噴射量はマスターガバナー指令の噴射量よりはるかに少ないため、子ガバナー指令が効いてこの主機械は正常にアイドル運転となる。一方、残った主機械の子ガバナーと主軸のマスターガバナーはそれぞれ負荷増による回転数低下を検出し、やはりマスターガバナー指令が各子ガバナー指令を抑えつつ燃料噴射量を増加させ、主軸回転数を回復させる方向へ働く、という仕組みであった。
これを実現するための仕組みは以下の通りであった。各主機械の子ガバナーの出力軸はその主機械の燃料管制軸を動かすため、リンク機構を介して接続されていた。このリンク機構は、燃料管制軸を燃料噴射量減少方向へ動かす場合は何の制限もなかったが、燃料噴射量増加方向へ動かすときは、途中の押し棒に圧縮バネが仕込まれており、燃料管制軸が他の力で固定、あるいは燃料噴射量減少方向へ動かされた場合は、それらに抗しきれなかった。
一方、主軸のマスターガバナーの出力軸の動きは、これに接続するシンクロ制御変圧機（CT）と、マスターガバナーから距離の離れた各主機械の燃料管制軸制御装置内蔵のサーボモーターで動かされるシンクロ制御発信機（CX）とで構成されるシンクロ系サーボ機構を用いて電気的に伝達された。この主軸のマスターガバナー出力軸の動きを反映するサーボモーターの動きは、リンク機構を介して同じ燃料管制軸を動かすわけであるが、実はこのリンク機構は燃料管制軸に直結されてはおらず、リンク機構末端のテコが、燃料管制軸を燃料噴射量減少方向へ押すときのみ、燃料管制軸に設けられたフランジを押すことで動かすことができたが、逆の増加方向にはフランジは存在せず、テコは空振りするだけであった。主軸のマスターガバナーの設定回転数は各主機械の子ガバナーのそれより低く設定されているため、バネを介した子ガバナー指令の燃料管制軸の位置より、主軸のマスターガバナー指令の位置の方が当然燃料噴射量は少なく、マスターガバナー指令を受けた燃料管制軸制御装置からの出力テコは、燃料管制軸のフランジを、子ガバナー出力リンクのバネに抗して押し下げることができた。本方式は比較的単純で、実用上も何ら問題はなかったが、通常稼働中は主軸のマスターガバナーだけが働き、子ガバナーは主機械発停前後だけしか使われなかった。
この津軽丸方式が、主軸にマスターガバナーを設置しなかった八甲田丸と摩周丸（2代）を除く各船で採用された。
主軸にマスターガバナーのない八甲田丸では、稼働中の各主機械の燃料管制軸の偏位量はシンクロ発信機の交流励磁された回転子を動かし、固定子巻線より、偏位量に相当する電圧信号として取り出されたが、これは各主機械の負荷に相当した。これが分配トランスで2分され、一方は平均値演算回路を通して当該主機械の信号加算器に入ったが、これは片舷稼働主機械の平均負荷に相当した。もう一方は平均値演算回路を通らず逆相で同じ信号加算器に入ったが、これが、片舷主機械の平均負荷と各主機械の実際負荷との偏差電圧であった。また主軸の回転数に比例した電圧を主軸回転速度発信機で検出し、これと主軸回転速度設定器にセットされている基準回転数に相当する電圧との差をとり、これを速度偏差電圧としたが、これは主軸負荷を表していた。この速度偏差電圧も上記の各信号加算器にさらに加え、これらの電圧は各サーボ増幅器を経て、二相サーボモーターに送られ、各主機械の子ガバナーの設定値を調整する、という電気的なシステムで、各主機械の負荷不均衡にも配慮した方式であったが、負荷変動への追従性に問題があり、後年津軽丸方式に改造されている。
摩周丸（2代）では、主軸回転速度発信機である交流発電機の電圧と、主軸回転速度設定器による基準電圧との差で表される速度偏差電圧、これは主軸負荷を表すが、これをサーボ増幅器で増幅し、二相サーボモーターを回した。一方、各主機械の燃料管制軸偏位量はシンクロ制御発信機の回転子を回し、これが主機械用のシンクロ制御変圧機（CT）と電気的に接続されているとともに、上記二相サーボモーターは主機械用シンクロ制御変圧機（CT）の回転子も機械的に回した。ここに主軸負荷と各主機械負荷が合成されたが、この主機械用シンクロ制御変圧機（CT）の偏差電圧はそれぞれ増幅され、各主機械の子ガバナーを駆動する二相サーボモーターを駆動して各主機械の燃料噴射量を調節した。

#### 過負荷防止装置
操舵室からの可変ピッチプロペラに対する迅速なプロペラ翼角制御は、船の操縦性を著しく向上させるが、その反面、急激な翼角変動はプロペラ、軸系、主機械等に過負荷をかける可能性もあった。例えば船速ゼロの状態から、操舵室のプロペラ翼角操縦レバーをいきなり16度以上にまで進めると、過負荷となる。このような場合でも自動的に稼働主機械の適正負荷範囲内で可及的速やかに翼角を進め、最終的に指令翼角まで進めるのが過負荷防止装置であった。
津軽丸型では、操舵室の翼角操縦レバーからの指令は、操縦レバーに接続されたシンクロ制御変圧機（CT）と、第3補機室のシンクロ制御発信機（CX）との間のシンクロ系サーボ機構により、シンクロ制御変圧機（CT）の偏差電圧を増幅して交流サーボモーターを駆動し、これでシンクロ制御発信機（CX）を回すとともに、可変ピッチプロペラ管制装置の制御レバーを機械的に動かして翼角を進める仕組みであった。津軽丸（2代）では、翼角を進めれば負荷も増大して主軸回転数は減少するが、これをマスターガバナーが検出して主軸負荷を推定し、負荷率が98%まで上がると第3補機室の交流サーボモーターを停止して翼角の進行を止め、100%になるとモーターを逆転させて翼角を戻す、という一種のON・OFF制御で過負荷防止を図った。しかし、このシステムでは翼角が無用に行ったり来たりし、不安定で実用に耐えられないばかりか、かえって危険と判断され、この装置は使えないようにされてしまった。
第2船の八甲田丸からは、操舵室の翼角操縦レバーのシンクロ制御変圧機（CT） と、第3補機室のシンクロ制御発信機（CX）の間に差動シンクロ制御変圧機（CDX）が挿入された。八甲田丸では主軸にマスターガバナーが装備されていなかったため、各主機械のガバナーの平均負荷による電圧と、予め設定した過負荷にならない上限の負荷電圧との偏差を増幅し、これで差動シンクロ制御変圧機（CDX）の回転子を回すサーボモーターを動かした。このシステムでは、翼角増大による負荷増で各主機械の回転数が下がると、自動負荷分担装置からの平均負荷を示す負荷信号電圧が上がり、設定負荷電圧より高くなってしまう。この電圧の偏差に応じてサーボモーターが差動シンクロ制御変圧機（CDX）の回転子を翼角を下げる方向へ回し、その結果、操舵室の翼角操縦レバー指令値より過負荷分だけ低い翼角までしか上がらない仕組みであった。この差動シンクロ制御変圧機（CDX）方式は、過負荷量と翼角減少量が比例するため動作が安定し、以後建造の津軽丸型では、基本的にこの方式が採用されたが、八甲田丸と摩周丸（2代）以外は主軸のマスターガバナーからの情報を使用し、大雪丸（2代）と羊蹄丸（2代）では、マスターガバナーが直接機械的に差動シンクロ制御変圧機（CDX）の回転子を動かす方式であった。過負荷防止装置も当時試行錯誤の段階で、津軽丸（2代）の失敗例も含め、このように各船で異なった方式が採用された。
操舵室から総括制御室への推進機器発停関連の指令は、操舵室のプロペラ制御盤にある押しボタン式のエンジンテレグラフが用いられた。STAND BY（主機械始動準備指令→主機械始動、入港前発停操作配置、警戒航行配置）、DRIVE PROPELLER（プロペラ回転指令→流体継手嵌）、RING UP（出港配置解除、警戒配置解除）、FINISH（プロペラ使用終了指令）の4項目で、うちDRIVE PROPELLERについては、この発令がない限り、総括制御室から流体継手に作動油を注入して、主機械を主軸につなぐ（「フルカン嵌」、逆は「フルカン脱」）操作はインターロックがかけられ、できなかった。また操舵室からも直接、主機械の発停や流体継手の作動油の出し入れ操作はできず（主軸“非常”停止用押しボタンはあった）、これらは専ら総括制御室から操作された。操舵室からは可変ピッチプロペラの翼角操作だけが行われたが、これによる翼角変化で負荷が変動し、自動負荷分担装置が各主機械の回転数を一定に保つよう働き、各主機械への燃料噴射量が自動調節された。これは操舵室から間接的に主機械を操縦していることを意味した。
総括制御室では、操舵室からの運航方針の伝達や表示される各主機械の負荷状況等から、主機械の稼働台数を検討し、円滑な運航ができるよう、主機械の発停とそれに伴う流体継手の嵌脱操作を手動の遠隔操作で行った。なおこれらの手動遠隔操作は、一連の手順を順次自動的に行うシーケンス制御により、簡単なスイッチ操作で行われた。
このような、機関部の自動化は、頻繁に出入港を繰り返す国鉄連絡船ならではの方式で、運航状況が正反対の、同時代の外航貨物船の自動化が、操舵室からの主機械発停を伴う主機械遠隔操縦から始まったのとは対照的であった。

### バウスラスター
従来の青函連絡船では、入港時、岸壁前で、ブレーキと右旋回のため右舷錨を投錨し、続いて、船首から岸壁まで係船索を綱取り艇に運ばせて、岸壁のビットにつなぎ、それを引き寄せて接岸していた。出航時には、この右舷錨を揚錨して船首を右に回頭するだけでは事足らず、船首のロープを補助汽船に牽引させていた。
津軽丸型では、これらの作業を解消し、より迅速に離着岸できるよう、既にヨーロッパの鉄道連絡船では装備されつつあったバウスラスターを装備した。これも三菱日本重工横浜造船所がカメワ社から技術導入して製造した三菱横浜 KAMEWA　SP800/6S型バウスラスターで、操舵室直下の船首喫水線下の船体に、両舷間をつなぐ内径2.2mのトンネルを設け、その中に直径2mの4翼可変ピッチプロペラをはめ込み、毎分264回転で定速回転させ、あとは翼角制御するだけで、左右いずれの方向へも任意の推力が得られる装置であった。その最大推力は当時の青函航路の補助汽船1隻分相当の9.3トンで、このような本格的なバウスラスターの装備は日本の船としては初めてであった。なお、1966年（昭和41年）建造の第7船、十和田丸（2代）では、バウスラスタートンネル内で、プロペラ軸を両側から3本ずつのステーで支持する6-STAY型から、片側3本のステーだけで支持する、3-STAY型のSP800/3S（毎分262回転）に変更された。
これを駆動するのは、バウスラスタートンネル直上のバウスラスター室に設置された625kW（850馬力）の三相交流巻線形誘導電動機で、これを運転するには900kVAの発電機を必要とした。バウスラスターの使用は通常出入港時だけであったが、この時は係船機械の電力需要とも重なり、出力700kVAの主発電機3台のうち2台を稼働させるが、1台は循環整備にあてるため、常時使用できるのは2台までで、バウスラスター駆動にまで電力を供給する余裕はなかった。もし、これを主発電機2台並列で賄うなら、主発電機出力は1台1,150kVAにもなり、バウスラスターを運転していない多くの時間帯で非効率な低負荷運転を強いられ、得策ではなかった。一方、バウスラスターの使用は低速の出入港時に限られ、その時も主軸は毎分217.5回転で定速回転しており、主機械出力には余裕があるはず、ということで、右舷流体減速装置から主軸を毎分1,200回転に増速のうえ、前方の発電機室まで伸ばし、900kVAという大容量の主軸駆動発電機を常時直結で駆動し、バウスラスター電源に充てた。
バウスラスター使用時は予め、操舵室プロペラ制御盤上のロータリスイッチを「停止」から「油圧ポンプ運転」に回し、バウスラスター制御油圧ポンプ駆動用電動機を起動させ、さらに同スイッチを「バウスラスター運転」まで回すとバウスラスター駆動電動機が起動するが、この時、バウスラスター制御油圧が規定値以上で、バウスラスター翼角が中立でなければ起動できないようインターロックされていた。バウスラスター駆動電動機は625kWと大出力の三相交流巻線形誘導電動機で、起動時には回転子巻線に誘導される2次電流をスリップリングを介して電動機外へ導き、そこに抵抗を入れ、これを順次電動カム制御器で短絡して行く方法がとられた。また、操舵室のプロペラ制御盤には、就航後の後付けではあったが、バウスラスター駆動電動機電流計と、起動抵抗がすべて短絡され、電動機が完全運転状態になったことを示す表示灯が装備された。
バウスラスター駆動電動機が完全運転状態になれば、必要に応じてバウスラスターの翼角を、プロペラ制御盤のバウスラスター翼角操縦レバー、または操舵室左舷の補助スタンドのバウスラスター翼角操縦レバーのいずれかを、左右に倒すことで翼角操縦ができ、船首に横推力を発生させて、舵の効かない低速時でも容易に回頭できた。就航当初こそ綱取り艇も使用されたが、やがて、補助汽船の助けを借りるのは、入港着岸時の右舷船尾押しだけとなり、入港時の右舷投錨の頻度も少なくなった。
なお、バウスラスター使用時は、その電源となる主軸駆動発電機を駆動する右舷主軸に負荷がかかり、右舷の自動負荷分担装置が働いて、自動的に稼働中の右舷主機械への燃料噴射量が増やされるが、バウスラスター出力の850馬力は、主機械0.5台分を超えるため、右舷稼働機が2台では負荷的に苦しいこともあった。津軽丸（2代）が就航して程なく、バウスラスターを使用する港内での操船時、とりわけ入港時の、減速しながらの右回頭時には、右舷の可変ピッチプロペラに後進をかけるため、右舷負荷の方が左舷負荷よりも大きいことが明確になったが、続々と建造された津軽丸型では、結局最終の十和田丸（2代）まで、主軸駆動発電機は負荷の大きい右舷のままで変更されることはなかった。

### 2枚舵
青函連絡船では、洞爺丸事件後建造の檜山丸型以来、2基のプロペラの直後にそれぞれ舵を置く2枚舵を採用することで、それまでの2軸1枚舵船で見られた強い横風を受けた時、風下に回頭できなくなる、“風に切れ上がる”という現象は解消できた。津軽丸型では、2枚舵を踏襲したうえ、船体長と喫水の増加に応じ、舵面積を檜山丸型や十和田丸（初代）の7.984 m2×2から約25%増しの、9.952 m2×2に拡大し、さらに低速時に限り、舵角を10度多い45度までとれるようにした。
この舵を動かす電動油圧式操舵機は、青函連絡船では、7.5kWかご形三相交流誘導電動機駆動油圧ポンプ1台の洞爺丸型から始まり、 青函連絡船より小型の宇高連絡船で、1953年（昭和28年）建造の車両渡船 第三宇高丸（1,282.15総トン）からは信頼性向上のため、2.2kWかご形三相交流誘導電動機駆動油圧ポンプを2台並列とし、さらに檜山丸型からは、2台のうち1台の油圧モーターだけでも、65度を30秒以内という規定の転舵速度が得られるよう、7.5kWかご形三相交流誘導電動機駆動油圧ポンプ2台並列とした。津軽丸型では、これを2.5倍の19kWかご形三相交流誘導電動機駆動油圧ポンプ2台並列としたため、舵面積増加にもかかわらず、舵角0度から35度まで転舵所要時間は9秒と、檜山丸型の15.5秒の半分近くまで短縮し、迅速にその旋回性能を発揮できるようにした。
津軽丸型の操舵機で使用された油圧ポンプは、回転方向、回転数一定のまま、吐出量も吐出方向も無段階に調節できるアキシャルプランジャ式可変吐出量型油圧ポンプで、2台のポンプは並列に左右の油圧シリンダーにつながり、ポンプが1台から2台になっただけで、その基本構造は洞爺丸型以来、変化はなかった。操舵室のジャイロパイロットからの舵角指令は、電圧信号として操舵機室のジャイロパイロットパワーユニットに達し、ここで機械力に変換され、この2台の油圧ポンプの傾転角を、±8度の範囲内で一括制御した。このため、2台のポンプは舵角指令に応じて、作動油を同じように右または左の油圧シリンダーに送り込んだり吸い出したりした。左右二つの油圧シリンダーは、船体中心線を中心に、左右対称、進行方向横向き水平対向に設置され、ともに油室を外側に向けた単動式で、両シリンダーのピストン軸は、船体中心線上をまたいでつながる一体物であった。このピストン軸が両シリンダーへの作動油の出し入れによって左右動し、この動きがピストン軸中央を起点とするクランク機構を介して、両側の舵軸を回転させた。このように、国鉄連絡船の2枚舵は、互いに機械的に結合されており、また操舵機も1台だけで、左右別々に動かすことはできなかった。操舵機は重要機器のため、主発電機停電時には、瞬時かつ自動的に、右舷主軸回転中は必ず発電している主軸駆動発電機からの電源に切り替わって運転継続できた。このため、1955年（昭和30年）建造の檜山丸型以降の新造船、修復船などの電動油圧式操舵機に付設された蓄電池を電源とする非常用直流電動機は不要となった。
また、左右の主軸間隔よりも左右の舵の間隔を狭くしたことで、入渠時、舵の有無にかかわらず推進軸抜去が可能となった。

## 操舵室

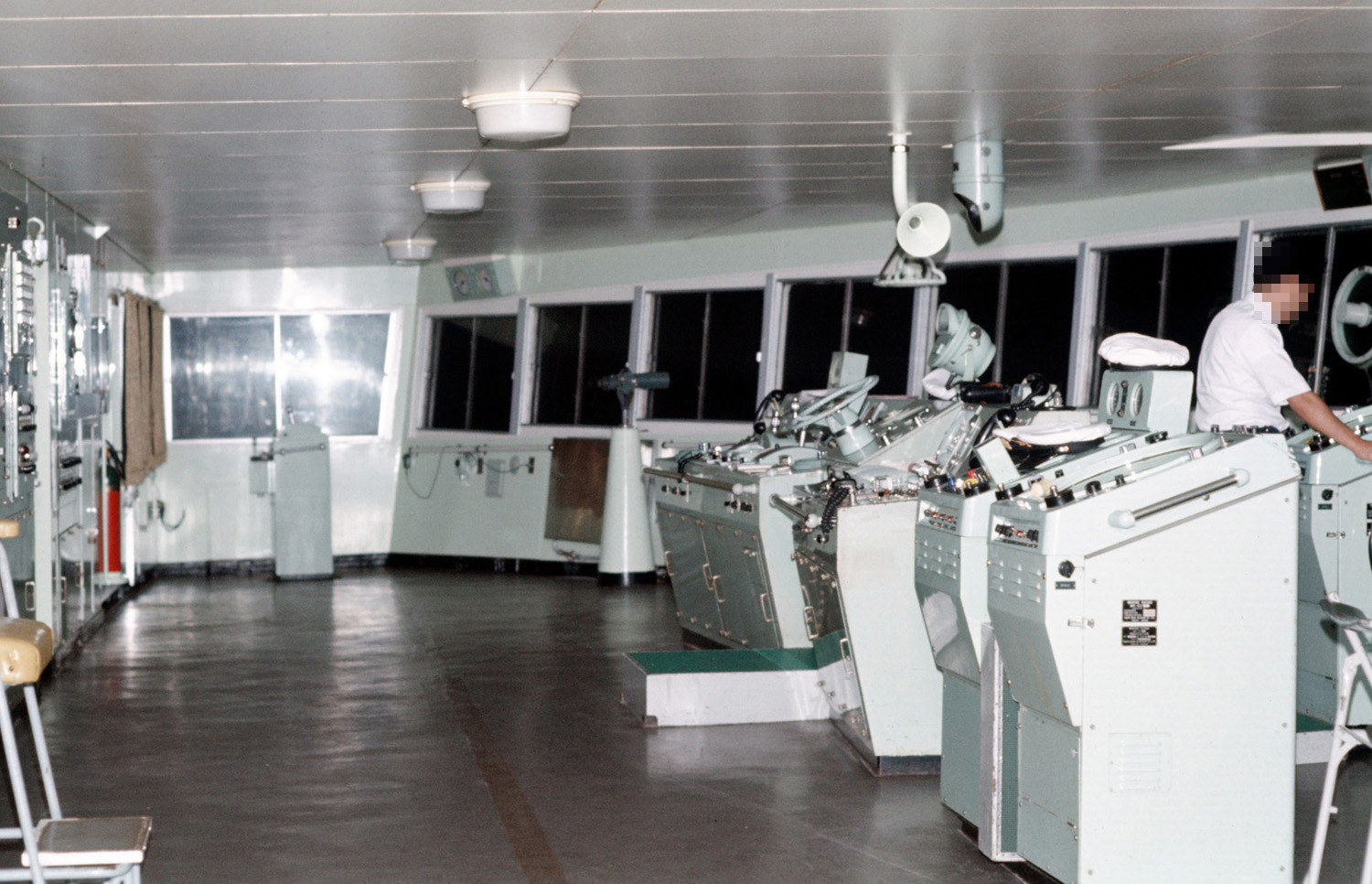
津軽丸操舵室　手前から第2レーダー指示器、この時期既に使用されていなかった船位自動測定装置（SPレーダー）、通信制御盤、操舵スタンド、プロペラ制御盤、前方の航海士がのぞいているのが第1レーダー指示器、左舷端がプロペラ補助操縦スタンドで、この時期まだこの補助スタンド上の推進用可変ピッチプロペラ（CPP）操縦補助レバーは残されていたが、CPP主レバーとの機械的連結は既に解消されており、補助レバーによるCPP翼角操縦はできなかった。このため高速航行中にもかかわらず、手前のプロペラ制御盤上のCPP主レバーは前傾しているのに対し補助レバーは中立位置であった。また手前のプロペラ制御盤も既に新造時の形ではなく、丸型CPP翼角計と、小型で微動調整可能なCPP主レバー装備の改造型になっていた。バウスラスター（BT）翼角操縦レバーは主・補助とも新造時の形で、これが終航まで維持された。補助スタンド前面窓上には、新造時には無かった両舷CPPの実際翼角計も装備されていた。舵輪ハンドルのちょうど向うに見える、やや前傾した箱型の計器が「国鉄型船舶主軸推力計」の指示器で、これも使用されていなかった。津軽丸のみ操舵室床部分にシヤーが付き、操舵室の床が前上がりで、さらにその床には各船共通の20cmのキャンバーが付き、前壁は7度前傾し、そこへ連続する前面窓の各窓の中心を床面から同一高さにそろえたうえ、全て中央の窓と平行に配置したため、写真のように側方へ行くほど窓が段違いに下がる形になってしまった。1973年7月27日撮影

操舵室の平面形状は十和田丸（初代）に準じたが、前面を7度前傾させるなどの改良もなされた。

### 操舵スタンド
船体中心線上には、大型自動車のハンドルを舵輪として装着したジャイロパイロット内蔵の操舵スタンドがあり、このハンドルによる手動操舵のほか、船首の向かう方向を決め、自動操舵にすれば、ジャイロコンパスと連動して、横方向からの外力が働いても、常に船首を指定方向に向け続けることができた。このようなジャイロコンパス連動の自動操舵装置は、1920年（大正9年）には既に実用化されており、日本でも1923年（大正12年）建造の日本郵船欧州航路の貨客船白山丸（10,380総トン）を第1船とし、その後建造された多くの外航貨客船に装備され、決して目新しいものではなかった。この操舵スタンドのジャイロパイロットもスペリー式の既製品であったが、国鉄では津軽丸（2代）への装備が初めてであった。舵角指令はジャイロパイロットが可変抵抗であるポテンショメーターを回し、その電圧信号が船尾車両甲板下の操舵機室のジャイロパイロットパワーユニットに伝達され、パワーユニットの油圧シリンダーを動かして操舵機のアキシャルプランジャ式可変吐出量型油圧ポンプの傾転角を制御し、2枚の舵を動かす左右の油圧シリンダーへの作動油の出し入れで操舵する仕組みであった。操舵システムの冗長性維持のため、このジャイロパイロットは常用2系統、非常用2系統を備え、操舵スタンド舵輪右側には第1 系統・OFF・第2系統を選択する装置切換スイッチと、ジャイロパイロット・手動操舵・ノンホローアップを選択する操舵切換スイッチがあり、左側には汽笛押しボタン、ノンホローアップコントローラー（コントロールレバーを倒した方向へ舵角が進み続け、目的の舵角でスイッチを中立に戻すと進みが止まる）を備えていた。

### プロペラ制御盤
操舵スタンドの左側には、プロペラ制御盤が連結しており、その中央部の領域に両舷の推進用可変ピッチプロペラ（Controllable Pitch Propeller　CPP）の翼角を、前後に動かして遠隔操縦する2本の推進用プロペラ翼角操縦レバーと、その間の向う側に バウスラスター（Bow Thruster　BT）の可変ピッチプロペラの翼角を、左右に動かして遠隔操縦するバウスラスター翼角操縦レバーがあり、いずれもレバー先端のボタンを拇指で押してロックを解除しながら操作する作りであった。それぞれのレバーの根元には、レバーの行程に沿った横から見ればカマボコ型、上から見れば直線型のゲージが設置され、レバー直結の指令翼角指針と、やや遅れて追従する実際翼角指針が、同一ゲージ両側から相対し、翼角の状況を直観的に読み取れる優れたものであった。
このプロペラ制御盤の推進用プロペラ（CPP）翼角操縦レバーにはシンクロ制御変圧機（CT）が接続されており、これが第3補機室のシンクロ制御発信機（CX）とその回転子を回す交流サーボモーターと配線でつながるシンクロ系サーボ機構を形成していた。推進用プロペラ翼角操縦レバーの角度を進めると、シンクロ制御変圧機（CT）の回転子が回り、第3補機室のシンクロ制御発信機（CX）の回転子とのずれが生じ、シンクロ制御変圧機（CT）の回転子に偏差電圧が生じ、これを増幅して交流サーボモーターを駆動し、この回転運動がボールスクリューで往復運動に変換され、可変ピッチプロペラ翼角管制装置のパイロットバルブの制御レバーを機械的に動かし、可変ピッチプロペラの変節油回路を制御して翼角操縦が行われた。サーボモーターは同時にシンクロ制御発信機（CX）の回転子も回し、これによりシンクロ制御変圧機（CT）の回転子とのずれが解消され、偏差電圧が0Vとなってサーボモーターは停止し、翼角の進みも停止した。推進用可変ピッチプロペラ翼角遠隔操縦回路も常用2系統と、直接サーボモーターをON OFF制御するノンホローアップ式（スイッチを倒した方向へ翼角が進み続け、目的の翼角でスイッチを中立に戻すと進みが停止する）の非常用2系統を備えていた。このため、各翼角操縦レバーには常用第1装置用と常用第2装置用の2台のシンクロ制御変圧機（CT）が接続されており、第3補機室のシンクロ制御発信機（CX）も片舷2台装備され、電気回路も2系統となっていたが、最後の交流サーボモーターは実は片舷1台しかなく、これが故障すると常用2系統、非常用2系統全て機能喪失するという欠陥をかかえていた。このため第7船の十和田丸（2代）では、電気信号は各系統に1台ずつ設置したサーボバルブで油圧に変換され、この油圧で各系統1台ずつの油圧シリンダーを動かして可変ピッチプロペラ翼角管制装置の制御レバーを動かす方式に変更された。
バウスラスター（BT） 翼角操縦レバーからの翼角指令も、同レバー接続のシンクロ制御変圧機（CT）とバウスラスター室のバウスラスター変節機構部の翼角検出装置付属のシンクロ制御発信機（CX）間の偏差電圧を増幅した電気でバウスラスター室の電磁弁を作動させ、直接バウスラスター翼角変節油回路を制御して翼角操縦する仕組みで、こちらは常用1系統、ノンホローアップ式の非常用1系統であった。
これら、非常用ノンホローアップ式翼角操縦スイッチや、常用・非常用の切換スイッチ群は、左右を両側の推進用プロペラ翼角操縦レバー根元のカマボコ型行程にはさまれ、前方をバウスラスター翼角操縦レバー根元のカマボコ型行程に囲まれた四角い領域に配置されていた。左右の推進用プロペラ翼角操縦レバーのちょうどその奥の斜面部分には、左右の主軸回転数計が、その下にはデジタル表示の各舷の主機稼働台数表示器や主軸非常停止用押しボタンが、それらの間には時計が配置されていた。なおバウスラスター駆動電動機電流計は、津軽丸（2代）、八甲田丸、松前丸（2代）では新造時には装備されておらず、就航後に右舷主軸回転数計の右側（八甲田丸では左舷主軸回転数計の左側）に後付けで装備された。
さらに操舵室左舷端には、離着岸時、船長が岸壁を目視しながら、直接バウスラスターと両舷推進用プロペラの翼角操縦ができるよう、これらの補助操縦レバーを装備した補助操縦スタンドが設置されていた。プロペラ制御盤の主操縦レバーと、左舷の補助操縦レバーはそれぞれ機械的に連結されており、いずれかを操作すると、他方も同じように動いたが、このように機械的に連結したことが、操縦レバーの動きを非常に重くて使いづらいものにしてしまった。高速域では、わずかな翼角の違いで速度が大きく変化してしまうため、津軽丸（2代）では就航早々、推進用プロペラ翼角操縦レバーが重すぎて、翼角を細かく調整できないと不評をきたしてしまった。
このため、第4船大雪丸（2代）からは改良型のプロペラ制御盤となったが、盤上には四角い箱が載り、従来よりは不格好な形となった。その箱の左右両側面から突出した水平軸に、それぞれ直角に取り付けられた左右2本の推進用プロペラ翼角操縦レバーを前後に倒すことで、その水平軸を回転させて翼角操縦を行なった。左右の各推進用プロペラ翼角操縦レバーの付け根、水平軸の端には推進用プロペラ翼角微動調整用グリップが取り付けられた。箱手前の面には同様の形で左右に倒すバウスラスター翼角操縦レバーが装備され、箱の上面には三つの丸型の翼角計が並び、両側が両舷の推進用プロペラ翼角計、中央がバウスラスター翼角計で、いずれも外周が指令翼角、内周が実際翼角であった。しかしこの微動調整グリップも、動かすのにかなりの力が必要で、依然不評であった。また新造時よりバウスラスター駆動電動機電流計を、プロペラ制御盤の奥の斜面部分の左右の主軸回転数計の間に装備し、時計は右舷主軸回転数計の右側へ移した。なおこの四角い箱のため、主機稼働台数表示器が奥の斜面部分の低い位置では見えづらいため、両舷主軸回転数計の内側の高い位置へ移した。しかしこの箱のおかげで、プロペラ制御盤上での推進用プロペラ翼角操縦レバーの前後行程がなくなり、盤面手前に余裕ができ、非常用翼角操縦スイッチや、常用・非常用の切換スイッチ等は、盤面手前側に横1列に並べて配置され、以後この配置が標準となった。
第7船十和田丸（2代）では、バウスラスター翼角操縦レバー、推進用プロペラ翼角操縦レバーとも、レバー操作を重くしていた元凶の、主操縦レバーと補助操縦レバーの機械的連結を全て解消し、従来は主操縦レバーにしか接続されていなかったシンクロ制御変圧機（CT）を補助操縦レバーにも増設接続し、ようやく軽く扱いやすい翼角操縦レバーとなった。ただしシンクロ系サーボ機構の対となる第3補機室のシンクロ制御発信機（CX）は従来通り片舷2台であった。そして、主操縦レバー、補助操縦レバーを問わず、後から操作した操縦レバーの指令が優先されるシステムとしたため、機械的連結の従来型と大差ない取り扱いができた。プロペラ制御盤上の不格好な箱はなくなり、津軽丸（2代）のものに似た形に戻ったが、軽くなった分レバーも短くなり、前後の行程も短縮された。レバーの先端に拇指をかけ、グリップ部分を引き上げるとロックが解除され、このグリップ部分を回すと微動調整できる形となった。2本の推進用プロペラ翼角操縦レバーの間の手前側には丸型の推進用プロペラ翼角計が設けられ、大雪丸（2代）同様、外周が指令翼角、内周が実際翼角を示したが、これとは別に、推進用プロペラ翼角操縦レバー根元のカマボコ型前後行程上面の内側に直線型の目盛板が貼られ、この目盛りを操縦レバーから直接突出した指針が示すことで直観的に指令翼角を確認することもできた。バウスラスター翼角操縦レバーはこの2つの推進用プロペラ翼角計の間の丸いメーターの中央に設置され、手のひらで押すとロックが解除されるレバー付きのグリップハンドルに変わった。このグリップハンドルを回すと、メーター内でこのハンドルとつながる外周指針が指令翼角を示した。このグリップハンドルの向こう側には丸いバウスラスター翼角計が別に設置され、実際翼角だけが表示された。さらにバウスラスター翼角計の両側には、推進用プロペラ翼角操縦装置が故障したとき、可変ピッチプロペラ管制装置のある第3補機室へ翼角指令を送るプロペラテレグラフが設置されたが、これはバウスラスター翼角操縦グリップハンドルとほぼ同じ体裁で設置された。なおプロペラ制御盤上のバウスラスター翼角操縦レバーはグリップハンドルになったが、補助スタンド側は操縦レバーのままで、この形が以後のプロペラ制御盤の標準型となった。
不評だった津軽丸タイプ（津軽丸（2代）・八甲田丸・松前丸（2代）の3隻）では、1969年（昭和44年）頃から、プロペラ制御盤の推進用プロペラ翼角操縦レバーの動きを軽くするため、補助スタンドの補助推進用プロペラ翼角操縦レバーとの間の機械的連結を解消して、補助推進用プロペラ翼角操縦レバーを無効化したり、補助スタンドから補助推進用プロペラ翼角操縦レバーを撤去したりし、最終的には3隻とも補助スタンドにはバウスラスター翼角操縦レバーだけが残された形となった。またプロペラ制御盤も、視覚的には優れるが、指針が長大で重く、これを精密に駆動するためのサーボモーターを要するなど、制御盤内部で場所をとる直線ゲージ式の実際翼角計は撤去され、外周が指令翼角、内周が実際翼角の丸型の翼角計に変更された。推進用プロペラ翼角操縦レバーも先端グリップを持ちあげるとロックが解除され、その部分を回すと微動調整できる十和田丸（2代）タイプの小型のレバーに交換され、その分レバー根元のカマボコ型の前後行程も短縮され、この部分には十和田丸（2代）同様、指令翼角が直観的にわかる直線型の目盛板が貼り付けられた。カマボコ型前後行程短縮により、盤面手前が空き、非常用翼角操縦スイッチや、常用・非常用の切換スイッチ等は、盤面手前側に横1列に並べて配置された。しかしバウスラスター翼角操縦レバーと、これに付随した直線ゲージ式の実際翼角計は終航まで使われた。これらの写真は八甲田丸参照のこと。
1978年（昭和53年）には、大雪丸タイプ（大雪丸（2代）・摩周丸（2代）・羊蹄丸（2代）の3隻）でも、補助スタンドから推進用プロペラ翼角操縦レバーが撤去され、バウスラスター翼角操縦レバーだけが残された。プロペラ制御盤も四角い箱は撤去され全面的に十和田丸（2代）に準じた形に改修された。このため推進用プロペラ翼角操縦レバーが十和田丸（2代）タイプの小型のレバーに交換されただけでなく、バウスラスター翼角操縦レバーもグリップハンドルに変更され、プロペラテレグラフのグリップハンドルも追加設置された。従来、十和田丸（2代）以外の津軽丸型6隻では、推進用プロペラ翼角操縦装置の故障時に使うプロペラテレグラフは、通常使う推進用プロペラ翼角操縦レバーと兼用で、非常時にはプロペラ制御盤前面の選択切換えスイッチで切換えて使用された。しかし通常の運航中でも、第3補機室のプロペラテレグラフ受信機には、テレグラフ使用時に作動するベルや赤ランプこそ作動しなかったが、指令翼角が常時表示されていた。しかしプロペラテレグラフのハンドルがプロペラ翼角操縦レバーと兼用では、この操縦レバー自体に機械的故障が起きたとき、翼角指令が出せなくなるため、大雪丸（2代）以降の各船では十和田丸（2代）と同じ独立型のプロペラテレグラフに改造された。
なお、十和田丸（2代）以外の6隻の補助スタンドには、推進用プロペラの実際翼角計もバウスラスターの実際翼角計も装備されておらず、これら改造と並行して、操舵室左舷前面窓上には、両舷の推進用可変ピッチプロペラの実際翼角計が設置された。
また、これら6隻の、バウスラスター翼角操縦用の主操縦レバーあるいは主操縦ハンドルと、補助操縦レバーとの間の機械的連結はその後も維持されたままであったが、関係者の努力もあり、その操作性は実用に耐えるレベルに維持された。
プロペラ制御盤の各プロペラ翼角操縦レバーの占める領域の右側、操舵スタンドに隣接する部分に、ジャイロパイロット故障時に使用する大きな円形ガラス窓のステヤリングテレグラフがあった。中心にあるグリップハンドルでハンドルを回してハンドル直結の指針が指示する舵角指令を発信し、これを船尾車両甲板下の操舵機室の受信機で受け、返答は外周の指針で示された。上記のプロペラテレグラフとステヤリングテレグラフは非常用で、これらを使用するときは、通常は無人の第3補機室や操舵機室に機側操縦要員を配置しなければならなかった。
各プロペラ翼角操縦レバーの占める領域の左側には、既述の通常使用の押しボタン式のエンジンテレグラフがあり、STAND BY（主機械始動準備指令→主機械始動、入港前発停操作配置、警戒航行配置）、DRIVE PROPELLER（プロペラ回転指令→流体継手嵌）、RING UP（出港配置解除、警戒配置解除）、FINISH（プロペラ使用終了指令）の4項目で、受信機は総括制御室にあった。
さらに左側、プロペラ制御盤の左端には、ステヤリングテレグラフと同形ながら、通常使用のドッキングテレグラフがあり、船尾係船作業場への指令を出していた。これの受信機は、新造時は船尾船楼甲板左舷の係船機械操縦スタンド台に設置されていたが、1972年（昭和47年）の乗用車積載スペースの船尾係船作業場頭上への拡張工事に際し左舷入渠甲板上に移設された。

#### 国鉄型船舶主軸推力計
津軽丸（2代）では、プロペラ制御盤の頂部左端に四角い箱形の「国鉄型船舶主軸推力計」の指示器が外付け状態で設置されていた。これは、第2主機室後壁近くの左舷主軸に挿入された弾性軸のひずみを、抵抗線ひずみ計で検出し、左舷推進用可変ピッチプロペラの前後進時の推力を、リアルタイムでトン表示するものであった。これは当時日本最大の可変ピッチプロペラの試運転時の各種データ―収集のほか、失速状態とならず有効に推力を発生できる操縦方法の研究にも供されたが、あくまでも試作機で、左舷のみのため、各種解析には限界があった。それでも可変ピッチプロペラメーカー発表の、速力ゼロ時の推定最大推力53トンに対し、後進全速（翼角－22度）から前進全速（翼角＋26.4度）にした時、激しい失速の後、最大推力48トンを記録する等、貴重なデータ―を残した。しかし、この推力計は津軽丸（2代）以外に装備されることはなく、上の1973年（昭和48年）7月撮影の操舵室内写真に写ってはいるが、当時使用されておらず、終航後の写真ではその指示器も撤去されていた。

### 船位自動測定装置（SPレーダー　Ship’s Position System）
青函連絡船では、航路がほぼ南北方向のため、航路途中の7ヵ所の沿岸の通過目標を東西に見る地点を通過地点とし、その通過時刻を見ながら速度調整をし、また通過目標との距離をレーダーで測ることで、予定航路からの左右のずれも知ることができた。
これを自動化するため、沿岸の更木岬、大魚島（おおよしま）、平館灯台、蓬田に反射板を設けて電波定点とした。出港する船では、まず第1レーダーから最初の電波定点の方位と距離の情報が与えられ、前部マスト頂部の円筒形のラドーム内のSPレーダー空中線から、その電波定点の反射板に向けて電波が出され、その反射波を受けると、SPレーダーは、以後その電波定点を捕捉し続け、その方位と距離を連続的に測定し、予め入力してあった予定時刻、予定航路からのズレを、操舵室右側の第2レーダー指示器の左側（八甲田丸のみ右側）に並んで設置された制御表示器の上面中央部の正方形の表示盤に表示した。表示盤には田の字に十字線が描かれており、さらに、時間的早遅れを表示する横指針と、左右のズレを表示する縦指針があり、この交差する2本の指針を動かして、現在位置を2本の指針の交点で表示し、時刻、左右のズレ、いずれもなければ、この2本の指針による十字と田の字の十字はぴったり合致するが、ズレがあれば、早い遅いは上下のズレとして分単位で、左右のズレは海里単位で表される、視覚的にも分かりやすい表示ではあった。また、他船を電波追尾すれば、衝突予防レーダーとしても使用できた。
しかし電波定点の捕捉に難があり、またこれだけの性能では、従来のレーダーで事足りたこともあり、結局十分使われず、1978年（昭和53年）の、同時に20隻まで監視可能なレーダー情報処理装置（CAS）設置時に撤去されてしまった。この装置の最終目標は、ジャイロパイロットやプロペラ翼角操縦装置までつないでの自動操縦であった。

## 安全対策

### 船尾水密扉
津軽丸型のように車両甲板船尾に車両積卸し用の開口があり、車両甲板全幅が車両格納所となっている客載車両渡船では、船の水線長よりわずかに長い波長の大波を、船首方向から受け続けて、大きくピッチングしている状態では、大波によって船首が持ち上げられた時、船尾はその前に通り過ぎた波の斜面に勢いよく突っ込み、海水が車両甲板上にまくれ込む形で流入する。船尾が上がると、この海水は車両甲板上を船首方向へ流れ下り、再び船首が上がっても、この海水は前回と同じメカニズムで船尾から新たに流入してきた海水と衝突して、流れ出ることができず、やがて車両甲板上に大量の海水が滞留し、これが自由水となって、左右どちらか低い方へ素早く流れ、これだけで転覆してしまうことが、洞爺丸事件後の模型実験で明らかになっていた。
1955年（昭和30年）建造の檜山丸（初代）など、船楼甲板上に旅客用甲板室を持たない車両渡船では、車両甲板船尾両舷に放水口を多数設けることで、この滞留水を迅速に船外へ排出し、復原性を確保し得たが、船楼甲板上に旅客用甲板室を持つ津軽丸型では、これでは不十分で、船尾水密扉設置が必須であった。既に1959年（昭和34年）までに、3隻の客載車両渡船（デッキハウス船）第六青函丸、第七青函丸、第八青函丸で、車両甲板船尾3線分をカバーして、船楼端隔壁と同等、即ち付近の船体外殻と同等の強度を持つ大型の船尾水密扉が設置されていた。
これら3隻では、鋼製の上下2枚折戸式船尾扉で、扉閉鎖状態での耐波性等を考慮し、船尾開口部位置で、船内軌道の3線間に2本の梁柱を設置して、船尾扉を内側からも支える構造であった。この梁柱は当然船内軌道の建築限界外（船1番線・船4番線では縮小建築限界外）に設置されていたが、船内軌道の間隔は船尾近くでは船尾へ行くほど接近し、車両は隣接する軌道の建築限界または縮小建築限界と車両限界が交わる接触限界までは積載可能なため、車両積載数確保のためには、船尾扉はこの接触限界よりもさらに船尾側への設置が望まれた。実際、デッキハウス船では、船尾扉設置前の車両積載数がワム換算46両であったのに、設置後は43両と、各線1両ずつ減少していた。
このため、津軽丸（2代）では同じ上下2枚折戸ながら、鋼製箱型として強度を増し、梁柱による支持を不要とした。またデッキハウス船では、その開閉に、左右1対のワイヤーを、船橋楼甲板（檜山丸型以降の船楼甲板に相当）に設置した電動ウインチで巻き込んで行われたが、この左右のワイヤーの長さ調整に相当の労力を要したため、1961年（昭和36年）11月に、在来船としては最後に船尾水密扉が設置された洞爺丸型車載客船羊蹄丸（初代）では、1線幅ながら電動油圧式が採用された。しかしこの方式での3線幅の船尾扉では、船尾開口部両側のガイドレール幅を広くとる必要があり、ワイヤー式に比べ、60cm程度船首側へ寄せなければならないという問題があった。さらに、開閉用の油圧シリンダー類を船尾開口部直上の船楼甲板船尾部に設置しなければならなかったが、旅客定員増による船楼甲板室の拡大で、この部分には係船機械をかろうじて設置できる程度の広さしか残されておらず、さらなる機器設置の余裕はなかった。
折りしも、油圧シリンダー内を動くピストンの直線往復運動を、大ピッチの螺旋を用いてピストン軸を中心とした回転運動に変換し、この油圧シリンダーをそのまま自ら動くヒンジとして使う“トルクヒンジ”なるものがスウェーデンのゲタベルケン社で開発され、貨物船のハッチカバーの開閉等に使用され始めていた。これを羊蹄丸（初代）の船尾扉の油圧機器を製造した萱場工業 が技術導入し、国産化しようとしていたが、同社より津軽丸型の船尾扉に、この“トルクヒンジ”使用の提案があった。“トルクヒンジ”は歯車類を介さず、船尾扉のヒンジとして直接装備できたため、船尾扉の構造が単純化され、その油圧動力機械も直下の操舵機室に収納可能で、狭隘な船楼甲板船尾部への追加配置は不要と、津軽丸型にとっては好都合であったため、この“トルクヒンジ”が採用された。なお、日本で最初の“トルクヒンジ”装備船となった津軽丸（2代）では、ゲタベルケン社製の輸入品が使用された。
このトルクヒンジは、船尾開口部上縁と船尾水密扉の上部扉の間に20ton-mのヒンジを、上部下部扉間には6ton-mのヒンジを装備し、共に外開きとした。船尾開口部の船尾扉設置面は垂直に対し17度前傾しており、閉鎖状態からの開放では、まず第1段階として、上下扉間のトルクヒンジを180度回転させて下部扉を上部扉外側に折り重ねる。続いて、船尾開口部上縁と上部扉の間のヒンジを73度回転させて、この2枚重ね状態の扉を水平まで持ち上げ、船楼甲板船尾端から後方へ突き出したポンプ操縦室の下面にロックする構造であった。
また閉鎖時はその最終段階で、船尾扉のすぐ内側の車両甲板面の、3線ある船内軌道間の2ヵ所と、両舷の軌道外側の2ヵ所の計4ヵ所に設置した油圧シリンダー駆動のフックを、船尾扉の下部扉下辺内側のフックかけに引っ掛けて引き寄せ、水密性を確保する締付け装置が設けられ、さらに下部扉の上端の両隅付近に、下部扉開閉動作時のヒンジを中心とした円弧軌跡にその先端を一致させたフックを設け、閉鎖時にこのフックが船尾扉折戸の折れ目が密着する船体部分の内側に取り付けられたフックかけに回り込むように収まり、この折れ目が外側に脱転しないよう固定した。
この船尾扉は従来のようなシャクトリムシ運動をしないため、船尾開口部両側のガイドレールが不要となった。さらに従来の車両渡船では、船尾アフターラインを船尾開口部両舷中段の滑車（デッキエンドローラー）で中継してから岸壁ビットにつないでいたものを、船楼甲板の縁の滑車（フェアリーダー）から直接岸壁のビットにつなぐ方式に変更することで船尾開口部中段のデッキエンドローラーを廃止し、船尾扉を十分船尾側に寄せて設置できた。これによりワム換算48両の積載が可能となった。また下部扉のみ開放の“半開状態”でも安定して停止でき、全開では入渠甲板上からも、船尾全体を見通せなかったこともあり、出入港時や港内錨泊時などに、半開状態がよく使われた。なおゴムパッキンは従来船とは逆に扉側に付けられ、船内軌道が船尾扉の敷居をまたぐ部分での跳ね上げレールは、従来船と同じく船内側へ跳ね上げる構造であった。船尾扉の開閉操作には上記の跳ね上げレールや締付け装置も連動するシーケンス制御が採用され、車両甲板船尾右舷と、ポンプ操縦室の開閉制御盤から操作できた。
津軽丸（2代）は日本初のトルクヒンジ装備船であったため、当初は装備方法や操作の不慣れ、想定以上の使用頻度もあり、ゲタベルケン社製の輸入品の6ton-mトルクヒンジは、早くも試運航中の1964年（昭和39年）4月28日には閉鎖状態のまま動かなくなり、急遽萱場工業製の国産品と交換、同年秋には工事中の不手際から20ton-mも破損し、国産品と交換された。しかしこのトルクヒンジ式船尾扉は、以後新造あるいは改造の青函連絡船全船に設置され、その都度改良を重ね、8隻目の1967年（昭和42年）5月改造就航の石狩丸（2代）でほぼ完全なものとなった。

### 油圧蓄圧式水密辷戸
車両甲板下の船体は、12 枚の水密隔壁により13区画に分けられ、隣接する2区画に浸水しても沈まない構造であった。このうち3区画が乗組員等の居住区、8区画が航海・機関関連機械搭載区画として使われ、日常業務としての出入りも多かった。このため、これら12枚の水密隔壁のうち8枚に第二甲板レベルで通り抜けできる開口部が設けられた。しかし開けっ放しでは水密隔壁の用をなさないため、水密辷戸（すいみつすべりど　スルースドア Sluice door）が設置された。通常は開放されていたが、緊急時には操舵室後壁の操作盤より一斉開閉ができたほか、直上の車両甲板からの単独閉鎖、現場でも単独開閉操作ができた。
国鉄では、戦後建造の洞爺丸型や宇高航路 紫雲丸型にかご形三相交流誘導電動機駆直接駆動方式の水密辷戸を採用してきたが、1955年（昭和30年）5月の紫雲丸事件の経験から、交流電源喪失後も駆動可能な蓄電池を電源とする直流電動機直接駆動方式の水密辷戸に方針転換し、十和田丸（初代）以降の新造船ではこれが採用され、在来船でも一部直流式への改造が行われた。しかし、蓄電池は重く、電動機から辷戸まで延々と続く動力伝達用のロッドは自在継手や傘歯車で連結されており、これらの保守整備は直流電動機のそれとともに容易ではなかった。そこで電気エネルギーを貯める蓄電池を、油圧エネルギーを貯めるアキュムレーター（蓄圧器）に置き換え、動力伝達ロッドを油圧配管に置き換えた油圧蓄圧式水密辷戸が採用された。通常は水密辷戸動力室のかご形三相交流誘導電動機駆動油圧ポンプで油圧を造り、その油圧で水密辷戸脇の油圧シリンダーを動かして水密辷戸を直接開閉する電動油圧式であった。アキュムレーター（蓄圧器）は油圧ポンプが設置された水密辷戸動力室に備えられ、常時油圧回路につながっているため、通常時に十分な蓄圧が行われていた。水密辷戸動力室は、車両甲板下第二甲板の水密辷戸とは遠く離れた船楼甲板右舷の前部と後部に設置され、津軽丸（2代）と八甲田丸では、前4ヵ所の辷戸を後部の動力室から、後ろ4ヵ所の辷戸を前部の動力室から、第3船の松前丸（2代）以降の5隻では、前3ヵ所の辷戸を後部の動力室から、後ろ5ヵ所の辷戸を前部の動力室からそれぞれ油圧で動かすことで、損傷現場近くの辷戸と、そこへ油圧を供給する動力室の共倒れを防いで信頼性を高め、さらに交流停電時の対応として、各動力室のアキュムレーター（蓄圧器）からの油圧で、停電後も全ての辷戸を10回程度開閉できた。それでも油圧が低下した場合は、現場での手動開閉も可能であった。しかし動力室の船楼甲板右舷への設置は、他船との衝突事故などには脆弱なため、第7船の十和田丸（2代）では、航海甲板の船体中心線付近となる無線通信室の後ろの空気調整室のさらに後方と、後部消音器室内後方へ動力室を設置して安全性向上を図った。なお、水密辷戸の制御回路電源は常時直流100Vで、通常は航海甲板前部消音機室前部の電池室の、ニッケル・カドミウム・アルカリ蓄電池を浮動充電している自動定電圧装置付き整流装置から供給され、交流電源喪失時は、104V　600AHのこのニッケル・カドミウム・アルカリ蓄電池から供給された。

### 消防設備
内装にはできる限り不燃性、難燃性の材料が採用され、消防ホース付きの消火栓や消火器が各所に設置された。車両甲板下では各水密区画が防火区画となり、船楼甲板では、「前部の船員室」、「前部2等客室」、「食堂と調理室」、「2等出入口広間と右舷2等雑居室」、「後部2等船室」に、遊歩甲板では「前部の船員室」、「1等寝台室と1等指定椅子席、1等出入口広間」、「後部1等船室」、等の防火区画に分けられ、その境界線上の扉には防火扉が設置され、火災時は手動で閉鎖された。
これら各区画には各種火災感知器が設置され、火災時は、操舵室後壁の火災警報盤のグラフィックパネルに火災発生場所が表示された。客室は案内所、機関室は総括制御室でも警報ベルが鳴り、操舵室と総括制御室ではボイスアラームが「火災発生」などと音声で警報を発した。
車両甲板車両格納所は船首から船尾まで全通で区切りがなく、火災発生時延焼しやすい場所で、津軽丸（2代）では79℃で作動するスプリンクラーを、2系統で百数十個設置したが、この方式は熱を受けないと放水しないため、出火しても出火場所しか放水しない恐れがあった。津軽丸型では車両格納所には煙感知に優れたイオン式火災感知器が設置されていたため、この警報を受けてから手動で放水した方が延焼を防げる、ということで、第4船の大雪丸（2代）からは遠隔手動式の9系統に変更された。
機関室では、軽油を燃料に使用するため、機関室船底に溜まる油分を含んだ汚水である油ビルジへの引火を考慮して、第1補機室、発電機室、第1主機室、第2主機室、第2補機室の5区画に固定式泡消火装置が設置された。これは二酸化炭素を多く含む泡を噴射して窒息消火するもので、操舵室から遠隔操作できた。

#### 固定式炭酸ガス消火装置の導入
1970年（昭和45年）10月26日、機関室の造りが津軽丸型とほぼ同構造の、新造間もない車両渡船 十勝丸（2代目） 第2主機室で、主機械燃料弁冷却油入口管折損により、霧状に噴出した軽油が高温の排気管に接触炎上し、3時間漂流するという火災事故が発生した。火元が主機械頂部付近と高位だったため、機関室船底から10数センチを覆うだけの泡消火器は無力であった。当時、軽微な類似事故は他にも起きており、これを重く見た国鉄は、その対策として、密閉された機関室内の空気中の酸素を急速に排除して窒息消火し、かつ液化炭酸ガス気化時の断熱冷却による消火効果もあり、消火時間の短い固定式炭酸ガス消火装置を、1971年（昭和46年）から新造時より本装置を装備していた檜山丸（初代）型2隻を除く青函、宇高の全連絡船に装備した。この装置は第1補機室右舷中段に炭酸ガスボンベを設置し、ここからエンジンまたはボイラーの設置されている発電機室・第1主機室・第2主機室・第2補機室の4区画へ、赤く塗装された炭酸ガス放出管が配管され、遠隔操作で選択した区画への炭酸ガス放出ができるものであった。

#### 可燃性ガス警報装置の開発と設置
この十勝丸（2代）での火災事故では、イオン式火災感知器の警報で直ちに現場に駆け付けたが、初期消火不可能な状態であった。機関室内へはエンジン運転のため新鮮空気が大量に送り込まれており、気流状態は複雑で、煙がうまくイオン式火災感知器の方へ流れて行かないこともある。このため国鉄は、主機械および主発電機周辺の異常事態を早期に的確に検知するための、半導体素子を用いた発火する前の可燃性ガスを検知する“可燃性ガス警報装置”を開発し、その検知部は機関室内の気流の影響を受けにくいよう、主機械、主発電機原動機の上部に取り付けた架台上に設置され、シリンダー頂部に十分近接させた。本装置は1978年（昭和53年）9月から1979年（昭和54年）9月にかけ、津軽丸（2代）ほか青函、宇高の当時稼働中の全連絡船に取り付けられた。

### ボイスアラーム
津軽丸では、自動化・遠隔操縦化の多用で、設備が複雑となり、警報だけでは区別がつかず、その都度表示灯を確認しなければならない煩雑さを避けるため、音声による警告が導入された。
ボイスアラーム本体は無線通信室左舷の電気機器室に設置され、録音再生には写真用35ミリフィルムをベースに磁性鉄粉を塗布したエンドレステープを用い、これに6トラックで録音、この 35ミリテープ8本を並べて合計48トラックとし、これらを1組の駆動装置で動かしたため、警報発声時は全テープ48トラック全てを録音再生ヘッドと摺動させ、該当トラックのみ再生する仕組みで、津軽丸（2代）では、うち32トラック32種類の警報発声が設定されていた。しかし、これでは警報と無関係なトラックも毎回警報ごとに録音再生ヘッドと摺動させられ、音質劣化著しいため、第4船の大雪丸（2代）からは、1警報が1台の機械部分だけのエンドレステープ内蔵テープレコーダーにユニット化され、これが48台ボイスアラーム本体に差し込まれていた。増幅はボイスアラーム本体で行われ、警報発声時は該当ユニットだけが動いて再生された。

### 貨車海中投棄装置
液体塩素や石油類を輸送するタンク車など、危険物積載車両積載は貨物便の船1番線・船4番線の各船尾3両以内とされていたが、当時これら危険物積載車両の輸送が増加してきており、これらは車両甲板のスプリンクラー程度で対処できるものではないため、1964年（昭和39年）12月3日に、11月30日に終航になったばかりの第八青函丸を用いて貨車海中投棄試験が行われた。この時は速力3.9ノットで航行しながら、石炭がらを満載した2軸貨車を、キャプスタンのほか、人力でも海中投棄を行い、トリムをつけて船尾を下げれば転動テコでも始動できることも確認されたが、いずれも貨車の速度は秒速1.5m程度で、車体の長い車両では車両甲板後端にひっかかることも懸念された。
このため、貨車引き出しに、前進する船から見て、後方へ流れる海水の水中抵抗を利用することとし、落下傘のような直径60cmの金属製の半球形の水中傘が試作され、翌1965年（昭和40年）9月4日、直前の8月31日に終航になったばかりの 渡島丸（初代）を用い、2回目の貨車海中投棄試験が行われた。速力14.2ノットで航行しながら、石炭がら満載のボギー無蓋車トキ15000形1両（台車中心間9.7m全重量41.1トン）の連結器に、50mのワイヤーをつなぎ、その先にこの金属製水中傘を5m間隔で4個つなぎ、さらにその先30mに円錐形浮標をつけたワイヤーをつないで先端の円錐形浮標と水中傘を海中に投げ込み、水中傘が海水の抵抗で後方へ引っ張られ、貨車を引き出し、そのまま海中投棄までが可能かが試された。引き続きチキ300形2両連結（台車中心間8.0m全重量24.5トン×2）を、水中傘を8個としたもので、同様に海中投棄が試みられた。それぞれ秒速3.8mと3.4mで、問題なく海中投棄できた。この実験の成功により、津軽丸型6隻を含む当時就航中の全船で、1966年（昭和41年）までに車両甲板後端のエプロン甲板との段差部分に収納場所を設け、この水中傘貨車投棄装置が収納された。また、その後建造された十和田丸（2代） を含む青函連絡船全船でも、同様の対応がとられた。

### 救命設備
1957年（昭和32年）建造の十和田丸（初代）では、端艇甲板には軽合金製の大きな救命艇が10隻も並んでいたが、津軽丸（2代）では、合板製で定員6名の小さな発動機付き救助艇が航海甲板に2隻装備されているだけで、あとはカプセル型のコンテナが、航海甲板両舷に多数設置された架台上に2〜3個ずつ載っていたが、遠目に目立つ物ではなかった。
このコンテナには、25名乗りのゴムボートである膨張式救命いかだ（ライフラフト）が折りたたまれて収納されており、乗員乗客全員収容できるだけの数を備えていた（新造時52個　1,300名）。緊急時には操舵室後壁の非常操作盤内のハンドル操作で、架台のストッパーを油圧（津軽丸（2代）と松前丸（2代）以外は空気圧）で外し、片舷ごとの一斉投下ができたほか、各架台においても手動で個別に投下できた。海面に投下されれば、一端を船体に結び付けたひもが、コンテナ内の炭酸ガスボンベの口金を破り、折りたたまれたゴムボート内へ炭酸ガスが自動注入されて膨張し、海面に浮くようになっていた。
この救命いかだ一斉投下と前後して、航海甲板の片舷3ヵ所ずつから、幅1.5mの網梯子も放出されるが、名前のとおりのアミバシゴで、使えるのは元気な人だけ。救命艇のように、高い端艇甲板から乗客を乗せたまま海面に降ろせず、客室から 救命いかだの浮かぶ海面まで、乗客を降ろす手段が必要になった。
このため津軽丸型には、三菱電機で開発された世界初の、甲板から海面まで滑り降りることのできる膨張式滑り台が搭載された。これは、通常は小さくたたんで収納され、非常時放出されると、高圧窒素と、随伴して吸い込まれる空気で膨張し、最終的には内圧が約2気圧となり、相当剛性の強い気柱のトラス構造の滑り台が形成される仕組みで、トラス内部には人が滑り降りる救助袋が展開され、先端には滑り降りた人を一旦収容するゴムボートが付属した滑り台となった。
遊歩甲板用の膨張式滑り台は、1等出入口の直後の1層上の航海甲板両舷側に設けられた箱に収納され、乗客はその直下の遊歩甲板舷側から滑り込める形の、長さ14mの膨張式滑り台で、左右1組ずつ設置された。船楼甲板用は、左舷は左舷前部2等椅子席前端と、左舷後部2等椅子席前端、右舷は右舷前部2等雑居室前端と、旅客食堂後ろの通路先の行き止まりの4カ所に収納場所を設け、乗客はそこから滑り込む形の、長さ10m（第2船の八甲田丸以降は11m）の膨張式滑り台が、左右2組ずつ設置された。船体とは直角方向に、舷側から海面へ斜めに突き出した滑り台となるため、多少の船体横傾斜には対応できる構造であった。この放出操作も操舵室後壁の非常操作盤内のハンドルからの遠隔操作のほか、現場での手動操作も可能であった。
なお新造時の52個では、夏季臨時旅客定員1,330名に対応できないため、就航後57個に増やされ、さらに1973年（昭和48年）7月からは、カーフェリーの安全対策強化により最大搭載人員の115%が必要となり、同年末には通年旅客定員が1,330名になり、1974年（昭和49年）10月までに、従来からの天幕手動組み立ての乙種膨張いかだから、自動膨張天幕の甲種膨張いかだ66個に交換され、1978年（昭和53年）5月の「サロン海峡」開設による1,286名への減員後は63個となった。
津軽丸（2代）では1975年（昭和50年）4月、後部消音機室右舷側に、新たにゴムボートの支援艇が追加設置され、これを海面まで降ろすジブクレーンが設置された。このとき、従来からの救助艇も含め、全て支援艇と呼ばれるようになり、各支援艇1隻が救命いかだ10隻ずつを支援し、この支援から漏れた36隻の救命いかだには、各隻1名ずつの「限定救命艇手」以上の有資格船員が責任者として乗り込むことになった。

## 就航後の環境対策
津軽丸型就航後の時代は、高度経済成長による環境汚染問題が顕在化してきた時代でもあり、津軽丸型もその対応に迫られた。

### ダストシュートの使用停止
新造時より船内で発生するゴミを船外へ廃棄するダストシュートが設置されていた。投入口は1等出入口広間から右舷遊歩廊に至る通路の遊歩甲板右舷出入口の船首側、遊歩甲板左舷遊歩廊後端付近、船楼甲板2等出入口広間船首側舷側、船楼甲板右舷前部2等座席船首側の階段室、調理室内、右舷後部2等座席船首側舷側の6ヵ所に設けられ、投入されたゴミは船体外板内側に沿って縦に設置されたダクトに一時貯留され、海峡航行中に車両甲板レベルの舷側開口部から水とともに船外へ排出される、という装置であった。さすがに陸奥湾内でのゴミ汚染が問題になり、1971年（昭和46年）12月から使用停止とされ、以後ゴミは函館での陸揚げ処理に変更された。船体外舷の車両甲板レベルの左舷に2個、右舷に4個ある四角い開口部がその排出口で、投入口はほぼその真上に位置していた。

### ビルジ処理装置の新設
従来は船底にたまるビルジ（油混じりの汚水）はそのまま港外で排出していた。しかし、1967年（昭和42年）、｢船舶の油による海水汚濁の防止に関する法律｣が公布され、まずB重油使用の檜山丸型と十和田丸（初代）改造の石狩丸（2代）の3隻がビルジ処理装置設置対象となり、1969年（昭和44年）から1970年（昭和45年）にかけ、手動の簡易なビルジ処理装置が設置された。その後、1972年（昭和47年）7月発効の海洋汚染等及び海上災害の防止に関する法律（海洋汚染防止法）により、軽油使用船も、油分100ppm以上の汚水の海上投棄が禁止され、ビルジ処理装置設置対象となった。このため、津軽丸型7隻と、その後建造された渡島丸型3隻のうち、新造時より設置済みの十勝丸（2代）を除いた2隻には、1971年（昭和46年）から1972年（昭和47年）にかけ自動運転可能なビルジ処理装置が設置された。
津軽丸型では、第1補機室右舷中段の固定式炭酸ガス消火装置の炭酸ガスボンベ室船尾側に隣接してビルジ処理装置が設置された。この装置は第1補機室から第3補機室までの6区画の船底にたまるビルジを、1次こし器を経由してビルジ集合タンクに吸い上げ、ここでの静置で油と水とゴミに分け、2次こし器を通した後、回転する“こし網”の連続濾過機、特殊ビニールスポンジの円筒を通す油水分離器を経て、水面に油膜が現れない程度の油分5～20ppmまで浄化し、海峡航行中に船外へ排出する仕組みであった。なお、分離した廃油は船内に留め、年1回の入渠時に搬出した。しかし、本装置設置直後は、各こし器、連続濾過機共、目詰まり掃除に追われる結果となった。松前丸（2代）では、3等機関士のグループが、かご型の1次こし器、2次こし器内に小石を入れて油分を吸着させる方法を考案し、これにより連続濾過機の目詰まりは著減、その作業量を30分の1に減らすことに成功、以後全船で小石を用いるこの方法が採用された。

### 汚物処理装置の新設
新造時より、トイレからの排出物等は、航海中も停泊中もすべてそのまま船外へ垂れ流していたが、海洋汚染防止法の改正により1974年（昭和49年）6月25日からは、積載人員100名以上の船では、海岸または港の境界線から10km以内の海域では、粉砕のうえ、3ノット以上で航行しながら海面下に投棄しなければならなくなった。津軽丸型7隻はこれに該当したため、1973年（昭和48年）9月から1974年（昭和49年）6月にかけ順次、汚物処理装置が設置された。この装置は、船内トイレからの汚物を車両甲板レベルの異物分離タンクで混入した金属異物等を分離し、いったん船底の汚物貯蔵タンクに貯蔵し、港外運航中、カッター付汚水排出ポンプが全自動で適宜運転され、貯蔵された汚物は粉砕され、海中に排出される仕組みであった。装置は3組あり、第1系統は遊歩甲板前部の高級船員居住区と寝台室区画のトイレ、船楼甲板前部の高級船員居住区と普通船室前部のトイレ、車両甲板前部の船員用トイレからの汚物を担当し、第2船室下の船艙に容量5.6m3の貯蔵タンクと120リットル/分のカッター付汚水排出ポンプ2台が設置された。第2系統は遊歩甲板グリーン船室中央部のトイレ担当で、第1補機室左舷中段に2.2m3の貯蔵タンクと第1系統と同能力のカッター付汚水排出ポンプが2台設置され、第3系統は船楼甲板普通船室後部トイレと車両甲板船尾右舷トイレ担当で、第3補機室右舷中段に3.2m3の貯蔵タンクとやはり第1系統と同能力のカッター付汚水排出ポンプが2台設置された。

## オイルショック後の燃料消費量節減への努力
1973年（昭和48年）秋の第1次オイルショックに続く急激な燃料費高騰は、経年による船底外板の平滑度低下による10〜15%の燃料消費量増加に関心を向けさせる結果となった。このため、1978年（昭和53年）度より船底掃除のための6ヵ月毎の中間入渠を復活させるとともに、同年度から1980年（昭和55年）度にかけ、サンドブラストによる船底平滑化工事も実施され、約10%の燃料消費量節減を達成した。
また、これより前の1975年（昭和50年）度から1978年（昭和53年）度にかけ、津軽丸型全船で可変ピッチプロペラのプロペラ翼の交換も行われた。
これらハード面の対策に引き続き、当初は出航15分前から行っていた主機械の始動を、1979年（昭和54年）10月からは、5〜10分前に遅らせ、さらに1982年（昭和57年）頃から、それまで出航5分前から行っていた主機械を主軸につないで主軸を回転させる操作“DRIVE PROPELLER”を、出航ぎりぎりの約2分前まで遅らせて燃料消費を抑える一方、入港着岸時の操船方法を工夫してその所要時間を短縮し、そのぶん途中の航海速力を抑えて燃料消費量を節減し、さらに旅客扱いしない貨物便では、貨車積み完了後、定時より数分の早発を行い、一層の省エネ運航に努めた。これにより、旅客扱い便でも主機械5台での運航が広く行われ、条件によっては4台で運航されることもあった。
これらの施策により、津軽丸型の一航海当たりの平均燃料消費量は、1973年（昭和48年）度には6,411リットルであったものが、1980年（昭和55年）度には5,617リットルに、さらに1985年（昭和60年）度には5,115リットルまで減らすことができた。

## 津軽丸型就航前後からの青函航路

### 基準航路
津軽丸型が就航する前年の1963年（昭和38年）までは、青函航路には明確な基準航路の設定はなかった。上り便は、函館港外穴澗から、磁方位南10度西の針路で、函館港口から27海里進むと、矢越と福浦の間で平館灯台まで10海里の地点に達する。ここで平館灯台を右12度に見る針路をとれば、平館灯台2海里沖を航過でき、以後磁方位南1度西の針路で青森に向かう。下り便は、青森港口から磁方位北1度西の針路で45海里進むと、大間を越え葛登支灯台まで10海里地点に達する。ここで葛登支岬灯台を左12度に見る針路をとれば、葛登支灯台2海里沖に達し、以後函館に向かう、というのが比羅夫丸時代からの航法であった。しかし、運航本数増加とともに、幅5.7海里の平館海峡で行き会う上下便の接近を防ぐ必要が生じ、上り便では、27海里地点で平館灯台を右15～18度に見る針路をとって、平館灯台2.5～3海里沖航過とし、下り便は、青森港口から11海里で平館灯台まで10海里の地点となるが、ここで左6～9度に平館灯台を見る針路をとって、平館灯台1～1.5海里沖を航過し、以後再び磁方位北1度西とする修正が加えられた。
しかし、いつも視程が10海里以上あるわけはなく、翔鳳丸時代には、各船への無線方位測定機装備と陸上の無線標識局設置が進み、不完全ながら視界不良時の船位測定も可能となった。太平洋戦争中の急激な船腹数増強と増便に対応し、これら航法の統一と成文化が望まれながら、戦時中には実現できなかった。終戦1ヵ月前の空襲で壊滅状態となった青函航路には、戦後、国鉄他航路からの転属船や、他社からの傭船も含め、船型、性能の異なる多くの船が集められた。それに続き、航路復興のための新造船建造も開始され、航路輻輳の再来が予想されたため、従来からの航法に関する不文律を、1946年（昭和21年）11月15日、「青函間航法申合事項」として初めて成文化し、施行された。その後、青函連絡船全船にレーダーが装備され、航路全域での船位測定精度が向上したのを受け、1951年（昭和26年）10月1日からは、青森から函館に至る、南北に細長い帯状の非占位帯を設け、上り便はその東側を、下り便は西側を航行する左側航行を申し合わせ、上下便同士の衝突を予防した。
津軽丸型就航前年の1963年（昭和38年）には、車載客船全4隻に2台目のレーダーが装備されており、安定的に高い精度の船位測定が可能な時代となっていた。そこで国鉄では、従来からの航行実績を基本としたうえ、津軽丸型の就航に伴う、高速便も混じった多数便運航に対応するため、全連絡船が一定の航路上を航海する基準航路試案を作成し、同年10月10日から試行に入った。翌1964年（昭和39年）1月1日には修正を加え、4月からは順次就航する津軽丸型も交えて試行継続し、1965年（昭和40年）4月1日、この基準航路を「青函船舶鉄道管理局連絡船運航基準規程」に掲載し、正式に採用した。
このとき設定された青函航路通過物標間所要時分表では、途中の通過物標間の所要時間と速力が提示され、津軽丸型が運航する3時間50分便は、上り便では、函館出航から穴澗（穴澗岬真方位300度1海里）までが25分、穴澗から湯の島（湯の島山頂から真方位270度4.3海里）までの52.28海里は18.16ノットで2時間53分、湯の島から青森到着までは32分と決められ、下り便では、青森出航から湯の島（湯の島山頂から真方位270度5.1海里）まで21分、湯の島から葛登支（葛登支岬灯台から真方位90度2海里）までの51.35海里は17.78ノットで2時間53分、葛登支から函館到着までが36分と決められた。しかし、出航時の所要時間は在来船より2分、入港時は青森側で4分、函館側では3分しか短く設定されておらず、その後の津軽丸型での港内操船の慣熟により、実際の出入港所要時間はそれぞれ、さらに数分から10分程度短縮されたため、これら余裕時間は荒天時や到着列車遅れ時の回復運転、平穏時の省エネ運航に活用された。
なお、基準航路設定間もない1967年（昭和42年）3月から、順次青函航路へ参入した民間フェリー 各社も、この左側航行の基準航路に従っていたが、青函連絡船暫定復活運航終了後の1988年（昭和63年）10月1日より、船舶航行の原則である右側航行に改められた。

### 運航
デッキハウス船の第六青函丸が1964年（昭和39年）5月3日終航、入れ替わるように、津軽丸（2代）が5月10日に就航、第2船の八甲田丸が8月12日に就航し、旧型の車載客船大雪丸（初代）が8月31日終航。1964年（昭和39年）9月30日までは、従来通り深夜の特急接続便の1便が4時間25分、2便が4時間30分運航していた以外は、下り4時間30分、上り4時間40分運航の最大22往復（通常19往復）、うち車載客船で運航される旅客扱い便は最大6往復（通常5往復）で、津軽丸型2隻は主としてこの車載客船のスジで共通運用された。しかし当時は、津軽丸型も1船1日2往復運航のため、1隻だけの就航時から、津軽丸型での運航便は数週間程度固定されることになり、これらの便では、深夜便以外の一部の便で、変○○便として、毎日4時間台前半で運航されていた。
1964年（昭和39年）10月1日ダイヤ改正で、初めて津軽丸型2隻で運航される4往復8本（1–502–19–4　2–3–20–501）が設定され、全て旅客扱い便であった。このうち、ともにこの日運転開始の東北本線初の寝台特急「はくつる」と、北海道内では2番目の設定となる特急「おおとり」（函館 - 網走・釧路間）とを接続する3便・4便に限り待望の3時間50分運航が開始された。深夜の特急接続便1便・2便も津軽丸型運航便となったが、これらを含む残りの3往復6本では、在来船でも代替可能な4時間20分運航に留まった。在来船でも運航できる4時間30分運航（上りは4時間35分～40分）2往復（11–12–17–18）も含め旅客扱い便は6往復となったが、最大22往復に変化はなかった。
1965年（昭和40年）8月5日の第6船羊蹄丸（2代）就航で、当初予定の6隻が出揃い、引退予定の老朽船も9月30日終航の石狩丸（初代）を最後に全て引退した。
1965年（昭和40年）10月1日ダイヤ改正で、青森第2岸壁と函館第2岸壁で55分折り返し運航が可能となり、部分的に2.5往復運航が開始された。津軽丸型5隻12往復で、うち9往復が旅客扱い便、津軽丸型1隻と在来船4隻で10往復（いずれも4時間30分運航の貨物便）、十和田丸（初代）1隻1往復の4時間30分運航の旅客扱い便の、最大23往復（通常20往復）となり、うち旅客扱い便は一気に10往復にまで増えた。津軽丸型5隻で運航する12往復は全て3時間50分運航となった。これまでも津軽丸型が配船都合で貨物便に入ることは珍しくはなかったが、津軽丸型専用便に旅客扱いなしの便（貨物便）が設定されたのはこの改正からであった。
1966年（昭和41年）10月1日ダイヤ改正では、車載客船十和田丸（初代）が車両渡船への改造工事のため係船され、追加建造の津軽丸型第7船 十和田丸（2代） が11月1日から就航し、津軽丸型5隻12往復、1隻2往復、津軽丸型1隻と在来船4隻で10往復（いずれも4時間30分運航の貨物便）で、最大24往復（通常22往復）となったが、旅客扱い便は10往復のままであった。このダイヤ改正から、旅客扱い便は全て津軽丸型になり、原則3時間50分運航になったが、深夜の特急接続便の後発の101便は4時間10分運航であった。1967年（昭和42年）5月には車両渡船として十和田丸（初代）改造の石狩丸（2代）の復帰はあったが、最大運航本数に変化はなかった。
1968年（昭和43年）10月1日ダイヤ改正時には、青森、函館両駅の構内配線が改良され、青森第1岸壁、函館第1岸壁でも、それぞれの第2岸壁との同時作業での55分折り返し運航が可能となり、全面的2.5往復運航が始まった。津軽丸型2隻5往復の運用を3組とし、それぞれ、甲・乙・丙系統として計15往復が設定され、さらに残った津軽丸型1隻と在来船4隻（または在来船のみ5隻）で4時間30分運航の貨物便10往復が設定された。これにより運航数は最大25往復（通常23往復）、うち旅客扱い便は11往復となったが、うち2往復は季節旅客便として旅客扱いのみ不定期とされた。この運航ダイヤでは、先行する甲系統の25分あとを、乙系統が続行便で追い、さらにその約2時間10分後を丙系統が、甲・乙系統のちょうど真ん中を埋める形で単独運航した。これら15往復は、盆正月などの貨物列車運休時以外は全便で車両航送が行われたほか、全て客扱い岸壁発着とし、甲・乙系統では、通常は旅客の集中する深夜の続行便（甲系統先行11便12便ともに0：05発3：55着、乙系統続行1便2便ともに0：30発4：20着）以外は、先行続行いずれかの便のみ客扱いし、多客時には両方の便で客扱いした。丙系統も通常は着発時刻が深夜の1時2時台にかかる便では客扱いは行われなかったが、多客時の残客救済や到着列車遅延時には臨時の客扱いが行われた。津軽丸型は全7隻のため、1隻が周遊船や入渠中でもこの運航形態は維持でき、通年で深夜便も含む有効時間帯に8チャンネル（甲・乙の続行便はまとめて1チャンネルとしてカウント）の旅客扱い便運航ができた。これより以後の青函連絡船の運航本数の増減は、専ら車両渡船による貨物便の増減によるもので、この運航パターンは1988年（昭和63年）3月13日の青函連絡船終航まで続けられた。
1969年（昭和44年）10月1日ダイヤ改正では、最大28往復（通常26往復）が設定され、その当日に1日2.5往復可能な高速車両渡船渡島丸（2代）が就航した。津軽丸型6隻15往復と、1隻余った津軽丸型と、この渡島丸（2代）の2隻で丙系統の25分あとを続行する5往復、在来船の檜山丸型2隻、石狩丸（2代）、さらに引退間近の蒸気タービン船十勝丸（初代）の4隻もフル稼働8往復して、青函航路初の28往復運航を、11月12日から24日まで行った。この改正より、甲系統と丙系統全便が乗用車航送設備のある青森第1岸壁、函館第2岸壁発着となり、乗用車航送10往復可能体制が確立された。
1970年（昭和45年）6月30日までに高速車両渡船渡島丸型3隻が就航し、蒸気タービン船は引退したため、ディーゼル船13隻体制となったが最大28往復のままであった。1972年（昭和47年）3月15日ダイヤ改正からは、最大30往復（通常28往復）が設定され、同年秋冬繁忙期の10月6日から31日まで、津軽丸型6隻で15往復、1隻で2往復、渡島丸型2隻で丙系統に続行する5往復、1隻で2往復、檜山丸型2隻と石狩丸（2代）の在来船3隻で6往復して、青函航路初の30往復運航が行われた。
このように、1968年（昭和43年）10月以降は、津軽丸型は持てる能力をフルに発揮する活躍を続け、就航前の1963年（昭和38年）度の旅客輸送人員が366万人、貨物輸送量593万トンであったのに対し、1970年（昭和45年）度にはそれぞれ470万人、847万トンに達していた。しかし貨物輸送は、これでも輸送能力が輸送需要に追い付けず、1966年（昭和41年）以降輸送制限を行っていた。しかし、このような中、航空運賃の相対的低下や長距離フェリーの就航、1973年（昭和48年）秋の第1次オイルショックによる景気低迷、さらに国鉄自体の度重なる労働争議による国鉄離れ、もあり、旅客は1973年（昭和48年）度の499万人、貨物は1971年（昭和46年）度の855万トンをピークに以後急激に減少していった。
1973年（昭和48年）以降、1976年（昭和51年）年までは、引き続き秋冬繁忙期30往復の運航計画が立てられたが、労働争議やそれに伴う出貨不足もあり、1973年（昭和48年）は一度も30往復は実施されず、その後の各年も、30往復運航を実施できたのは、計画日数の半分程度に留まり、1977年（昭和52年）の秋冬繁忙期は、運航計画自体が29往復に減らされてしまった。
この間も、国鉄は貨物輸送需要の回復に望みを託し、1976年（昭和51年）3月から1977年（昭和52年）5月にかけ、老朽化した船脚の遅い旧型ディーゼル車両渡船 空知丸（初代）、檜山丸（初代）、石狩丸（2代）の3隻を、1日2.5往復可能な、同名の渡島丸型新造船3隻に置き換え、あとは岸壁と陸上の鉄道設備改良で、最大32往復運航も可能なところまで行ったが、貨物輸送量減少に歯止めはかからなかった。このため、1978年（昭和53年）10月2日ダイヤ改正では、1972年（昭和47年）3月以来の、最大30往復運航可能なダイヤを見直し、車両渡船 渡島丸（2代）を係船して稼働12隻とし、最大27往復（通常25往復）へ減便した。さらに1980年（昭和55年）10月1日ダイヤ改正では、車両渡船日高丸（2代）を係船して稼働11隻とし、最大24往復（通常23往復）へと減便し、1981年（昭和56年）度の旅客輸送人員は248万人、貨物輸送量は465万トンと、ピーク時から半減していた。
その頃掘削中の青函トンネルは、1980年（昭和55年）における開業予定時期は1984年（昭和59年）であったが、未だ流動的で、津軽丸型も初期建造の3隻では、耐用年数の18年を1982年（昭和57年）に迎えることになった。これは国鉄の財産管理上の基準年数で、必ずしも物理的なものではなく、実際過去に20年以上稼働した船も珍しくはなかったが、老朽化とともに維持費も増大するため、係船機械やヒーリングポンプ、可変ピッチプロペラ等が他船と異なった津軽丸（2代）と松前丸（2代）を引退させ、他の5隻は1981年 （昭和56年）から順次延命工事を施行して、継続使用することとした。
以後は、津軽丸（2代）引退後の青函航路であるが、旅客数が減少したとはいえ、利用客の集中する深夜便は、依然多客時には津軽丸型1隻では運びきれず、従来通り続行便が必要で、客載車両渡船による、甲・乙・丙の3系統15往復体制の維持が求められた。これには客載車両渡船が7隻必要なため、引退する2隻の代替船として、1976年（昭和51年）と 1977年（昭和52年）建造で船齢の若い車両渡船 檜山丸（2代）と石狩丸（3代）に、650名の旅客と20台の乗用車を積載できる甲板室を造設して、客載車両渡船化し、甲系統に充当することとした。
津軽丸（2代）は耐用年数切れにより1982年（昭和57年）3月4日、青森第1岸壁7時30分発、函館第2岸壁11時20分着の5便をもって終航、同日、係船中であった車両渡船日高丸（2代）が復帰し、3月31日には客載車両渡船化された石狩丸（3代）が就航した。さらに10月1日には客載車両渡船化された檜山丸（2代）も就航し、11月12日には松前丸（2代）が終航となり、客載車両渡船7隻体制は維持されたが、稼働数は1隻減の10隻となり、その直後の1982年（昭和57年）11月15日のダイヤ改正で、最大24往復から同22往復に減便された。
1984年（昭和59年）2月1日のダイヤ改正では、貨物列車の大幅削減が断行され、青函航路では日高丸（2代）、十勝丸（2代）の2隻の車両渡船が引退して8隻体制となり、貨物便専用の有川桟橋も廃止され、それまでの最大22往復は20往復となった
国鉄最後となる1986年（昭和61年）11月1日のダイヤ改正では、減船はなかったが、さらに1往復の貨物便削減があり、最大19往復となった。残った5隻の津軽丸型のうち、大雪丸（2代）は検査切れのため、青函航路終航2ヵ月前の1988年（昭和63年）1月6日で終航となり、その他4隻は同年3月13日の航路終航まで運航された。
さらに、羊蹄丸（2代）と十和田丸（2代）は、青函トンネル開通記念博覧会の協賛事業として、同年6月3日から9月18日まで暫定復活運航を行った。この間、羊蹄丸（2代）が函館側から毎日1往復、十和田丸（2代）が青森側から毎日1往復の計2往復で、車両航送や乗用車航送は行われなかった。

## 沿革

### 青函連絡船時代（一部同型他船や青函航路全体の事項も含む）
- 1964年（昭和39年）
  - 3月31日 - 竣工
  - 4月11日 - 函館港に回着[3]
  - 4月14日 - 7108便（函館第4岸壁10時45分発　青森第2岸壁15時30分着）より試運航[24][注釈 5]
  - 5月10日 - 変14便（函館第2岸壁18時10分発　青森第2岸壁22時15分着）で就航、旅客扱い開始[注釈 6]
  - 7月12日 - 8時04分　変106便　函館第2岸壁で旅客乗船中、テープ交換中の女子短大生が、1等タラップ近くから岸壁へ転落し死亡。以後送迎テープ使用禁止となった[442][443]
  - 9月2日 - 変502便（函館第2岸壁6時00分発　青森第1岸壁10時30分着で産気づいた乗客が船内で男児を出産[444]
  - 9月17日 - 変106便（函館第2岸壁8時10分発　青森第2岸壁12時50分着の4時間40分運航の106便を、当日に限り函館発を50分遅れの9時00分とし、3時間50分運航した）で東京オリンピックの聖火を輸送。11時陸奥湾 平館海峡入口で北海道、青森県の聖火ランナーが洋上で聖火を引き継いだ[注釈 59][446]
  - 10月1日 - ダイヤ改正で新設の「はくつる」と「おおとり」を接続する3便・4便のみ3時間50分運航[417]
  - 11月1日 - 津軽丸（2代）で10月31日501便より11月1日2便、3便と定時運航ながら左舷減速歯車軸受温度異常上昇続くため、引き続き運航予定のともに4時間20分運航の20便、501便は修理休航とした。津軽丸型の代船はなく十和田丸（初代）を代船としたが、20便では20分遅れ、501便で10分遅れ、しかし接続列車への影響はなかった[447]
- 1965年（昭和40年）
  - 3月30日 - 運航定員49名＋夜間増派4名と決定[12]
  - 10月1日 - 101便・310便以外の旅客便の3時間50分運航開始[418]
- 1966年（昭和41年）10月2日 - 旅客便の3時間50分運航開始[420]
- 1967年（昭和42年）6月1日 - 乗用車航送開始　乗用車6台[176]
- 1968年（昭和43年）5月26日 - 256便からロングラン試験開始
- 1969年（昭和44年）4月4日 - 303便でロングラン試験終了[257][253]
- 1970年（昭和45年）5月25日 - 船舶積量測度法改正（1967年8月1日）により、車両格納所容積が総トン数から除外され、5,319.71トンに減トン登録[注釈 2][6][8][5]
- 1971年（昭和46年）4月1日 ‐ 乗用車航送　乗用車8台[176]
- 1972年（昭和47年）
  - 7月 - 乗用車航送　乗用車12台[176]
  - 10月6日～10月31日 – 秋冬繁忙期30往復運航[424][425]
- 1973年（昭和48年）
  - 8月5日 - 深夜の続行便の後発便の2便の残客707名をバス12台で有川桟橋の函館第4岸壁へ移送し、松前丸（2代）で運航の6054便（函館第4岸壁1時30分発　青森第2岸壁6時10分着　4時間40分運航）で輸送[448][443][449]
  - 8月12日 - 同上802名、バス16台、松前丸（2代）[450][449]
  - 8月13日 - 同上770名、バス16台、松前丸（2代）[451][449]
  - 10月10日～10月31日 – 秋冬繁忙期30往復計画されたが、出貨不足で一度も30往復実施されず[428]。
  - 12月28日 - 旅客定員　通年1,330名認可（グリーン席30名増、普通席100名増）[452]
- 1974年（昭和49年）
  - 10月17日～11月19日 – 秋冬繁忙期30往復計画されたが、労働争議や海上模様のため、断続的に18日間のみ30往復実施[429]
  - 10月29日 – 第2主機室、主機械シリンダー動弁装置注油管の動弁箱入口接手溶接部亀裂からの潤滑油噴出によって、主機械シリンダーカバーおよび排気管付近から発煙あり[453]。
- 1975年（昭和50年）
  - 3月26日 – 第2主機室、燃料油管エア抜きプラグのパッキン劣化破損部より燃料油噴出[454]　
  - 8月27日 - 台風6号による8月24日からの函館本線 桂川 - 野田生間不通のため、函館 - 室蘭間に摩周丸（2代）、十和田丸（2代）の2隻を用いて8月31日までの5日間、旅客代行輸送を毎日2往復運航した[455][456]
  - 10月9日～11月12日 – 秋冬繁忙期30往復計画されたが、労働争議や陸上都合、松前丸（2代）の可変ピッチプロペラ故障などで、断続的に20日間30往復実施[430]
- 1976年（昭和51年）10月13日～11月1日 – 秋冬繁忙期30往復計画したが、断続的に12日間のみ30往復実施[431]
- 1977年（昭和52年）
  - 3月7日 - 国営の青函連絡船として初めて比羅夫丸が就航した1908年（明治41年）3月7日から70年目ということで、当時就航中の13隻の連絡船のシンボルマークが作成され[457]、すべての津軽丸型に、順次各船の入渠の際に船体に取り付けられた。右舷が4,700×3,655mm、左舷が2,830×2,200mmと、右舷のマークのほうが大きかった。このシンボルマークのデザインは公募だったが、採用されたものは現役乗組員の作品であった。（　）内は各船への取り付け時期
  - 津軽丸（2代）：津軽のりんご　　　　（7月 - 遊歩甲板室後壁、12月 - 船楼甲板室両舷）[458]
  - 八甲田丸：八甲田山系と水蓮沼　　　 （7月 - 遊歩甲板室後壁、9月 - 船楼甲板室両舷）[458]
  - 松前丸（2代）：桜の松前城　　　　　（7月 - 遊歩甲板室後壁、1978年（昭和53年）2月 - 船楼甲板室両舷）[458]
  - 大雪丸（2代）：大雪の熊　　　　　　（7月 - 遊歩甲板室後壁、1978年（昭和53年）3月 - 船楼甲板室両舷）[458]
  - 摩周丸（2代）：神秘の湖・摩周湖　　（7月 - 遊歩甲板室後壁、6月 - 船楼甲板室両舷ペイント描き、1978年（昭和53年）2月 - 船楼甲板室両舷）[458]
  - 羊蹄丸（2代）：蝦夷富士・羊蹄山　　（7月 - 遊歩甲板室後壁、6月 - 船楼甲板室両舷）[458]
  - 十和田丸（2代）：湖面輝く十和田湖     （7月 - 遊歩甲板室後壁、1978年（昭和53年）1月 - 船楼甲板室両舷）[458]
  - 全船の統一マーク：救命ブイとイルカ
  - 10月16日～11月15日 – 秋冬繁忙期29往復計画されたが、出貨不足で7日間のみ29往復実施[432]
- 1978年（昭和53年）
  - 5月 - レーダー情報処理装置（CAS）装備[124][338]、
  - 6月1日 -　喫茶室「サロン海峡」開業（グリーン自由椅子席44席撤去）旅客定員1,286名[126][125]
- 1982年（昭和57年）3月4日 - 耐用年数切れにより青森第1岸壁7時30分発　函館第2岸壁11時20分着の5便をもって終航[4]

### 終航後
- 1982年（昭和57年）12月24日 - 東京の大久保商店（大久保尚志）に83,585,000円で売却されたが、函館ドックで係留継続[459][460][461]
- 1983年（昭和58年）3月25日[461] - 北朝鮮に転売され、日本人回航員の手によって自航で元山へ向け函館を出港。回航に先立ち函館ドックで白と紺色に化粧直しされた。北朝鮮では、「HAE YON」などに改称し、主に元山港を母港に貨物船として運航されていたという[要出典]。
  - なお、この北朝鮮への転売の際には、兵員輸送など軍事転用への懸念から、国会で転売を問題視する声が挙がっている[459][462]。回航の際、CASなどは基板が何枚か抜かれ、使用できないようにされていた。
- 1987年（昭和62年）3月 - サウジアラビアの船舶会社に売却され、「AL JAWAHER」に船名を改称[要出典]。スエズ（エジプト） - ジェッダ（サウジアラビア） - ポートスーダン（スーダン）の定期航路のカーフェリーとして運航されていた[要出典]。この間、ジェッダ港で社外船に転職していた元青函連絡船乗組員に目撃され、報道されるなどした。イスラム教の巡礼期はメッカ巡礼船としてトリポリ（リビア） - ジェッダ（サウジアラビア）で運航されたという[要出典]。
- 1996年（平成8年） - エジプト政府に納付金滞納により差し押さえられる[要出典]。
- 1998年（平成10年）5月21日 - 係留中に火災が発生[要出典]。
- 1998年（平成10年）12月14日 - スエズで解体される[要出典]。

## その他
- 津軽丸の錨とされるものは、1つは青森市のみちのく北方漁船博物館（以前は中三デパート前）、もう1つは函館市青函連絡船記念館摩周丸に程近い旧函館桟橋の一角に展示されている（以前は函館駅の駅舎正面に保存されていた）が、北朝鮮への売却前にとりはずされた本物であるという説と、各船の予備の錨を津軽丸の錨として展示したとの説があり、本物であるかどうかは定かではない。